# Governo Craxi I
Il Governo Craxi I è stato il quarantaduesimo esecutivo della Repubblica Italiana, il primo della IX legislatura.
Il governo rimase in carica dal 4 agosto 1983 al 1º agosto 1986, per un totale di 1 093 giorni, ovvero 2 anni, 11 mesi e 28 giorni. Primo governo a guida socialista, è stato il terzo governo più longevo della storia della Repubblica Italiana, nonché il più duraturo della cosiddetta Prima Repubblica.

## Storia
A seguito delle elezioni politiche italiane del 26/27 giugno 1983 la DC è ancora il primo partito, ma rispetto alle precedenti elezioni perde circa il 7% alla Camera e il 5% al Senato, con cali particolarmente importanti nelle grandi città, dove la media del voto scende al 21% rispetto al 31% nazionale. Il PCI rimane grossomodo costante, perdendo lo 0,49%, ma i risultati dei radicali e dei demoproletari, assieme all'11% del PSI, fanno salire l'area della sinistra al 33,6%, superando in percentuale il partito di maggioranza relativa. In questa situazione la DC deve rinunciare ad una delle pregiudiziali della politica italiana (mai un socialista Presidente del consiglio) perché non può rinunciare alla conventio ad excludendum che esclude il PCI alla guida del governo. Riunita la Direzione per discutere delle conseguenze del voto deve quindi accettare l'idea di lasciar formare un governo presieduto dal segretario del PSI, Bettino Craxi senza avere a disposizione una maggioranza di ricambio com'era stato coi governi di centro-sinistra. Il presidente della Repubblica, Sandro Pertini, gli conferisce quindi l'incarico il 21 luglio e il 4 agosto si insedia un esecutivo sostenuto dal pentapartito ovvero da DC, PSI, PRI, PSDI e PLI. Dopo la presentazione del governo e la discussione in parlamento, viene votata la fiducia alla Camera dei deputati il 12 agosto con 361 voti favorevoli e 234 contrari e il 13 agosto al Senato della Repubblica con 185 voti favorevoli e 120 contrari.

## Compagine di governo

### Sostegno parlamentare
Camera dei deputati
| Partiti | Partiti | Seggi                   |
| ------- | --- | ----------------------- |
|         | Democrazia Cristiana Partito Socialista Italiano Partito Repubblicano Italiano Partito Socialdemocratico Italiano Partito Liberale Italiano Südtiroler Volkspartei Union Valdôtaine Totale Maggioranza | 225 73 29 23 16 3 1 370 |
|         | Partito Comunista Italiano Movimento Sociale Italiano Partito Radicale Democrazia Proletaria Partito Sardo d'Azione Liga Veneta Totale Opposizione                                                     | 198 42 11 7 1 260       |
| Totale  | Totale | 630                     |

Senato della Repubblica
| Partiti | Partiti | Seggi                 |
| ------- | --- | --------------------- |
|         | Democrazia Cristiana Partito Socialista Italiano Partito Repubblicano Italiano Partito Socialdemocratico Italiano Partito Liberale Italiano Südtiroler Volkspartei Union Valdôtaine Totale Maggioranza | 120 38 11 8 6 3 1 187 |
|         | Partito Comunista Italiano Movimento Sociale Italiano Partito Radicale Partito Sardo d'Azione Liga Veneta Totale Opposizione                                                                           | 107 18 1 128          |
| Totale  | Totale | 315                   |

### Appartenenza politica
L'appartenenza politica dei membri del Governo si può così riassumere:
- Partito Socialista Italiano (PSI): Presidente del Consiglio, 5 ministri, 14 sottosegretari;
- Democrazia Cristiana (DC): Vicepresidente del Consiglio, 17 ministri, 31 sottosegretari;
- Partito Repubblicano Italiano (PRI): 3 ministri, 6 sottosegretari;
- Partito Socialista Democratico Italiano (PSDI): 3 ministri, 5 sottosegretari;
- Partito Liberale Italiano (PLI): 3 ministri, 4 sottosegretari.

### Provenienza geografica
La provenienza geografica dei membri del Consiglio dei ministri si può così riassumere:
| Regione               | Presidente | Vicepresidente | Ministri | Sottosegretari | Totale |
| --------------------- | ---------- | -------------- | -------- | -------------- | ------ |
| Lombardia             | 1          | -              | 6        | 7              | 14     |
| Marche                | -          | 1              | -        | 2              | 3      |
| Piemonte              | -          | -              | 5        | 6              | 11     |
| Campania              | -          | -              | 3        | 6              | 9      |
| Toscana               | -          | -              | 2        | 7              | 9      |
| Lazio                 | -          | -              | 5        | 3              | 8      |
| Veneto                | -          | -              | 4        | 4              | 8      |
| Sicilia               | -          | -              | 2        | 5              | 7      |
| Puglia                | -          | -              | 1        | 6              | 7      |
| Calabria              | -          | -              | 1        | 2              | 3      |
| Abruzzo               | -          | -              | 1        | 1              | 2      |
| Friuli-Venezia Giulia | -          | -              | 1        | 1              | 2      |
| Sardegna              | -          | -              | 1        | 1              | 2      |
| Emilia-Romagna        | -          | -              | -        | 2              | 2      |
| Liguria               | -          | -              | -        | 2              | 2      |
| Trentino-Alto Adige   | -          | -              | -        | 2              | 2      |
| Basilicata            | -          | -              | -        | 1              | 1      |

## Composizione
| Carica                                                                  | Titolare                              | Titolare                                                      | Titolare                                      | Sottosegretari |
| Presidenza del Consiglio dei ministri                                   | Presidenza del Consiglio dei ministri | Presidenza del Consiglio dei ministri                         | Presidenza del Consiglio dei ministri         | Sottosegretari di Stato alla Presidenza del Consiglio |
| ----------------------------------------------------------------------- | ------------------------------------- | ------------------------------------------------------------- | --------------------------------------------- | --- |
| Presidente del Consiglio dei ministri                                   |                                       |                                                               | Bettino Craxi (PSI)                           | - Giuliano Amato (PSI) Segretario del Consiglio dei ministri - Pasquale Lamorte (DC) Con delega agli interventi nel Mezzogiorno - Enrico Quaranta (PSI) (fino al 16/03/1984) Con delega agli interventi nel Mezzogiorno - Nicola Trotta (PSI) (fino al 16/03/1984) Con delega agli interventi nel Mezzogiorno |
| Vicepresidente del Consiglio dei ministri                               |                                       |                                                               | Arnaldo Forlani (DC)                          | - Giuliano Amato (PSI) Segretario del Consiglio dei ministri - Pasquale Lamorte (DC) Con delega agli interventi nel Mezzogiorno - Enrico Quaranta (PSI) (fino al 16/03/1984) Con delega agli interventi nel Mezzogiorno - Nicola Trotta (PSI) (fino al 16/03/1984) Con delega agli interventi nel Mezzogiorno |
| Ministri senza portafoglio                                              |                                       |                                                               |                                               | |
| Affari regionali                                                        |                                       |                                                               | Pier Luigi Romita (PSDI) (fino al 30/07/1984) | Pier Luigi Romita (PSDI) (fino al 30/07/1984) |
| Affari regionali                                                        |                                       | Carlo Vizzini (PSDI) (dal 30/07/1984)                         |                                               | |
| Coordinamento delle iniziative per la ricerca scientifica e tecnologica |                                       |                                                               | Luigi Granelli (DC)                           | Luigi Granelli (DC) |
| Coordinamento delle politiche comunitarie                               |                                       |                                                               | Francesco Forte (PSI) (fino al 09/05/1985)    | Francesco Forte (PSI) (fino al 09/05/1985) |
| Coordinamento delle politiche comunitarie                               |                                       | Loris Fortuna (PSI) (dal 09/05/1985)                          |                                               | |
| Coordinamento della protezione civile                                   |                                       |                                                               | Vincenzo Scotti (DC) (fino al 26/03/1984)     | Vincenzo Scotti (DC) (fino al 26/03/1984) |
| Coordinamento della protezione civile                                   |                                       | Giuseppe Zamberletti (DC) (dal 26/03/1984)                    |                                               | |
| Ecologia                                                                |                                       |                                                               | Alfredo Biondi (PLI) (fino al 31/07/1985)     | Alfredo Biondi (PLI) (fino al 31/07/1985) |
| Ecologia                                                                |                                       | Valerio Zanone (PLI) (dal 31/07/1985)                         |                                               | |
| Funzione pubblica                                                       |                                       |                                                               | Remo Gaspari (DC)                             | Remo Gaspari (DC) |
| Interventi straordinari nel Mezzogiorno                                 |                                       |                                                               | Salverino De Vito (DC)                        | Salverino De Vito (DC) |
| Rapporti col Parlamento                                                 |                                       |                                                               | Oscar Mammì (PRI)                             | Oscar Mammì (PRI) |
| Ministero                                                               | Ministri                              | Ministri                                                      | Ministri                                      | Sottosegretari di Stato |
| Affari esteri                                                           |                                       |                                                               | Giulio Andreotti (DC)                         | - Susanna Agnelli (PRI) - Bruno Corti (PSDI) - Mario Fioret (DC) - Francesco Forte (PSI) (dal 09/05/1985) - Mario Raffaelli (PSI) |
| Interno                                                                 |                                       |                                                               | Oscar Luigi Scalfaro (DC)                     | - Paolo Barsacchi (PSI) - Adriano Ciaffi (DC) - Marino Corder (DC) - Raffaele Costa (PLI) |
| Grazia e giustizia                                                      |                                       |                                                               | Mino Martinazzoli (DC)                        | - Luciano Bausi (DC) - Antonio Carpino (PSI) - Cesarino Dante Cioce (PSDI) |
| Bilancio e programmazione economica                                     |                                       |                                                               | Pietro Longo (PSDI) (fino al 13/07/1984)      | - Alberto Aiardi (DC) - Carlo Vizzini (PSDI) (fino al 30/07/1984) - Alberto Ciampaglia (PSDI) (dal 30/07/1984) |
| Bilancio e programmazione economica                                     |                                       | Bettino Craxi (PSI) ad interim (dal 13/07/1984 al 30/07/1984) |                                               | - Alberto Aiardi (DC) - Carlo Vizzini (PSDI) (fino al 30/07/1984) - Alberto Ciampaglia (PSDI) (dal 30/07/1984) |
| Bilancio e programmazione economica                                     |                                       | Pier Luigi Romita (PSDI) (dal 30/07/1984)                     |                                               | - Alberto Aiardi (DC) - Carlo Vizzini (PSDI) (fino al 30/07/1984) - Alberto Ciampaglia (PSDI) (dal 30/07/1984) |
| Finanze                                                                 |                                       |                                                               | Bruno Visentini (PRI)                         | - Franco Bortolani (DC) - Giuseppe Caroli (DC) - Domenico Raffaello Lombardi (DC) - Domenico Susi (PSI) |
| Tesoro                                                                  |                                       |                                                               | Giovanni Goria (DC)                           | - Carlo Fracanzani (DC) - Manfredo Manfredi (DC) (fino al 25/02/1984) - Eugenio Tarabini (DC) (dal 06/04/1984) - Giovanni Nonne (PSI) - Gianni Ravaglia (PRI) |
| Difesa                                                                  |                                       |                                                               | Giovanni Spadolini (PRI)                      | - Tommaso Bisagno (DC) - Bartolomeo Ciccardini (DC) - Vittorio Olcese (PRI) - Silvano Signori (PSI) |
| Pubblica istruzione                                                     |                                       |                                                               | Franca Falcucci (DC)                          | - Domenico Amalfitano (DC) - Mario Dal Castello (DC) - Giuseppe Fassino (PLI) - Fabio Maravalle (PSI) |
| Lavori pubblici                                                         |                                       |                                                               | Franco Nicolazzi (PSDI)                       | - Gaetano Gorgoni (PRI) - Mario Tassone (DC) |
| Agricoltura e foreste                                                   |                                       |                                                               | Filippo Maria Pandolfi (DC)                   | - Giulio Santarelli (PSI) - Giuseppe Zurlo (DC) |
| Trasporti                                                               |                                       |                                                               | Claudio Signorile (PSI)                       | - Niccolò Grassi Bertazzi (DC) - Savino Melillo (PLI) - Giuseppe Santonastaso (DC) |
| Poste e telecomunicazioni                                               |                                       |                                                               | Antonio Gava (DC)                             | - Giuseppe Avellone (DC) - Giorgio Bogi (PRI) - Giuseppe Reina (PSI) |
| Industria, commercio e artigianato                                      |                                       |                                                               | Renato Altissimo (PLI)                        | - Bruno Orsini (DC) - Nicola Sanese (DC) - Sisinio Zito (PSI) |
| Sanità                                                                  |                                       |                                                               | Costante Degan (DC)                           | - Paola Cavigliasso (DC) - Francesco De Lorenzo (PLI) - Carlo Romei (DC) |
| Commercio con l'estero                                                  |                                       |                                                               | Nicola Capria (PSI)                           | - Francesco Mazzola (DC) - Giovanni Prandini (DC) |
| Marina mercantile                                                       |                                       |                                                               | Gianuario Carta (DC)                          | - Giuseppe Cerami (DC) - Alberto Ciampaglia (PSDI) (fino al 02/08/1984) - Silvano Costi (PSDI) (fino al 02/08/1984) |
| Partecipazioni statali                                                  |                                       |                                                               | Clelio Darida (DC)                            | - Delio Giacometti (DC) - Delio Meoli (PSI) |
| Lavoro e previdenza sociale                                             |                                       |                                                               | Gianni De Michelis (PSI)                      | - Andrea Borruso (DC) - Gianfranco Conti Persini (PSDI) - Pino Leccisi (DC) |
| Beni culturali e ambientali                                             |                                       |                                                               | Antonino Pietro Gullotti (DC)                 | - Giuseppe Galasso (PRI) |
| Turismo e spettacolo                                                    |                                       |                                                               | Lelio Lagorio (PSI)                           | carica non assegnata |

## Cronologia

### 1983

#### Aprile

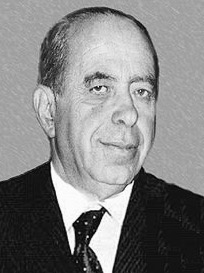
Tommaso Morlino

- 23 aprile: Preso atto delle decisioni del Comitato centrale del PSI il presidente del consiglio si reca dal capo dello Stato per decidere il percorso delle dimissioni, che dopo la verifica parlamentare avverranno formalmente il 29 aprile.
- 28 aprile-3 maggio: Fanfani presenta un rendiconto del suo governo e annuncia le dimissioni. Il 30 e 1 maggio il capo dello stato effettua il primo giro di consultazioni e, su proposta della presidente della camera Nilde Jotti, decide di conferire un mandato esplorativo al presidente del senato, Tommaso Morlino, che deve tuttavia rinunciare di fronte alla determinazione dei socialisti verso le elezioni anticipate.[13]

#### Maggio
- 3-4 maggio: il presidente della repubblica, Sandro Pertini, fallita l'esplorazione di Morlino firma il decreto di scioglimento delle camere. Si apre una battaglia per la data delle elezioni: la DC chiede siano fissate il 19 giugno, il PSI chiede che si rispetti l'accordo già intervenuto di abbinarle alle amministrative del 26 giugno. Fanfani riunisce il consiglio dei ministri per l'adempimento costituzionale di indicare la data. Le elezioni politiche sono alla fine fissate per il 26 giugno, in abbinamento col turno amministrativo.[14]
- 5 maggio: muore Tommaso Morlino.

#### Giugno

Toni Negri entra alla camera

- 26-27 giugno: elezioni politiche: il risultato più clamoroso è il crollo della Democrazia Cristiana, che scende dal 38,3% al 32,5% alla camera e dal 38,3% al 32,7% al senato con una perdita media di circa 3.500.000 voti. Il PSI guadagna circa 200.000 voti, salendo dal 10,4% all'11,4%. Leggera flessione di PCI (da 31,5% a 30,9%), PSDI (da 4,2% a 3,8%) e DP (da 1,3% a 1,1%). I vincitori della consultazione sono il PRI (da 3,4% a 4,6%), il PLI (da 2,2% a 2,7%), il MSI (da 5,7% a 7,3%) e i radicali (da 1,3% a 1,7%).
 Nella maggioranza Ciriaco De Mita ammette la sconfitta e rifiuta la proposta di un congresso straordinario; Bettino Craxi dichiara che i democristiani dovranno scendere a "de-miti" consigli ma non risponde nell'immediato all'ipotesi di un governo col PCI che escluda la DC formulata da Enrico Berlinguer; nel PSDI si ritiene necessaria una fase di riflessione sul calo dei voti; il PRI attribuisce la crescita al buon lavoro dei due governi guidati da Giovanni Spadolini, di cui auspica il ritorno a palazzo Chigi. Il PLI si schiera da subito per una ricomposizione del pentapartito. Tra le opposizioni esultano i radicali e i missini; i primi finiscono nell'occhio del ciclone per l'elezione alla camera di Toni Negri, i secondi prendono l'impegno di battersi contro ogni soluzione di governo a sinistra e per l'ordine pubblico e la repubblica presidenziale.[15]
- 29 giugno: a norma dell'art. 58 del trattato di Parigi la Commissione europea decide una riduzione nella produzione italiana di acciaio di 5,8 milioni di tonnellate all'anno, quattro dalle imprese di stato e una da quelle private. L'imposizione rientra nella riduzione complessiva di 30 tonnellate per tutti i dieci paesi della CEE, finalizzata a restituire competitività alle aziende, ma la Finsider fa sapere che non si possono sacrificare più di 2,4 milioni di tonnellate. I ministri dell'industria, Filippo Maria Pandolfi, e delle partecipazioni statali, Gianni De Michelis, dichiarano che la decisione è inaccettabile e che la minor produzione sacrificherebbe 5.000 posti di lavoro e la chiusura di sei stabilimenti della Società Finanziaria Siderurgica.[16]

#### Luglio
- 3 luglio: nell'attesa del 12 luglio, giorno di convocazione delle nuove camere, il dibattito politico è predominato dal contrasto tra DC e PSI. I due maggiori partiti della potenziale coalizione a cinque escludono riunioni ufficiali fino a tale data. PSDI, PRI e PLI si pongono come mediatori della richiesta del capo dello stato di pensare prima a un programma, poi alla formula di governo.
Dopo la sua elezione a deputato Toni Negri rifiuta di rispondere al processo 7 aprile. La corte dispone un rinvio al 26 settembre, confidando che in tre mesi la camera conceda l'autorizzazione a procedere che lo stesso Negri ha dichiarato di voler favorire.[17]
- 5 luglio: nell'agenda del futuro governo si pone il problema dell'emittenza televisiva. Complici i network a diffusione nazionale la raccolta pubblicitaria delle televisioni private è passata dai 27 miliardi del 1978 ai 350 miliardi del 1982 grazie alle piccole e medie imprese, snobbate dalla RAI che non accetta contratti inferiori ai 400 milioni di lire annui. L'imprenditore edile Silvio Berlusconi, al momento proprietario di Canale 5 e Retequattro, dichiara in una intervista che è arrivato il momento di abbattere lo steccato tra imprese e pubblicità televisiva attraverso una legge organica che regoli il settore.[18]

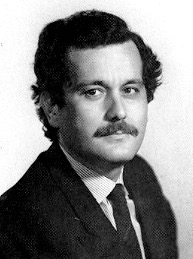
Carlo Vizzini

- 7 luglio: direzione nazionale DC: Ciriaco De Mita mette da parte le polemiche elettorali e dichiara che non ci sarà un'opposizione pregiudiziale se l'incarico di formare il nuovo governo sarà affidato a Craxi. Per il segretario democristiano è necessario tornare al pentapartito ed apre al dialogo su occupazione e riforme istituzionali. Sul documento finale, ben accolto dai socialisti, esprimono riserve Carlo Donat Cattin e Amintore Fanfani. La discussione sull'operato della segreteria è rinviata al consiglio nazionale.
Direzione nazionale PSDI: Pietro Longo si esprime per un accordo paritario tra i partiti di tradizione socialista, laica e liberale e la DC. Matteo Matteotti, Carlo Vizzini e Franco Nicolazzi concordano ma al contempo lo accusano di appiattirsi sulla DC prima che a dialogare col PSI, e chiedono la convocazione del comitato centrale[19]
- 11 luglio: il ministro delle finanze uscente, Francesco Forte, firma un decreto che aumenta le sigarette da un minimo di 30 a un massimo di 200 lire per le marche nazionali, 250 lire per quelle estere, e di 200 lire al Kg il sale. Il provvedimento consentirà un maggiore incasso di 400 miliardi per il secondo semestre del 1983 e di 800 miliardi per il 1984.
Direzione nazionale PCI: ufficialmente dedicata alle nomine parlamentari, l'assise si occupa anche di un discorso pronunciato dal segretario nazionale a Mantova, non condiviso da tutto il partito, dove ha espresso la sua contrarietà all'ipotesi dell'incarico a Bettino Craxi. Le decisioni effettive sono rinviate al comitato centrale, convocato per il 18 luglio.[20]

Toni Negri interviene in aula

- 12 luglio: si inaugura la IX legislatura. Nilde Jotti è confermata alla presidenza della Camera, Francesco Cossiga è il nuovo presidente del senato. Alla camera scoppiano disordini tra i missini, che contestano la presenza di Toni Negri, e i radicali. Il direttivo del gruppo democristiano, poi censurato dalla segreteria del partito, chiede a sua volta al presidente provvisorio, Oscar Luigi Scalfaro, di studiare misure per impedire a Negri l'ingresso in aula.
- 18 luglio: consiglio nazionale DC: De Mita conferma il via libera a un pentapartito guidato dal presidente che sarà scelto dal capo dello stato. Il segretario democristiano pone due condizioni per la presidenza socialista: rinuncia di alleanze locali col PCI; niente tecnici di area comunista nell'esecutivo; recupero del PRI nella nuova maggioranza.
I ministri dell'industria e delle partecipazioni statali uscenti si recano a Bruxelles per risolvere il problema della riduzione della produzione italiana di acciaio. Il governo è disposto ad accettare l'imposizione comunitaria (e a ridurre da 91.000 a 80.000 gli addetti) a condizione che siano invertite le quote e il maggior sacrificio lo faccia il settore privato[21]
- 21 luglio: il capo dello stato conferisce a Craxi l'incarico di formare il nuovo governo. In vista delle consultazioni sul programma il presidente incaricato promuove la cosiddetta "operazione computer"; una commissione formata da Claudio Martelli, Valdo Spini, Giuliano Amato, Luigi Covatta e Gennaro Acquaviva è incaricata di predisporre delle schede dedicate ai vari problemi da inserire nel programma dell'esecutivo, da aggiornare con le proposte politiche di tutti i partiti.[22]
- 25 luglio: la Corte dei conti presenta al parlamento il resoconto sul rendiconto generale dello stato per il 1982. La magistratura contabile sottolinea per il terzo anno consecutivo l'eccessivo ricorso dei governi alla decretazione d'urgenza, utilizzata perlopiù per far fronte a ritardi amministrativi soprattutto in campo economico.[23]
- 28 luglio: dopo una settimana di consultazioni Craxi presenta ai partiti della costituenda maggioranza gli orientamenti programmatici per l'economia, la spesa sociale, la riforma delle istituzioni, la lotta alla criminalità e la politica estera. Obiettivo primario è il risanamento dell'economia attraverso la riduzione del tasso di inflazione, modificando i meccanismi istituzionali che hanno aumentato senza controllo la spesa pubblica e il disavanzo.[24]
- 31 luglio-2 agosto: messa a punto la bozza del programma Craxi incontra i partiti e le parti sociali per definirla in vista dello scioglimento della riserva. Democristiani, socialdemocratici e liberali contestano il paragrafo sul terrorismo ("il fenomeno è regredito e non abbisogna di nuove misure", risponde Giuliano Amato), i repubblicani notano che non vi è accenno al caso P2 ("problema sommerso e non risolto", dichiara Giovanni Spadolini). Nei partiti vi è inoltre preoccupazione per gli interventi sulla scala mobile; Amato risponde che il nuovo governo imiterà l'atteggiamento di Giovanni Spadolini e prenderà le proprie decisioni qualora non salgano proposte accettabili. La DC pone inoltre il problema dell'allargamento del pentapartito agli enti locali, dove sono attive 32 giunte di sinistra frutto dell'alleanza PSI-PCI; De Mita non chiede uno strappo ma scelte graduali.[25]

#### Agosto

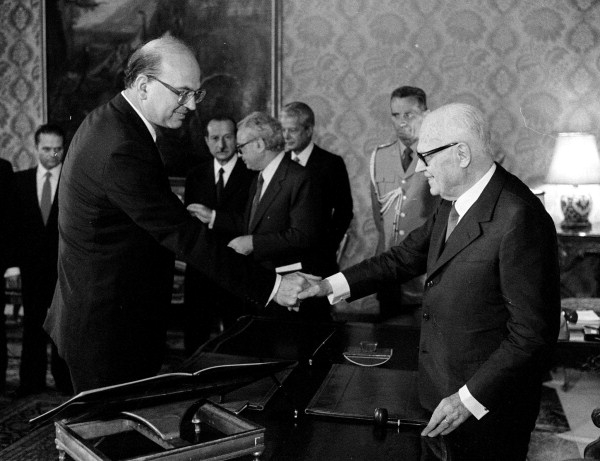
Craxi giura nelle mani del Capo dello Stato

Craxi presenta il governo alla camera

Licio Gelli

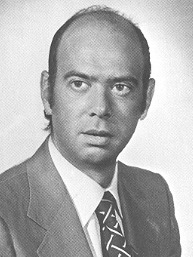
Renato Altissimo

- 4 agosto: dopo un rinvio di 24 ore Craxi presenta la lista dei ministri: restano fuori Amintore Fanfani, Emilio Colombo e Valerio Zanone, torna dopo un'assenza di quattro anni Giulio Andreotti (esteri). Ministro degli interni è Oscar Luigi Scalfaro, la triade economica è formata da Bruno Visentini (finanze), Giovanni Goria (tesoro) e Pietro Longo (bilancio). Le minoranze interne del PSI contestano al segretario di aver ridimensionato politicamente la partecipazione socialista pur di raggiungere l'accordo.[26]
- 5 agosto: consiglio dei ministri: alla prima riunione del nuovo governo Craxi ottiene l'istituzione di un "consiglio di gabinetto" ad imitazione di quelli esistenti in Germania e Gran Bretagna. Composto dai ministri degli interni, degli esteri, del bilancio, del tesoro, della difesa, dell'industria e del lavoro, dovrà consentire consultazioni più rapide sulle questioni che saranno poi affrontate dall'esecutivo.
Chiusa la questione del governo nella DC si chiede la convocazione di un congresso straordinario in autunno. Lo scopo è di ridefinire gli equilibri interni del partito dopo la sconfitta elettorale e l'esito della crisi di governo. Le scelte del segretario hanno inasprito l'opposizione interna (Carlo Donat Cattin, Gerardo Bianco, Emilio Colombo) e sconvolto gli equilibri tra ex oppositori (Arnaldo Forlani, Antonio Bisaglia, ora vicini al De Mita) e sostenitori delusi (Amintore Fanfani, Flaminio Piccoli).[27]
- 10-13 agosto: il governo si presenta in parlamento. Alla camera la fiducia passa con 361 voti a favore e 243 contrari, al senato con 185 voti a favore e 120 contrari.
- 11 agosto: Licio Gelli evade dal carcere di Champ Dollon di Ginevra, dove era detenuto da settembre. Esplode una crisi tra il governo italiano e quello svizzero per il rinvio dell'udienza che doveva decidere la sua estradizione in Italia, rinviata dal 10 al 19 agosto. Sui giornali si sostiene che i servizi segreti italiani sono stati diffidati dall'esercitare una sorveglianza indiretta e dalla confessione del secondino che lo ha aiutato emergono coperture ad alto livello e prove del tentativo di simulare un rapimento. L'avvocato dell'ex maestro venerabile sostiene che non aveva alcun motivo per evadere. Il governo è chiamato a riferire in parlamento, dove sono affrettati i tempi di ricostituzione della commissione parlamentare d'inchiesta.[28]
- 14 agosto: entra in vigore la "determinazione presuntiva dei redditi del contribuente", provvedimento ribattezzato sulla stampa redditometro. Previsto dalla riforma tributaria del 1974 il provvedimento consente al fisco una determinazione indiretta del reddito complessivo del contribuente, basata sulla capacità di spesa del medesimo.[29]
- 16 agosto: il presidente del consiglio e il ministro del lavoro, Gianni De Michelis, smentiscono che l'esecutivo voglia portare l'età pensionabile a 70 anni. Giustificandola con una interpretazione errata del discorso programmatico pronunciato alle camere viene precisato che il limite sarà di 65 anni, aumentato gradualmente nelle more di una ristrutturazione che deve affrontare il problema del disavanzo dell'INPS, quantificato in 50.000 miliardi a fine 1984. L'esecutivo assicura anche una riforma della cassa integrazione, che solo per il 1983 ha gravato per 2000 miliardi contro una sovvenzione statale di 132.[30]
- 19 agosto: il ministro dell'industria, Renato Altissimo, annuncia un aumento di circa 30 lire sul prezzo della benzina. All'origine del provvedimento il rincaro del petrolio a seguito dell'ascesa del dollaro.[31]
- 26 agosto: consiglio di gabinetto: si discute principalmente dei problemi economici. Il governo deve rastrellare 10.000 miliardi per il contenimento del disavanzo e si annunciano provvedimenti sulla previdenza, la sanità e la casa.[32]
- 27 agosto: nella DC si accentuano le divisioni interne tra la maggioranza di De Mita, che vorrebbe anticipare il congresso entro Natale, e le minoranze interne che sostengono la naturale scadenza biennale dell'assise. Forlani si pone come mediatore tra le parti per non creare problemi al lavoro dell'esecutivo. Flaminio Piccoli dichiara alla stampa che il segretario può solo proporre una data na che la convocazione spetta solo al consiglio nazionale, di cui è presidente.[33]
- 31 agosto: consiglio di gabinetto: si mettono a punto le misure su entrate fiscali, sistema previdenziale, spesa sanitaria e interessi sul debito pubblico. Le entrate fiscali nel primo semestre del 1983 ammontano a 66.000 miliardi, parte dei quali da provvedimenti non ripetibili o decaduti; per coprire il minor incasso nel restante anno si prevedono l'accorpamento da 9 a 3 delle aliquote IVA e un inasprimento della lotta all'evasione, e non si esclude una manovra correttiva. Il governo deve inoltre trovare 5.000 miliardi per coprire il disavanzo dellINPS e contenerlo ai 27.000 miliardi stabiliti a giugno, e 3.000 miliardi mancanti per coprire il costo di 30.000 miliardi complessivi del sistema sanitario.[34]

#### Settembre

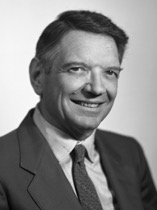
Costante Degan

Bruno Visentini

- 6 settembre: nel presentare il rendiconto di cassa per il secondo trimestre il ministro del tesoro, Giovanni Goria, comunica che il fabbisogno del tesoro è salito a 34.559 miliardi, il 25,1% in più rispetto al 1982. La politica economica dell'esecutivo, aggiunge, dovrà puntare a tagli nella spesa pubblica e a una politica di contenimento dei redditi attraverso il previsto ritocco della scala mobile.
- 8 settembre: raggiunto un accordo con le parti sociali i ministri del lavoro, Gianni De Michelis, e della sanità, Costante Degan, annunciano che nel decreto sull'economia di prossima promulgazione saranno introdotti il divieto di cumulo della pensione di invalidità e un reddito mensile superiore a 900.000 lire e la concessione della integrazione al minimo per i pensionati con reddito mensile non superiore a 600.000 lire.
Il ministro delle finanze, Bruno Visentini, dichiara che finché sarà al suo posto non ci saranno condoni fiscali.
Parlando coi giornalisti durante l'allestimento dello stand alla Fiera del Levante il direttore generale dell'IRI, Antonio Zurzolo, dichiara che la maggiore holding pubblica italiana raggiungerà a fine anno un buco di 3.000 miliardi di lire, due terzi dei quali del settore siderurgico. Nonostante i bilanci attivi di Alitalia, Stet e Finsiel e il miglioramento del settore alimentare la posizione debitoria per l'anno in corso è di 5.600 miliardi, che vanno a sommarsi ai 35.000 accumulati a tutto il 1982.[35]

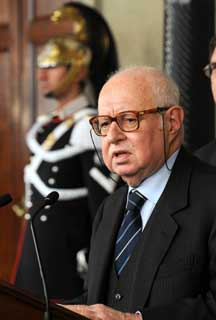
Antonio Del Pennino

- 10-11 settembre: consiglio nazionale PRI: Giovanni Spadolini conferma il pieno appoggio al governo. La presidenza di Craxi, aggiunge, mira al cuore dei rapporti coi comunisti e il PRI può fare altrettanto con la DC. Con lo scioglimento della sua corrente Aristide Gunnella entra nella maggioranza interna e diventa vice-segretario assieme a Giorgio La Malfa e Antonio Del Pennino, per una gestione unitaria del partito in vista del congresso di primavera.[36]
- 12 settembre: consiglio dei ministri: viene varata la prima parte della manovra economica per l'attuazione di tagli alla spesa pubblica nei settori della sanità e della previdenza. Sono introdotti il divieto di cumulo della pensione di invalidità e la concessione della integrazione al minimo legata al reddito. Aumentano da 10 a 20.000 lire del ticket per le ricette mediche e da 40 a 50.000 lire in caso di più analisi e prestazioni.
- 13 settembre: il presidente del consiglio incontra il presidente dell'IRI, Romano Prodi. All'ordine del giorno il ridimensionamento della produzione di acciaio imposta dalla Commissione europea e la conseguente perdita di posti di lavoro. Dopo vari tentativi di mediazione del governo precedente il piano da sottoporre alla Finsider è sostanzialmente quello predisposto della CEE e per affrontare il problema dei licenziamenti si pensa di ricorrere al pre-pensionamento di 24.700 operai dai 50 anni di età in su e la chiusura definitiva dello stabilimento di Cornigliano.[37]
- 21-22 settembre: con quattro distinte votazioni la camera approva le autorizzazioni a procedere e all'arresto di Toni Negri. Hanno votato a favore DC, PSDI, PLI e MSI, contro una parte degli Indipendenti di sinistra. PDUP e demoproletari, astenuti PCI, PSI e radicali. L'astensione di questi ultimi fa cadere la proposta comunista di sospendere l'arresto fino alla conclusione del processo 7 aprile e provoca disordini in aula. Di Negri si sono intanto perse le tracce. Interpellato sulla mancata sorveglianza il ministro degli interni, Oscar Luigi Scalfaro, risponde che con l'elezione a deputato era tornato libero cittadino.[38]
- 24 settembre: il ministro della sanità, Costante Degan, avanza la proposta di suddividere gli assistiti in tre fasce di reddito: fino a cinque milioni annui (per i quali non cambia niente), da cinque a venti milioni (sospensione della fornitura gratuita dei medicinali non essenziali) e oltre venti milioni (solo farmaci di base e ricoveri). Il provvedimento, che dovrebbe portare un risparmio di 5-6.000 miliardi annui, scatena un coro di proteste che non risparmia nemmeno la maggioranza. Il ministro del bilancio, Pietro Longo, dichiara che sui tagli a previdenza e sanità è disposto anche a provocare una crisi di governo.[39]
- 29 settembre: consiglio dei ministri: viene varata la legge finanziaria per il 1984, che prevede tagli alla spesa su sanità e previdenza (10.000 miliardi) scuola e difesa (5.000 miliardi). Il tetto al debito pubblico è fissato a 90.000 miliardi, e sarà colmato da nuove entrate. Nella sanità si rinuncia alla discriminazione dell'assistenza per fasce di reddito e si riduce di 3.000 miliardi la spesa per i farmaci riducendo le specialità di fascia A (completamente gratuite) ai salvavita e agli irrinunciabili. Nella previdenza le pensioni minime saranno incrementate entro il tasso di inflazione reale, e la maggior spesa verrà compensata con la rivalutazione dei trattamenti più alti all'indice ISTAT del costo della vita. Sul fronte delle nuove entrate diventano definitive le una tantum sull'ILOR e sul bollo auto, aumentano dal 21,5 al 25% le imposte sugli interessi bancari e dal 30 al 36% quelle sull'IRPEG. Abbandonata l'autocertificazione e la tassazione dei BOT. Le normative sul condono edilizio e la scala mobile sono rinviate all'emanazione di provvedimenti a parte.
Scade il termine di 90 giorni introdotto dall'ex ministro delle finanze, Francesco Forte, per l'introduzione del registratore di cassa e dello scontrino fiscale; previste sanzioni penali e pecuniarie per la mancata installazione o manomissione degli apparecchi e per la mancata emissione o consegna, o per la falsificazione dello scontrino.[40]

#### Ottobre

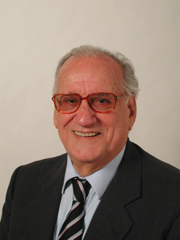
Alfredo Biondi

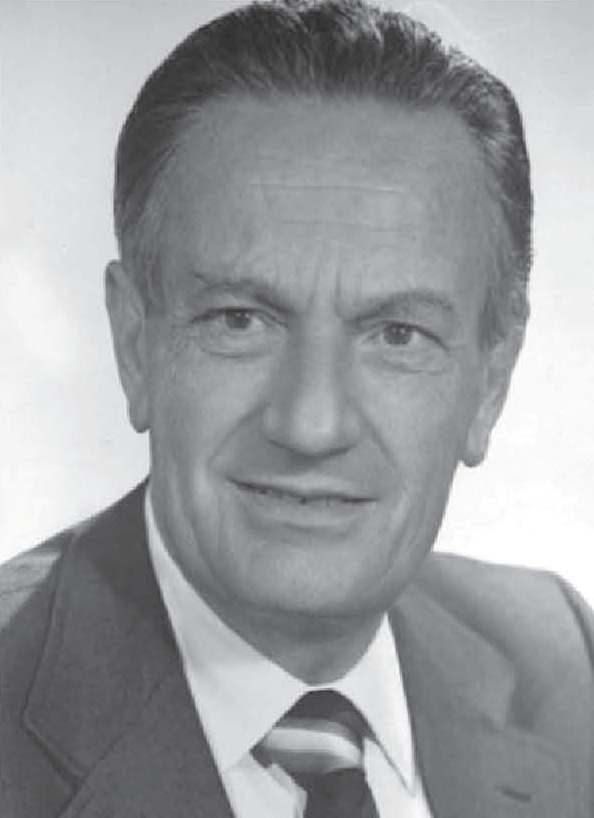
Benigno Zaccagnini

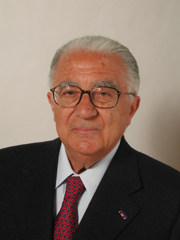
Armando Cossutta

Giorgio Almirante

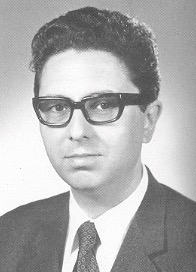
Roberto Mazzotta

- 1 ottobre: la manovra economica del governo viene giudicata negativamente da sindacati, Confindustria e mondo bancario, oltre che dai partiti dell'opposizione. Nella maggioranza emerge un giudizio positivo con poche osservazioni di merito, contro cui si scaglia il ministro del bilancio, Pietro Longo, che minaccia le dimissioni nel caso la legge venga stravolta nel dibattito parlamentare.[41]
- 4 ottobre: consiglio dei ministri: sono approvati undici disegni di legge in materia di giustizia, approvato il decreto legge sul condono edilizio, che dovrebbe produrre un gettito tra i 6.000 e i 9.000 miliardi, dei quali il 10% destinato ai comuni, il restante a un fondo speciale da distribuire agli stessi comuni secondo una scala di priorità. Il provvedimento interessa tre milioni di abitazioni e prevede l'aumento a 300.000 lire per ogni metro quadro edificato abusivamente. I pagamenti sono differenziati a seconda del periodo di costruzione (1942-1968; 1968-1977: dopo il 1977) con otto livelli di gravità che vanno dall'edificazione di un nuovo immobile all'apertura di una finestra. Nella normativa è accolta la richiesta del ministro dell'ecologia, Alfredo Biondi, che esclude la sanatoria per le costruzioni che hanno arrecato danni al patrimonio ambientale. Il ministro dei lavori pubblici, Franco Nicolazzi, nega che l'iniziativa sia un regalo agli speculatori e fa notare che la regolarizzazione rimetterà sul mercato immobiliare centinaia di migliaia di vani altrimenti non vendibili. Sono inoltre approvati undici disegni di legge in tema di giustizia che riducono di un quarto la carcerazione preventiva, affidano nuove competenze ai pretori e riformano la disciplina della comunicazione giudiziaria e dell'ordine di cattura.[42]
- 7 ottobre: parlando al convegno della corrente a Chianciano Terme Benigno Zaccagnini assicura a nome dell'area Zac (la sinistra interna della DC) pieno appoggio alla segreteria di Ciriaco De Mita. Dal convegno emerge la necessità di recuperare la proposta politica del confronto con l'opposizione comunista voluta a suo tempo da Aldo Moro.
Dopo una tregua di alcuni mesi esplode nel PCI la divisione tra la segreteria e la minoranza interna filosovietica guidata da Armando Cossutta. In una intervista a Panorama quest'ultimo esprime un totale dissenso sulla scelta della maggioranza di mantenersi equidistante da USA e URSS e auspica una linea alternativa basata su anti-americanismo e anti-capitalismo. 
DC, PSI e PCI presentano una mozione comune in cui si chiede che sia il governo, e non l'IRI, a gestire la ristrutturazione della siderurgia pubblica che fa capo alla Finsider.[43]
- 12 ottobre: il ministro delle finanze, Bruno Visentini, prende la parola alla camera all'inizio del dibattito sulla legge finanziaria e dichiara in via ufficiale che non si prevedono una patrimoniale sui redditi immobiliari e una tassa su BOT e CCT. Il ministro del bilancio, Pietro Longo, aggiunge che i titoli di stato non si possono tassare, in quanto fonte di reddito per le casse pubbliche, ed anche perché i termini contrattuali devono essere stabiliti prima della sottoscrizione.[44]
- 13 ottobre: con 254 voti contrari e 220 a favore il governo viene sconfitto alla camera sul decreto di sanatoria dell'abusivismo edilizio. Numerose assenze nelle file della maggioranza e una pattuglia di franchi tiratori provocano uno scoperto di 9.000 miliardi nella manovra economica ed espongono i proprietari che hanno autodenunciato le costruzioni abusive (e versato il relativo acconto) a conseguenze penali.[45]
- 17 ottobre: consiglio dei ministri: dopo una discussione animata, e numerose voci in un senso o nell'altro, il governo annuncia la ripresentazione decreto legge bocciato alla camera. A pretenderlo socialisti e socialdemocratici, allo scopo di evitare che i 9.000 miliardi venuti a mancare vengano recuperati attraverso nuove tasse e aumenti.[46]
- 20 ottobre: alla Camera viene approvato il decreto della manovra economica su previdenza e sanità. Nelle file della maggioranza si sono registrati 23 franchi tiratori. Il ricorso al voto di fiducia provoca grosse proteste tra i parlamentari democristiani, che si sono visti annullare gli emendamenti, e voci di una contrattazione tra DC e MSI per il voto finale a scrutinio segreto. Mentre Giorgio Almirante smentisce qualsiasi sostegno al governo Ciriaco De Mita e Arnaldo Forlani presiedono una riunione del gruppo della DC, nel quale viene detto chiaramente che ad un logoramento della maggioranza corrisponderebbe un salto nel vuoto (governo scelto dal capo dello stato o addirittura nuove elezioni).[47]
- 25-26 ottobre: consiglio nazionale DC: maggioranza e minoranze si scontrano sulla data del congresso nazionale. Ciriaco De Mita propone che si svolga dal 22 al 26 febbraio, le minoranze di Forlani e Donat Cattin propongono il mese di ottobre. La motivazione ufficiale è che serve tempo per concordare la linea di azione del partito dopo la sconfitta elettorale di giugno ma il vice di De Mita, Roberto Mazzotta, sostiene che i capi corrente vogliono sfruttare l'assise per negoziare quote di potere interno, e a tale scopo devono radunare tessere e organizzare manovre. Dopo una giornata di scontro le opposizioni interne (Forlani, Colombo, Rumor, Segni, Fontana) accettano un accordo: si alla data di febbraio, ma a condizione che il congresso non sia preconfezionato e i suoi contenuti aperti ad ogni contributo valido.[48]
- 28 ottobre: un comunicato ufficiale della presidenza del consiglio smentisce che la decisione di Craxi di ricevere un esponente del MSI nelle consultazioni comporta un cambiamento di opinione nei confronti del partito. Il MSI è un partito legittimamente rappresentato in parlamento, è come tale ha la stessa dignità di tutti i gruppi politici, precisa ancora il comunicato, e l'incontro con Mirko Tremaglia (il primo tra un presidente incaricato e un esponente missino) era dedicato unicamente alla proposta di istituire il voto per gli italiani all'estero.[49]
- 29 ottobre: il presidente dell'IRI, Romano Prodi, chiede di accelerare il processo di pre-pensionamento dei dipendenti della Finsider colpiti dalla riduzione produttiva imposta dalla CEE alla siderurgia nazionale, e ritiene necessario procedere con un decreto legge in luogo di una proposta che il parlamento potrebbe dilatare al lungo periodo. Dal ministero del bilancio si oppone che pre-pensionare 17.306 lavoratori richiede un esborso di 490 miliardi, e altri 100 saranno necessari per finanziare la cassa integrazione a quelli che l'età minima di cinquant'anni la raggiungono nel biennio 1984-1985.[50]
- 27 ottobre-1 novembre: congresso del partito radicale: nella relazione di apertura Marco Pannella evita di parlare del caso di Toni Negri e sostiene che il partito deve darsi una nuova strategia in vista delle elezioni europee di giugno, accentuando pacifismo e lotta alla fame nel mondo, propone il non voto per le imminenti amministrative e uno sciopero fiscale in cui una quota dell'IRPEF venga devoluta a organizzazioni pacifiste o impegnate sul fronte della fame nel mondo. Deciso a succedere a se stesso nella carica di segretario si fa da parte di fronte ad una mozione unitaria promossa da Roberto Cicciomessere, che viene eletto nuovo segretario.[51]

#### Novembre

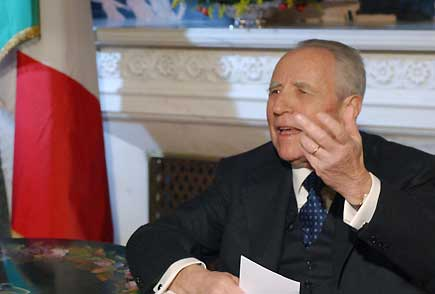
Carlo Azeglio Ciampi

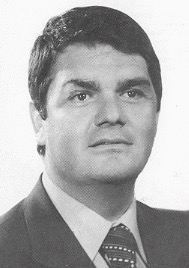
Calogero Mannino

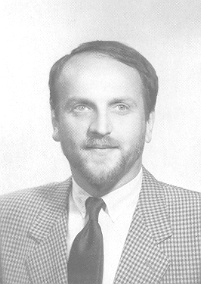
Edo Ronchi

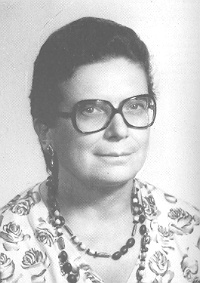
Leda Colombini

- 1 novembre: la Banca d'Italia richiama il governo sulla necessità di una politica dei redditi e di un forte taglio alla spesa pubblica. Dopo la bocciatura del condono edilizio l'ufficio studi della banca centrale avverte che entro il 1984 il fabbisogno statale raggiungerà i 130.000 miliardi e sollecita l'applicazione delle misure previste nella finanziaria, allo scopo di evitare il ricorso a provvedimenti correttivi e un possibile aumento del tasso d'inflazione di due punti.[52]
- 3 novembre: consiglio dei ministri: il condono edilizio viene ripresentato sotto forma di disegno di legge: in parlamento potrà godere della precedenza su tutte le altre misure, finanziaria esclusa, ma se non sarà approvato entro il 31 dicembre si tornerà alla promulgazione di un decreto legge. Viene inoltre approvato un ampliamento dei poteri del ministro della protezione civile; in caso di calamità naturali potrà disporre della guardia forestale senza passare dal ministero dell'agricoltura o dell'esercito senza chiedere niente al ministero della difesa. Viene istituito un servizio con sedi regionali e comunali che avrà l'ulteriore compito di elaborare programmi di prevenzione e - se possibile - previsione delle calamità.[53]
- 5 novembre: in vista del congresso anticipato di febbraio si svolge a Taormina un convegno di esponenti democristiani oppositori della segreteria di De Mita. Convocato da Calogero Mannino si propone di formulare idee per rinnovare strutturalmente la classe dirigente del partito, ferma per metodi, mentalità e in parte per uomini, agli anni '50. L'idea è quella di presentare al congresso un'opposizione davvero alternativa a quella di Arnaldo Forlani, che con De Mita ha sottoscritto una tregua per non creare problemi alla maggioranza di governo. Roberto Mazzotta, vice-segretario unico del partito, sostiene che la DC deve riprendersi dalla sconfitta elettorale adeguandosi ai tempi che cambiano, per evitare che il congresso si risolva in una mera statistica delle forze interne.[54]
- 8-11 novembre: nella maggioranza di governo esplode il caso Andreotti. Il ministro degli esteri è infatti oggetto di polemiche e distinguo per alcune scelte non concordate con gli altri partiti e in alcuni casi coi partner della Nato. Tra le contestazioni la presenza dell'ambasciatore Giovanni Migliuolo sul palco della piazza Rossa per la parata del 7 novembre, il viaggio del ministro a Damasco e alcune posizioni espresse su Yasser Arafat. Andreotti risponde che chi dissente deve esprimersi nelle sedi opportune e non sui giornali. Mentre le opposizioni chiedono che il governo riferisca in parlamento Craxi decide di convocare un consiglio di gabinetto di verifica sulla politica estera, dove prende le difese del ministro affermando che tutte le decisioni in materia rispecchiano la linea del governo.[55]
- 13 novembre: con una lettera al congresso annuale degli amministratori locali il presidente del Consiglio rassicura che saranno prese quanto prima opportune decisioni per l'autonomia impositiva dei comuni. Non sarà riproposta la sovrimposta comunale sul reddito dei fabbricati, tributo straordinario per il solo 1983, e il minor introito verrà coperto con 2.000 miliardi da reperire per via fiscale, anche se non sono ancora state decise le misure da adottare.[56]
- 14 novembre: durante la discussione sulla politica estera e gli euromissili sulla piazza di Montecitorio scoppiano gravi incidenti tra pacifisti e polizia. Sono fermate oltre cento persone, tra le quali i deputati Edo Ronchi (DP) e Massimo Serafini (PDUP): altri due deputati (Leda Colombini e Angela Maria Bottari, entrambe del PCI) sono feriti. Richiesto da Craxi il ministro degli interni, Oscar Luigi Scalfaro, chiarisce che la manifestazione non era autorizzata e che durante lo sgombero forzato dei presenti contusioni e ferite rientrano nell'ordine delle cose.[57]
- 16 novembre: con 351 voti a favore (maggioranza + MSI) e 219 contrari la camera approva l'ordine del giorno del governo per l'installazione degli euromissili a Comiso.[58]
- 20-21 novembre: elezioni amministrative: si vota per i comuni di Napoli e Reggio Calabria, per la regione Trentino-Alto Adige ed altri 14 comuni minori. La DC migliora a Trento, va bene a Napoli e male a Reggio Calabria. Sconfitta totale del PCI. Migliorano il PSI e il PRI, lieve aumento per il PSDI, migliora ovunque il MSI.
- 27 novembre: parlando a un convegno socialista a Trevi Craxi fornisce notizie allarmanti sulla situazione economica del Paese, dove il debito pubblico è prossimo ai 520.000 miliardi. L'esecutivo deve lavorare al recupero di 40.000 miliardi entro il 1984 per garantire la stabilità del sistema.[59]
- 29 novembre: consiglio dei ministri: viene messa a punto la legge finanziaria, che prevede tagli di 10.000 miliardi e nuove entrate per 10.000 miliardi. Nella sanità si abbandona il criterio dell'assistenza per fasce di reddito e si prevede di rivedere il prontuario terapeutico lasciando nella fascia gratuita i soli medicinali salvavita. Nella previdenza saranno incrementati i minimi di pensione secondo il tasso di inflazione e introdotti criteri di rivalutazione secondo l'indice ISTAT del costo della vita. Previsto un incasso di 6.000 miliardi attraverso i condoni edilizi e vari risparmi su assegni familiari e supplenze. I provvedimenti relativi alla scala mobile saranno emessi con provvedimento a parte.[60]

#### Dicembre

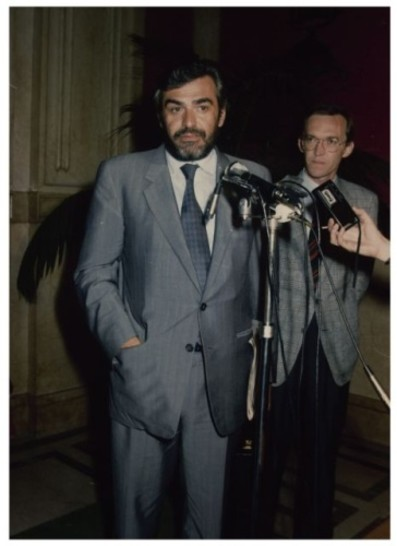
Giovanni Goria

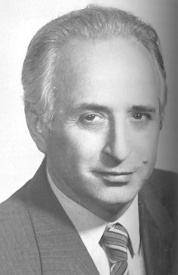
Guido Bodrato

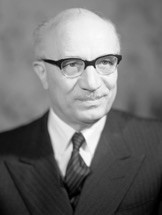
Amintore Fanfani

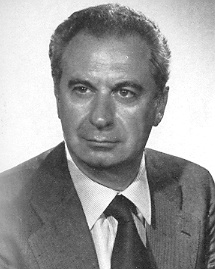
Clelio Darida

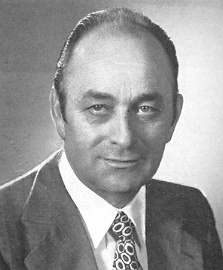
Franco Nicolazzi

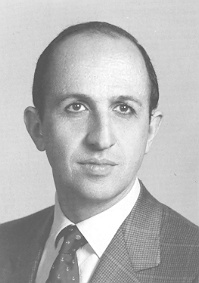
Antonio Patuelli

- 1 dicembre: in una intervista rilasciata al Corriere della Sera il ministro del tesoro, Giovanni Goria, difende le scelte del governo sulla tassazione degli interessi bancari (viene equiparata a quella dei redditi da lavoro) e sulla preoccupazione delle banche per la concorrenza dei Buoni ordinari del tesoro. Goria nega che li si voglia favorire e precisa che i cittadini che chiedono esenzioni o facilitazioni dovranno allegarne l'elenco e il reddito alla domanda. Sulle intenzioni dell'esecutivo per la scala mobile si limita a rispondere che per lo sviluppo economico del Paese è necessario anche contenere il costo del lavoro.[61]
- 4 dicembre: consiglio dei ministri: approvato un secondo decreto legge di sanatoria degli abusi edilizi, che dovrebbe ora fruttare tra i 6.000 e i 9.000 miliardi. Sono inoltre approvati disegni di legge per la riduzione della carcerazione preventiva, per la riforma della libertà provvisoria, per nuove competenze del pretore e per una nuova disciplina della comunicazione giudiziaria e dell'ordine di cattura. Ripresentati i provvedimenti per la suddivisione delle pensioni di invalidità tra parziale e totale e il finanziamento del 25% alle imprese che acquistano nuovi macchinari o utensili.[62]
- 6 dicembre: a Roma si conclude il convegno "Anziani, da emarginati a protagonisti", organizzato dal PSI. Vi prende parte il ministro del lavoro, Gianni De Michelis, che viene contestato per essersi appiattito alle esigenze del governo a scapito della tradizione socialista di difesa dei più deboli. De Michelis conferma che il partito si identifica in un governo che ha intrapreso una politica di sacrifici che colpisce in modo prevalente i meno abbienti, ma le maggiori contestazioni salgono quando difende il meccanismo della rivalutazione degli assegni pensionistici eseguita in base a indicatori di riferimento individuati periodicamente dall'ISTAT.[63]
- 9 dicembre: grazie all'accoglimento di alcune proposte migliorative si giunge ad un accordo tra la maggioranza e le opposizioni che spiana la strada all'approvazione della legge finanziaria entro il termine del 31 dicembre. Oltre alla possibilità di non dover ricorrere all'esercizio provvisorio le modifiche introdotte portano ad un avanzo di 1.500 miliardi che vengono destinati alla sanità (240) agli enti locali (460) e al fondo per gli investimenti all'occupazione (800).[64]
- 10 dicembre: intervistato da la Stampa Guido Bodrato, esponente dell'area Zac, sostiene che il congresso democristiano di febbraio non deve essere un processo a Ciriaco De Mita ma una verifica della linea politica della DC dopo la sconfitta alle elezioni politiche. Bodrato respinge le proposte di una direzione collegiale (Piccoli) e di maggiori poteri all'ufficio politico (Fanfani), giudicate limitative dei poteri e della leadership del segretario nazionale.[65]
- 16 dicembre: rispondendo ad un'intervista de l'Espresso Amintore Fanfani sostiene che gli ultimi due anni sono stati particolarmente infruttuosi per la DC ma che la colpa non deve essere attribuita al segretario. Per il presidente del senato De Mita ha portato avanti il suo incarico con decisione, sono le divisioni interne che hanno limitato l'azione politica e l'insuccesso elettorale. Sulla proposta di maggiori poteri ad un ufficio politico eletto, e non più di nomina, dichiara che con tale modifica aumenterebbe la collegialità nella gestione politica del partito affidata alla segreteria.[66]
- 17 dicembre: il ministro del bilancio, Pietro Longo, dichiara in una intervista che il governo continua ad escludere la tassazione dei titoli di stato per evitare l'aumento dei tassi di interesse, che andrebbe contro l'esigenza di ridurre il costo del denaro. Sul contrasto relativo alla patrimoniale, cui sono contrari i ministri delle finanze, del tesoro e dell'industria, sostiene che la formazione di molti patrimoni sia frutto di evasione fiscale; in un momento di crisi economica, nel quale si chiedono a tutti gravi sacrifici, tassare le grandi fortune è un atto dovuto.
- 20 dicembre: grazie al mutato atteggiamento del PCI la camera approva la legge finanziaria, con alcune riserve del PRI sul mancato rispetto dei piani di austerità elaborati dai governi di Giovanni Spadolini e sacrificati all'accordo coi comunisti. La manovra per il 1984 mantiene inalterate ILOR e tassa di circolazione e riconferma l'addizionale dell'8% sulla prima. Sulla finanza locale è imposto un tetto per i deficit delle aziende municipalizzate e aumentano del 10% le tasse sulle concessioni comunali. Sono ridotti o aboliti gli assegni familiari per le famiglie a reddito alto. Confermato il blocco delle assunzioni negli enti pubblici. Sul fronte della sanità le regioni che esauriscono i fondi dovranno imporre ticket aggiuntivi; la spesa per i farmaci non dovrà superare i 4.000 miliardi e licenziare gli amministratori delle USL che chiudono il bilancio in passivo. Fiduciosi che il senato la approverà entro il 31 dicembre Craxi e Goria annunciano l'avvio della fase due della manovra per trovare ulteriori 10.000 miliardi e mantenere il disavanzo dello stato al limite stabilito di 94.950 miliardi.[67]
- 21 dicembre: allo scopo di risolvere i problemi economici della Finsider il ministro delle partecipazioni statali, Clelio Darida, annuncia un disegno di legge per la ripartizione dei 5.000 miliardi del fondo investimenti e occupazione destinati alle aziende pubbliche. Reduce da un vertice a Bruxelles sull'acciaio concluso con un nulla di fatto Darida quantifica la divisione in 3.300 miliardi all'IRI, 1.300 miliardi all'ENI e 270 all'EFIM. In questo modo la Finsider potrà corrispondere ai propri dipendenti le retribuzioni non pagate.[68]
- 22 dicembre: consiglio dei ministri: il governo approva due dei quattro disegni di legge sull'edilizia presentati dal ministro dei lavori pubblici, Franco Nicolazzi, quelli dedicati a Equo canone ed espropri. Il primo sarà applicato nei 999 comuni con più di diecimila abitanti, facilita un aumento del 30% delle locazioni e introduce un criterio più rigoroso nell'assegnazione delle categorie. Il secondo stabilisce gli indennizzi di esproprio per le aree fabbricabili fino al dicembre 1985. Sono rinviati a una prossima seduta la riforma degli istituti case popolari e le norme per favorire la costruzione di alloggi da assegnare a famiglie che non possono acquistare una casa pur con un reddito che le esclude dalle graduatorie delle case popolari.
L'ex ministro del tesoro Nino Andreatta sostiene in una intervista che la finanziaria appena approvata si basa su dati risalenti a luglio, e che una lieve dilatazione del deficit porta a 20.000 miliardi il disavanzo previsto per il 1984. La manovra ha evitato ancora una volta di affrontare il problema della crescita del debito pubblico a tassi superiori al reddito nazionale.
Il senato approva in via definitiva la legge finanziaria.[69]
- 28-29 dicembre: consiglio dei ministri: mentre il senato discute la legge finanziaria il governo da il via alla seconda manovra, necessaria a reperire 10.000 miliardi. Viene aumentato di 105 lire il prezzo della benzina, che sale a 1.300 lire la super e 1.145 lire la normale. Aumentano anche il gasolio per riscaldamento (+12 lire) e l'olio combustibile (+5 lire). Previsto un gettito dai 1.750 ai 2.000 miliardi. Sono inoltre approvati i restanti decreti Nicolazzi sull'edilizia: riscatto delle case popolari (con prezzo di cessione variabile a seconda del reddito dell'acquirente, oltre che per la vetustà, l'ubicazione e il livello del piano, e condizioni di pagamento adeguate alla possibilità economica) e per la delega al governo sull'emanazione di un nuovo codice della strada adeguato alla normativa europea.
L'aumento dei prodotti petroliferi scatena tali e tante proteste da indurre due esponenti del PLI, il vice-segretario Antonio Patuelli e il responsabile economico Giuseppe Facchetti, a prenderne le distanze. L'aumento dei carburanti avrà un effetto trascinante sui listini di molte merci, e una pesante incidenza sul tasso di inflazione e l'obiettivo del contenimento dei prezzi. Il ministro del tesoro, Giovanni Goria, ne prende le difese, assicurando che per il reperimento degli altri 8.000 miliardi si procederà operando sulle spese.[70]

### 1984

#### Gennaio
- 5 gennaio: direzione nazionale PCI: l'assise approva un documento contro la politica economica del governo, minata da mancanza di strategia e forti ingiustizie fiscali. La presa di posizione, che denota unanimità di intenti, viene vista come una risposta ad un articolo di Giorgio Napolitano, che ha parlato di tentennamenti del gruppo dirigente nelle battaglie parlamentari.[71]
- 7 gennaio: dopo ripetute dichiarazioni del ministro del tesoro, Giovanni Goria, sul disavanzo di 10 mila miliardi e sulle misure per coprirlo, il sottosegretario alla presidenza del consiglio, Giuliano Amato, rassicura che la situazione è sotto controllo e che i cambiamenti nella legge finanziaria per il 1984 ricadranno in gran parte in esercizi successivi.La stangata fiscale potrà quindi non esserci, o sarà comunque ridimensionata. La dichiarazione precede di poche ore un vertice tra Craxi e Forlani coi tre ministri economici, dal quale emerge che il debito pubblico è stato definitivamente quantificato in 96.000 miliardi e che si dovrà rientrare di 5.000 miliardi contro i 10.000 preventivati. Per recuperarli si ritiene sufficiente risparmiare su alcune spese e rinviarne alcune ritenute non urgenti. Con un deficit pubblico sotto controllo sarà possibile intervenire sull'inflazione attraverso la politica dei redditi.[72]

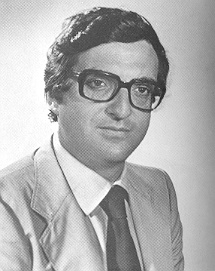
Giorgio La Malfa

- 11 gennaio: il vice-segretario repubblicano, Giorgio La Malfa, presenta un memoriale in cui si contestano i dati forniti dal governo sul disavanzo pubblico. Con la normativa al momento in vigore il deficit per il 1984 sarà di almeno 108.000 miliardi, somma che non tiene conto di possibili ulteriori dissesti dell'INPS. Intervistato in proposito sostiene che il presunto ribasso a 5.000 miliardi non si può raggiungere senza una legge che obblighi enti locali ed enti di stato a togliere gran parte delle loro risorse dalle banche per depositarli alla tesoreria di stato. Il PRI esprime preoccupazione per una tranquillità che definisce artificiosa in un Paese che ha un tasso di inflazione al 15% (contro una media del 3% dei partner europei) e un disavanzo che assorbe annualmente l'80% del risparmio complessivo contro il 14% della Francia e il 40% della Germania.[73]
- 13 gennaio: all'inaugurazione dell'anno giudiziario della Corte dei conti il procuratore generale afferma che il consesso è sempre più in difficoltà per il numero sempre più alto degli sperperi da controllare. La magistratura contabile è sommersa dai ricorsi contri i bilanci irregolari delle pubbliche amministrazioni (a partire dalle USL e frenata da pressioni politiche quando si tratta di analizzare casi come il buco della Toro assicurazioni dopo la scalata del Banco Ambrosiano.
Il ministro del lavoro, Gianni De Michelis, presenta la manovra economica del governo a sindacati e imprenditori. L'obiettivo è far scendere l'inflazione al 10%; a tale obiettivo si può giungere con un taglio della Scala mobile, la riduzione del costo del denaro e una perequazione fiscale tra redditi da lavoro dipendente e autonomo. Il governo pone il limite del 31 gennaio per l'accordo sulla contingenza, oltre il quale prenderà autonomamente le proprie decisioni.[74]
- 16-17 gennaio: dopo una trattativa durata oltre dieci anni Craxi annuncia che il nuovo Concordato con il Vaticano è ormai definito e che la firma potrebbe avvenire l'11 febbraio, nell'anniversario della conciliazione del 1929. Dal parlamento giunge tuttavia la richiesta di poter esaminare il documento. Il presidente del PLI, Aldo Bozzi, fa presente che ai parlamentari italiani non è concesso l'esame preventivo che i vescovi della CEI stanno invece facendo. La sua obiezione è sostenuta da comunisti, missini, radicali e indipendenti di sinistra ma la DC si oppone a un dibattito e chiede il rispetto della normale procedura della firma e della ratifica. Craxi fornisce un promemoria sull'intesa ai due rami del parlamento, che stabiliscono una data per l'esame e il dibattito.

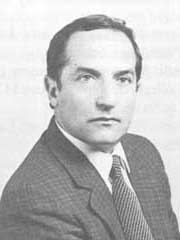
Sandro Fontana

- 24-27 gennaio: consiglio nazionale DC: Ciriaco De Mita incentra la sua relazione sull'imminente congresso straordinario, che dovrà riorganizzarsi cancellando le divisioni interne, e cita più volte l'esempio di Aldo Moro, che nel 1968 aveva detto che per rilanciarsi occorreva essere l'opposizione di se stessi. Definisce il pentapartito una scelta strategica al pari del primo governo a guida socialista anche se non c'è reciproca lealtà politica a causa delle ancora numerose giunte rosse PCI-PSI. Le minoranze interne (Arnaldo Forlani, Antonio Bisaglia, Emilio Colombo, Mariano Rumor, Mario Segni, Sandro Fontana) contestano la scelta di anticipare l'assise perché non si ha il tempo di verificare il tesseramento e si rischia di celebrare una riunione preconfezionata. Una estenuante mediazione di Flaminio Piccoli porta alla decisione di accettare la data del 22-28 febbraio e alla possibilità di una posticipazione a marzo nel caso sia necessario curare la trasparenza dei congressi provinciali.[75]
- 29 gennaio: comitato centrale PSI: con una relazione di Claudio Martelli i socialisti esprimono soddisfazione per le scelte di De Mita approvate nel consiglio nazionale democristiano. Il PSI, col suo congresso di marzo, potrà consolidare e rilanciare l'alleanza di governo, ed anche darle un orizzonte strategico. Alla DC viene chiesto di non insistere sulla polemica per le giunte locali, dal momento che non si possono ignorare o scavalcare i dati elettorali e la storia politica locale. Per le minoranze interne (Giacomo Mancini, Giorgio Ruffolo) si deve passare dalla fase dell'alternanza a quella dell'alternativa di sinistra al predominio democristiano sulle istituzioni.[76]
- 30 gennaio: parlando all'Unione industriale di Torino il ministro del commercio estero, Nicola Capria, dichiara che la bilancia dei pagamenti ha chiuso il 1983 con un attivo di 3.824 miliardi contro un deficit di 2.531 registrato nel 1982. L'Italia ha ancora diversi fattori di squilibrio ma il miglioramento delle esportazioni, secondo il ministro, è legato ai benefici della buona politica economica del governo.[77]

#### Febbraio

Enzo Tortora

Enrico Berlinguer

- 1 febbraio: alla camera il governo viene sconfitto per sei volte consecutive sul disegno di legge che riduce la carcerazione preventiva. La sesta sconfitta avviene su un emendamento presentato dai liberali che impone la scarcerazione dell'indagato se entro dieci giorni non viene interrogato. La norma è subito ribattezzata salva-Tortora,[78]
- 2-4 febbraio: Craxi propone un decreto per bloccare i prezzi amministrati e le tariffe fino al 30 aprile e un patto di autodisciplina per 80 prodotti di largo consumo.
Il clima di contrasto tra i partiti della maggioranza spinge il governo a chiedere la fiducia sul voto finale alla conversione in legge del decreto sul condono edilizio, che dopo una consultazione con le opposizioni viene rinviato alla commissione lavori pubblici.
Pressato su più fronti Craxi è costretto a convocare i segretari dei cinque partiti della maggioranza per un chiarimento delle posizioni. Ad essere messi sotto accusa sono il ministro del tesoro, Giovanni Goria, contestato da DC, PSI e PRI per la sua determinazione a non voler tassare i BOT e limitare il costo del denaro, e il ministro degli esteri, Giulio Andreotti, le cui aperture verso il colonnello Gheddafi sono contestate dai liberali. De Mita e Spadolini assicurano che la tenuta del governo non è in discussione ma il ministro del bilancio, Pietro Longo, ritiene che Goria debba avere maggiore coraggio nel portare avanti la linea economica del governo. A tenere unita la maggioranza è comunque l'azione congiunta di sabotaggio del PCI e della CGIL nelle trattative sul costo del lavoro e la scala mobile.[79]
- 8 febbraio: alla vigilia di un vertice di chiarimento della maggioranza l'ex ministro del tesoro, Nino Andreatta, e il vice-segretario del PRI, Ugo La Malfa, rivolgono una interrogazione urgente al presidente del consiglio sulla ripartizione del Fondo investimenti e occupazione; l'atto accusa il ministro del bilancio di averlo gestito in modo personalistico e clientelare ma Longo replica che tutto è in regola e che fornirà ogni elemento chiarificatore alla commissione bilancio del senato.[80]
- 11 febbraio: dopo quasi tre mesi di inutile trattativa Craxi mette le mani avanti sul problema della scala mobile con un documento esplicativo della proposta del governo. La tesi dell'esecutivo, contestata da PCI e componente comunista della CGIL, è che se il lavoratore rinuncia a qualche punto dell'indennità di contingenza contribuisce a far ridurre l'inflazione; se l'inflazione si riduce la minore cartamoneta contenuta nella busta paga aumenta il proprio potere d'acquisto, e compensa il mancato aggiornamento. Secondo i calcoli del dipartimento affari economici della presidenza del consiglio il taglio comporterebbe un aumento fino a +2,7% del potere d'acquisto di stipendi e salari.[81]
- 13-15 febbraio: il governo pone un ultimatum: o si firma l'accordo o sulla scala mobile il governo procederà per proprio conto. Il direttivo confederale della CGIL, immediatamente riunito, si spacca tra la componente comunista (76 voti contrari) e quella socialista (43 voti favorevoli). Preso atto di una spaccatura insanabile Craxi riunisce il consiglio dei ministri alle 21; viene approvato un decreto legge che taglia tre punti di contingenza, blocca i prezzi e le tariffe fino al 30 aprile e rinvia l'aumento dei ticket sui medicinali al 15 aprile. Il PCI annuncia battaglia in parlamento: tenuto conto dei giorni di chiusura per gli imminenti congressi della DC, del PSI, del PDUP e del PLI le due camere hanno a disposizione trenta giorni lavorativi per convertire il decreto in legge entro il 15 aprile[82]

Craxi e il cardinale Casaroli firmano il nuovo Concordato

- 18 febbraio: sedici anni dopo la prima iniziativa parlamentare il presidente del consiglio e il Cardinale segretario di Stato, Agostino Casaroli, firmano a Villa Madama la revisione del condordato tra stato e chiesa del 1929. Abolita la disciplina dei culti ammessi la religione cattolica non è più l'unica confessione dello stato, e gli altri culti assumono pari dignità di fronte alla legge. Viene abolita la congrua, che sarà in seguito sostituita dal meccanismo dell'Otto per mille. Un'apposita commissione paritetica sistemerà i dettagli dell'accordo in vista della ratifica.[83]
- 21 febbraio: comitato centrale PCI: Enrico Berlinguer dichiara che il decreto sulla scala mobile non deve passare e che il PCI ricorrerà a tutti i mezzi regolamentari per tentare di impedirlo. Il governo, dice ancora, deve cambiare metodo o essere messo in condizione di dimettersi per lasciare spazio ad una alternativa democratica.
Il presidente del consiglio e il moderatore della Tavola valdese sottoscrivono l'intesa tra lo stato italiano e l'Unione delle Chiese metodiste e valdesi, che apre a quest'ultima l'istruzione religiosa scolastica e l'assistenza in carceri, ospedali e caserme e il riconoscimento degli effetti civili del matrimonio. È la prima di una lunga serie di intese in corso di definizione, che abroga di fatto la normativa del 1929 sui culti ammessi e relativa sorveglianza della polizia.[84]
- 22 febbraio: alla camera e al senato il PCI viene sconfitto, rispettivamente, sull'eccezione di costituzionalità del decreto sulla scala mobile e sulla richiesta di non procedere all'esame degli articoli del condono edilizio. Berlinguer chiede al PSI di approfittare del congresso della DC (e quindi della pausa dei lavori parlamentari) per cambiare rotta.[85]

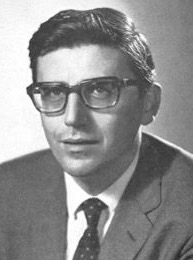
Vincenzo Scotti

- 24-28 febbraio: congresso della DC: Vincenzo Scotti si presenta candidato alla segreteria, contrapposto a Ciriaco De Mita. Nella sua relazione il segretario uscente pone l'accento sugli sforzi compiuti per l'unità del partito e la tenuta della maggioranza di governo. Arnaldo Forlani e Giulio Andreotti si schierano per De Mita; Carlo Donat Cattin contesta che il carisma non nasce a colpi di maggioranza, e che Aldo Moro non avrebbe mai chiesto un mandato fiduciario. Guido Bodrato ripropone il confronto col PCI. De Mita viene riconfermato col 57,08% dei voti congressuali, Vincenzo Scotti si ferma al 32,52%). La lista unitaria (maggioranza più Forlani, Andreotti e Fanfani) ottiene l'87%.[86]

#### Marzo
- 2 marzo: consiglio dei ministri: è approvato il piano di interventi per la siderurgia, che stanzia 650 miliardi per lo smantellamento di stabilimenti e situazioni improduttive ei autorizza i pre-pensionamento del personale sia pubblico e privato; viene conferito un mandato alla GEPI per la trasformazione degli stabilimenti chiusi in attività alternative. Rimane da decidere se utilizzare il decreto o il disegno di legge. Sono inoltre varati tre disegni di legge per l'accoglimento della direttiva comunitaria sulla facilitazione dei controlli nei trasporti merci tra paesi della CEE, per la riforma delle ferrovie dello stato (che diventeranno ente autonomo), e per l'istituzione da parte delle regioni dei centri di salute menale.[87]

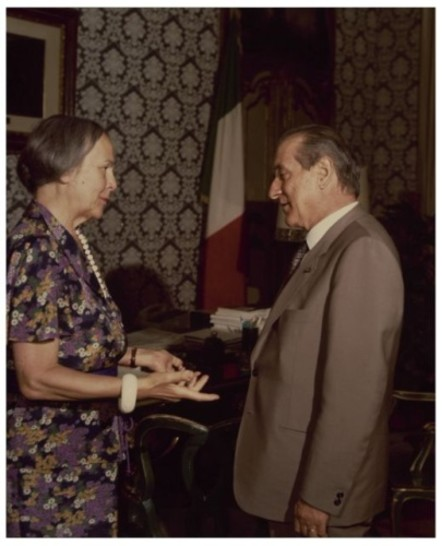
Luigi Lucchini

- 7 marzo: mentre l'esame del decreto che taglia la scala mobile procede a fatica alla camera il segretario del PRI, Giovanni Spadolini, propone l'introduzione della contingenza semestrale. L'idea, raccolta dalla componente repubblicana della UIL, è di dilatare a due volte l'anno gli scatti della contingenza ma non viene precisato se questa ipotesi dovrebbe cancellare il taglio dei quattro punti in discussione.
Con 54 voti favorevoli, 2 contrari e 35 astensioni la giunta esecutiva di Confindustria designa alla presidenza l'industriale siderurgico Luigi Lucchini.

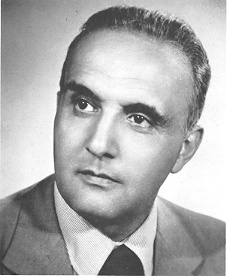
Ugo Vetere

- 8 marzo: a Roma scoppia un grosso scandalo sulla gestione sanitaria del Lazio. Mentre in Campidoglio è in corso una riunione tra il sindaco, Ugo Vetere, e i 20 presidenti delle USL i carabinieri, su ordine del pretore Giovanni Amendola, procedono al sequestro di tutta la documentazione disponibile presso gli uffici della regione e di documentazione, letti e presidi sanitari presso il Policlinico Umberto I. Nel mirino dell'inchiesta alcune centinaia di posti non utilizzati e grandi scorte di medicinali scaduti, funzionali agli interessi di medici-docenti, e centinaia di prescrizioni a nome di ignari assistiti. 12 dei 20 presidenti delle USL sono indagati per omissione ed interesse privato in atti di ufficio dopo la scoperta di numerosi medici senza convenzione che prescrivono medicinali su ricettari del servizio sanitario nazionale.[88]
- 11 marzo: riferendosi allo scontro parlamentare sul decreto legge che taglia la scala mobile il ministro per i rapporti col parlamento, Oscar Mammì, dichiara in un'intervista che il governo intende ripresentarlo qualora non si riesca a convertirlo entro il 15 aprile, anche se tra feste e congressi di partito ci sarà un tempo comunque limitato per convertirlo in legge (35 giorni utili su 60). L'esponente repubblicano riconosce che l'abuso della decretazione d'urgenza è un male reale della politica italiana, ma è anche il frutto di una contrapposizione spesso legata a interessi diversi dal bene pubblico, e auspica una riforma in senso maggioritario della legge elettorale, per garantire la stabilità dell'esecutivo.
Il ministero delle finanze rende pubblico un rapporto dei controlli effettuati dalla Guardia di finanza sul rilascio di scontrini e ricevute fiscali. Su 204.408 esercizi controllati ne sono risultati irregolari 52.724. Guidano la classifica i parrucchieri (47.123), i meccanici (43.020) e i ristoratori (40.595). Il ministro, Bruno Visentini, dichiara che i controlli sono stati spesso mirati sulla base dell'analisi delle dichiarazioni dei redditi, dove numerosi esercenti hanno dichiarato un imponibile inferiore al totale delle paghe dei propri dipendenti, e assicura che le verifiche continueranno anche per controllare il rispetto dell'obbligo di installazione del registratore di cassa entro il 1985.[89]
- 14 marzo: il ministro del tesoro, Giovanni Goria, presenta al parlamento la relazione trimestrale di cassa, in cui si quantifica in 6.100 miliardi il fabbisogno per l'anno in corso, da coprire con un taglio di 1.500 miliardi ai comuni e con nuove tasse a carico dei lavoratori autonomi. Al 31 dicembre il debito pubblico complessivo ammonterà a 109.700 milioni, che potrà essere ridotto a 96.000 miliardi se passeranno i decreti economici in discussione. Comunque vadano le cose resta scoperta la somma di 4.600 miliardi.[90]
- 21 marzo: dopo un iter lungo sei mesi, tormentato, con manovre ostruzionistiche e passaggi dalle parole ai fatti in aula, alla camera il governo pone la fiducia sul voto finale alla legge sul condono edilizio, approvata con 255 voti a favore, 189 contrari e l'astensione del MSI.
Il ministro del tesoro, Giovanni Goria, taglia di un quarto di punto la rendita dei CCT. Il provvedimento è giustificato dall'assenza di strumenti di controllo della spesa pubblica; secondo Goria si continua ad intervenire sugli aumenti in corso anziché prevenirli, e cita l'esempio della Cassa del Mezzogiorno, che dei 15.050 miliardi già ottenuti nell'anno ne deve spendere circa 9.000 per maggiori oneri.[91]
- 23 marzo: con un iter altrettanto lungo e tormentato il senato approva la legge che taglia quattro punti della contingenza. La votazione è terminata con 167 favorevoli, 73 contrari e 15 astenuti. Raggiunto prima di partire per Milano Craxi dichiara che la soluzione è la migliore che si poteva trovare, ma si dichiara disposto ad esaminare alternative che introducano un effettivo miglioramento.[92]

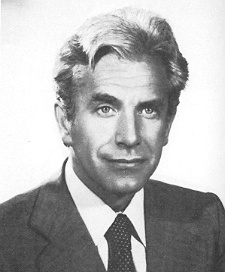
Lucio Magri

- 29 marzo-1 aprile: congresso PDUP: nella relazione di apertura Lucio Magri auspica un'alternativa di sinistra che non sia la semplice somma dei partiti che la compongono. Il PDUP non vuole essere una corrente esterna del PCI ma stimolarne l'azione. Forti critiche verso Craxi (al momento non si può considerare di sinistra) e verso i partiti laici (sono diventati partiti borghesi), che non si impegnano ad approfittare della perdita di centraltà della DC. Esclusa l'ipotesi di una confluenza nel PCI. Magri viene confermato segretario praticamente all'unanimità.
- 29 marzo-2 aprile: congresso del PLI: Valerio Zanone rivendica i meriti della sua segreteria: dal 1976, quando stava all'opposizione ed elettoralmente isolato, il partito è tornato al governo, ha raddoppiato i voti e aumentato il numero dei suoi eletti ad ogni livello. Egidio Sterpa, uno dei due leader dell'opposizione interna, rimprovera al segretario l'abbandono della tradizione liberale e cita ad esempio l'assistenzialismo (più della metà dell'attività produttiva è controllata dallo stato). Raffaele Costa, della sinistra interna, rimprovera al segretario di annunciare battaglie che non vengono poi combattute. Zanone viene riconfermato coi voti della sua maggioranza e l'appoggio di Costa. Sterpa resta all'opposizione interna.[93]

#### Aprile
- 3 aprile: il ministro del bilancio, Pietro Longo, lamenta uno scarso impegno del governo sul fronte dell'evasione fiscale. A nome del PSDI minaccia di aprire un contenzioso con la maggioranza se Craxi non metterà quanto prima all'ordine del giorno la questione dell'evasione fiscale e dei metodi da adottare per combatterla.[94]
- 10 aprile: ascoltato dalla commissione finanze e tesoro della camera il ministro delle finanze, Bruno Visentini, riferisce sulle dichiarazioni dei redditi del 1981 e approfondisce il problema della diffusa evasione dell'IVA da parte dei commercianti. Il ministro fa notare l'esiguità dei fatturati e la minima differenza tra costi e ricavi, fenomeno che non si registra per chi vende merci soggette a registrazione di legge come le automobili. Senza scendere nei particolari anticipa misure restrittive come obblighi di contabilità meglio congegnati e versamenti forfettari.[95]

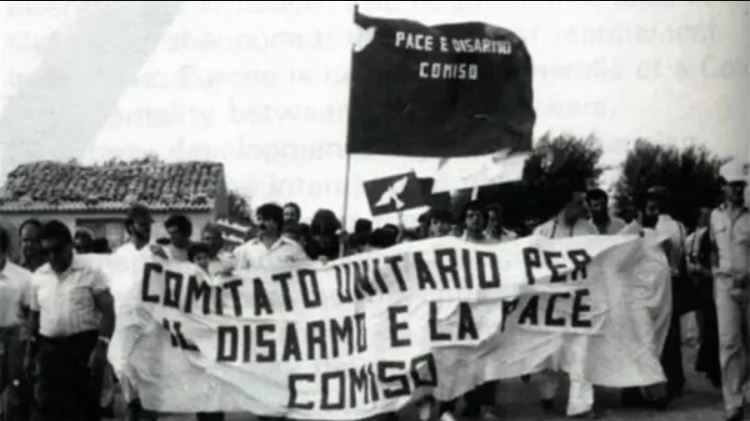
Manifestazione contro gli euromissili a Comiso

- 11 aprile: il ministro della difesa, Giovanni Spadolini, riferisce alla camera sull'installazione dei primi sedici euromissili a Comiso. Rassicura che non potranno essere utilizzati senza l'autorizzazione del governo italiano ma viene fatto notare che il sistema di garanzia è puramente diplomatico. Non esiste un protocollo tecnico capace di bloccare operativamente l'impiego dei Cruise.[96]

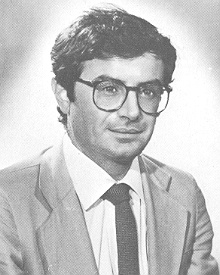
Roberto Cicciomessere

- 13 aprile: organizzato dal Partito radicale si svolge alla camera il convegno "Campagne elettorali in TV: l'Italia senza leggi". Roberto Cicciomessere propone conferenze stampa di sessanta minuti e un appello finale da sei minuti per la RAI, l'obbligo per le televisioni private di garantire l'accesso ad ogni partito che prende parte alla consultazione. La proposta è contestata da Jader Jacobelli, direttore delle tribune politiche, secondo il quale in nessun paese del mondo si da tanto spazio alle elezioni quanto in Italia, e con diverse sfumature da tutti i partiti.[97]
- 12-13 aprile: il segretario comunista, Enrico Berlinguer, prende la parola alla camera a sorpresa e chiede alla maggioranza di ritirare la questione di fiducia sul decreto legge che taglia i punti della contingenza. Dal momento che la sua approvazione entro la scadenza è ormai impossibile ritiene che si possa procedere ad un cambio dell'ordine dei lavori, abbandonare una discussione inutile e riflettere sul da farsi. La maggioranza rifiuta la proposta. Viene respinta anche quella elaborata in proprio da Giorgio Ruffolo e Paolo Cirino Pomicino, presidenti delle commissioni bilancio e finanze, per un decreto in parte rinnovato che a quanto già previsto riformi ed aumenti gli assegni familiari e introduca misure strutturali per la lotta all'evasione.[98]
- 16-17 aprile: il governo incassa la fiducia sul decreto e subito dopo Craxi riunisce il consiglio di gabinetto per concordare le nuove misure. Il nuovo decreto viene approvato dal consiglio dei ministri con le modifiche proposte da Arnaldo Forlani per la semestralizzazione degli scatti e la ridefinizione degli assegni familiari e del prontuario farmaceutico.[99]
- 18 aprile: alla camera la discussione sul nuovo decreto comincia male a causa di numerose assenze nella maggioranza, in particolare nelle file della DC. Comunisti e demoproletari da una parte, missini dall'altra, riescono a far assegnare l'esame a tre commissioni anziché una, allo scopo di dilatare i tempi di arrivo in aula. L'incidente provoca attriti tra la DC e il PSI e ostilità verso Virginio Rognoni, capogruppo della DC assente alla votazione.[100]
- 25 aprile: rispondendo ad una intervista Ciriaco De Mita esprime soddisfazione sul governo e la sua guida, difende il ministro degli esteri, Giulio Andreotti, da chi ritiene che svolga una politica terzomondista contraria alla solidarietà occidentale e rivendica la coerenza della DC sul decreto anti-inflazione. Il segretario democristiano si dice fiducioso sul recupero elettorale alle elezioni europee.[101]
- 27-30 aprile: congresso PRI: nella relazione di apertura Giovanni Spadolini conferma la lealtà al governo nonostante il PSI continui a resistere al riformismo di Craxi conservando caratteristiche classiste e marxiste. L’obiettivo del PRI è la conquista di nuovi elettori fra i ceti emergenti nei settori dell’industria, della finanza e della ricerca. Giorgio La Malfa condivide con Spadolini la lealtà al governo ma ritiene si possa fare di più nel campo del risanamento finanziario; non c'è una prospettiva di governo coi comunisti ma senza il partito di Berlinguer non si poteva vincere il terrorismo e non si può lasciare al solo PSI la risoluzione della conflittualità a sinistra. Spadolini viene riconfermato col 97% dei voti congressuali. Rimane all'opposizione interna la piccola minoranza di Francesco Scattolin.[102]

#### Maggio

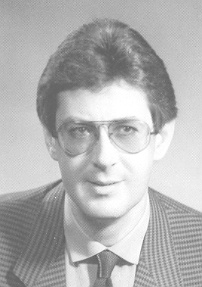
Graziano Ciocia

- 2-7 maggio: congresso del PSDI: l'assise è divisa sulle candidature di Pietro Longo e Franco Nicolazzi alla segreteria. I due alleati del precedente congresso conterebbero, rispettivamente, sul 62 e poco più del 12% dei delegati. Nella sua relazione Longo auspica che il governo Craxi porti ad un polo riformista che scalzi l'egemonia del PCI sulla sinistra e della DC nel centro moderato. Per Matteo Matteotti, alleato di Nicolazzi, il PSDI è un partito sempre più chiuso in se stesso, dedito al clientelismo e minato dall'elezione diretta del segretario, che diventa un dirigente inamovibile. Nicolazzi, a sua volta, accusa i "colonnelli" di Longo (Pier Luigi Romita, Ruggero Puletti) di impedire una conclusione unitaria ma all'ultimo momento decide di ritirare la candidatura. Longo viene riconfermato col 71,9% dei voti congressuali. Restano all'opposizione Nicolazzi e la minoranza di sinistra di Graziano Ciocia.[103]
- 4 maggio: il ministro della sanità, Costante Degan, lancia l'allarme sui costi del Servizio sanitario nazionale, passati dai 23.190 miliardi del 1981 agli oltre 38.000 previsti per il 1984, 13.000 dei quali spesi per gli stipendi dei 620.000 dipendenti delle USL. Degan punta il dito contro la lottizzazione dei partiti, che affidano incarichi delicati a burocrati e galoppini di partito, lasciando prosperare le strutture private.[104]

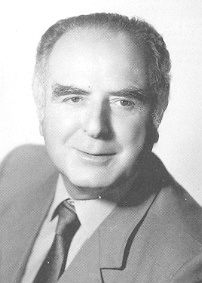
Pier Luigi Romita

- 9 maggio: la presidente della Commissione P2, Tina Anselmi, invia al parlamento una pre-relazione che anticipa le conclusioni di due anni di inchiesta. La loggia guidata da Licio Gelli era governata da un'organizzazione superiore ancora da scoprire. La commissione, senza distinzioni, considera autentica, benché incompleta, la lista degli iscritti, che potevano forse non sapere tutto ma erano consapevoli di appartenere ad un'associazione segreta.
A seguito della dichiarazione di autenticità della lista degli iscritti il ministro del bilancio Pietro Longo, che ne fa parte, presenta le dimissioni; i colleghi socialdemocratici Franco Nicolazzi e Pier Luigi Romita le presentano a loro volta ma Craxi decide di respingerle. La dichiarazione ufficiale del governo di condividere la difesa di Longo (nella pre-relazione si possono ravvisare giudizi arbitrari e intenti diffamatori) scatena una bufera di polemiche. Tutte le opposizioni, ma anche i liberali e una pattuglia di democristiani, chiedono al presidente del consiglio di riferire al parlamento.[105]
- 11-15 maggio: congresso del PSI: Craxi sbriga con poche parole la vicenda P2, le dimissioni di Longo e la questione degli euromissili in Sicilia. Gran parte della relazione è incentrata sulle critiche al PCI e sul futuro del governo dopo le elezioni europee. Rino Formica chiude alla DC e invoca l'alternativa di sinistra, che può realizzarsi solo se il PCI imbocca fino in fondo la strada del revisionismo. Poche e di circostanza le dichiarazioni critiche alla segreteria. Craxi viene rieletto per acclamazione praticamente all'unanimità.[106]
- 14-15 maggio: Craxi delega il sottosegretario alla presidenza, Giuliano Amato, a rispondere alle interpellanze sul caso P2 e riferire sul caso di Pietro Longo. La decisione provoca la reazione di tutte le opposizioni. La presidente della camera, Nilde Jotti, ottiene la presenza di Craxi e la trasformazione delle interpellanze in interrogazioni. Nel suo intervento il presidente del consiglio rinvia la risposta a dopo il 15 luglio, quando saranno rese note le relazioni della commissione Anselmi, e annuncia che incontrerà la presidente per ragguagli sul lavoro effettuato.[107]
- 17-18 maggio: dopo un incontro riservato tra il presidente del consiglio e Tina Anselmi oltre cento deputati democristiani scrivono a Ciriaco De Mita per esprimere solidarietà alla presidente. Nel dubbio che si stiano esercitando pressioni sul contenuto della relazione della Commissione P2, al segretario democristiano viene richiesto di intervenire in sua tutela e in difesa dei doveri e delle prerogative del parlamento, cui il governo deve rispondere quando richiesto. Intanto la procura della repubblica di Roma apre un'inchiesta per accertare chi abbia consegnato una copia della pre-relazione sulla P2 al settimanale l'Espresso.[108]

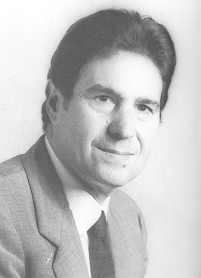
Angelo Rojch

- 20 maggio: consiglio nazionale PLI: Valerio Zanone ritiene che il pentapartito stia andando incontro a un progressivo logoramento ed esprime disappunto per la modifica della legge elettorale in Sardegna, che introduce il quorum del 4% per accedere alla ripartizione dei seggi in consiglio regionale. Viene promosso un fronte comune di opposizione coi repubblicani al provvedimento e al presidente democristiano Angelo Rojch, che non verrà portata in parlamento fino all'approvazione del decreto sulla scala mobile.
- 23 maggio: con 329 voti a favore e 256 contrari la camera approva il decreto-bis che taglia quattro punti della scala mobile. Nello stesso giorno il provvedimento passa all'esame del senato.[109]
- 26-28 maggio: uscendo da un prolungato riserbo Ciriaco De Mita interviene sulla questione morale, sul governo e sul caso Longo-P2. Parlando a Napoli il segretario democristiano contesta agli alleati di governo di contrastarsi non per un disegno politico, ma solo per esigenze di campagna elettorale. De Mita rivendica la centralità della DC (il diritto di governare spetta a chi raccoglie il maggior consenso); riferendosi a Longo ritiene che non ci si debba chiamare fuori dalle responsabilità prima che vengano messe nero su bianco. Intanto, mentre alla commissione P2 si discute il testo della relazione di maggioranza uno degli avvocati di Licio Gelli fa consegnare a Tina Anselmi un memoriale difensivo in cui si sostiene, tra l'altro, che le liste di Castiglion Fibocchi sono solo un indirizzario, e che il vero elenco è depositato negli archivi del Grande oriente d'Italia.[110]
- 31 maggio: all'assemblea annuale della Banca d'Italia il governatore, Carlo Azeglio Ciampi, esprime fiducia nelle possibilità di ripresa dell'economia. Fissato a 453.400 miliardi il debito pubblico e nel 60% di tutte le attività finanziarie italiane l'ammontare della spesa pubblica, fa appello al governo affinché si approvi quanto prima il decreto sulla scala mobile e si ponga un freno alla spesa improduttiva.[111]

#### Giugno

Bettino Craxi e Ciriaco De Mita

- 4 giugno: a pochi giorni dalle elezioni europee Ciriaco De Mita parla alla festa dell'amicizia di Milano e sostiene che la guida socialista del governo è una scelta al limite delle regole democratiche. Comunque andranno le elezioni, aggiunge, la DC chiederà di tornare alla guida dell'esecutivo, sottintendendo che dopo il 15 giugno si aprirà una crisi di governo. A favore di De Mita si schierano i repubblicani e, per la prima volta dalla sua elezione, parte della minoranza interna democristiana; socialisti e socialdemocratici (ma anche il vice-presidente del consiglio Arnaldo Forlani) sono invece solidali con Craxi. Il capo del governo risponde indirettamente: sostiene che le crisi si aprono in parlamento e che è sua intenzione promuovere la modifica dei regolamenti parlamentari lungo l'obiettivo di una democrazia che possa davvero governare.[112]
- 5 giugno: nella discussione sulla relazione finale della Commissione P2 Rino Formica lancia pesanti accuse alla DC. Pur senza nominarlo il suo principale obiettivo è Giulio Andreotti. Formica sostiene che Gelli era un esecutore di ordini superiori, e che la storia parte da lontano, dalle attività del SIFAR di Giovanni De Lorenzo, che chi è stato per sette anni ministro della difesa non poteva non conoscere. Gran parte dell'attività della loggia segreta era funzionale ai nemici di Aldo Moro e al suo progetto politico, da destabilizzare assumendo il controllo dell'autorevole tribuna del Corriere della Sera.
La DC chiede a Craxi di sconfessare Formica che, nella commissione, viene invece difeso dal collega di partito Salvo Andò.

Enrico Berlinguer colpito dal malore viene allontanato dal palco del comizio di Padova.

- 11 giugno: dopo quattro giorni di coma a causa di un ictus muore Enrico Berlinguer.[113]

Una lira nuova

- 13 giugno: consiglio dei ministri: per la quinta volta dal 1952 viene approvato un disegno di legge di riforma della presidenza del consiglio. Rispetto alle precedenti proposte contiene l'istituzionalizzazione del consiglio di gabinetto con funzioni sia politiche che tecniche, viene istituito un segretariato generale strutturato in dipartimenti e sono istituiti i comitati di ministri, dei quali uno assume la funzione di coordinatore, per i provvedimenti che interessano più dicasteri. Sostanzialmente fedele all'ultimo tentativo del primo governo Spadolini, affida al governo la possibilità di modificare l'organizzazione di più leggi in un processo di delegificazione e semplificazione delle normative.[114]
- 17-18 giugno: elezioni europee: sull'onda emotiva per la scomparsa di Enrico Berlinguer il PCI (che ha accolto anche candidati del PDUP) cresce dal 29,9 al 33,3% e supera, anche se solo dello 0,3%, una DC che passa dal 32,9 al 33%. Rispetto alle politiche del 1983 si registra un calo dei partiti della maggioranza (PSI da 11,4 a 11,2%; PSDI da 4,1 a 3,5%; PRI e PLI in lista unica 6,1 contro il 10,2% dei due partiti separati). Nelle file dell'opposizione stabili il MSI (-0,3%) e DP (-0,1%), e aumento dei radicali (da 2,2 a 3,4%).
De Mita e Spadolini, riunite le direzioni di partito, escludono una crisi di governo ma premono per la verifica di maggioranza.
- 24 giugno: Antonio Bisaglia cade dal panfilo della moglie e muore in mare a Santa Margherita Ligure.[115]
- 24-25 giugno: elezioni regionali in Sardegna: il turno riguarda due milioni di elettori e vede la DC primo partito col 32,3% contro il 31,2 di una settimana prima. Il PCI scende da 32,4 a 28,7%. Stazionario il PSI, guadagnano il PSDI e PRI-PLI unificati, cala DP e crolla (-2%) il MSI.
Il procuratore generale della Corte dei conti rende noti i conti dell'azienda Italia, puntando il dito sulla spesa sociale (le pensioni di invalidità hanno inciso sull'erario per 21.000 miliardi nel 1983 contro i 18.000 del 1982), e l'evasione dell'IVA (chi la evade confida nei lavoratori a reddito fisso). Il magistrato contabile ritiene che il deficit di bilancio sia legato all'inadeguatezza dei controlli, all'impunità dovuta alla macchinosità del contenzioso tributario e al carico di assistenzialismo dell'INPS, che solo di cassa integrazione spese 4.000 miliardi all'anno contro lo stanziamento statale di 60.
- 26 giugno: comitato centrale PCI: con 277 voti favorevoli, nessun contrario e 11 astensioni Alessandro Natta è eletto segretario in sostituzione di Enrico Berlinguer.
Il ministro delle finanze, Bruno Visentini, interviene a un convegno sul fisco organizzato dal sindacato UIL. L'assise ricostruisce la situazione dell'evasione dell'IVA nel settore del commercio, ed analizzando le dichiarazioni del 1981 mette a nudo la realtà di chi dichiara, ad esempio, di vendere un solo paio di scarpe al giorno o di guadagnare meno di quanto spende per l'esercizio e il personale. Le dichiarazioni mendaci dei commercianti, alcuni dei quali accusati per nome e cognome, hanno comportato nello stesso anno un ammanco di cassa di oltre 2.400 miliardi. Visentini dichiara che il piano per aumentare i controlli è pronto ma è stato rinviato a causa della forte instabilità politica dell'esecutivo, e se la prende con le continue proposte parlamentari che mirano ad istituire privilegi fiscali.

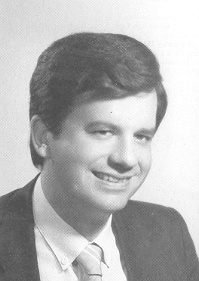
Valdo Spini

- 28 giugno: Maggioranza e minoranze del PSDI chiedono al segretario, Pietro Longo, di restare al suo posto di ministro per respingere qualsiasi montatura sul caso P2. I componenti socialdemocratici del governo sono pronti alle dimissioni nel caso di una mancata difesa della presunzione di innocenza.
In base alla legge Formica sulle manette agli evasori la procura della repubblica di Roma apre un fascicolo sulle affermazioni al convegno sul fisco organizzato dalla UIL, nel quale sono stati fatti i nomi di commercianti, medici ed esercenti che, sulla base dei dati forniti dal ministero delle finanze, sono presunti evasori fiscali.[116]
- 30 giugno: in un convegno organizzato a Roma la sinistra interna socialista muove una serie di critiche al segretario del partito. Craxi è accusato di essersi appropriato del partito, di averlo isolato dalla società e dai movimenti di massa per renderlo una mera appendice del governo. La gestione decisionista e verticistica del partito viene criticata da leader storici quali Riccardo Lombardi, Ernesto De Martino e Giacomo Mancini, sostenuti da Claudio Signorile, Valdo Spini e Luigi Covatta, critici ma più accomodanti nei confronti della segreteria.[117]

#### Luglio

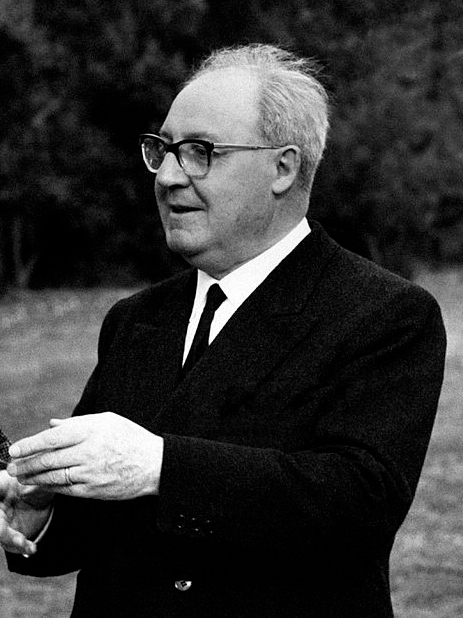
Giuseppe Saragat

- 3-4 luglio: Tina Anselmi consegna ai presidenti delle camere, Nilde Jotti e Francesco Cossiga, la relazione di maggioranza della Commissione P2, nella quale è definitivamente sancita l'autenticità delle liste trovate a Castiglion Fibocchi e rimette alla magistratura l'accertamento delle effettive responsabilità delle persone che si sono iscritte alla loggia segreta.
Comitato centrale PSDI: Giuseppe Saragat scende in campo a difesa di Pietro Longo. L'anziano fondatore del partito si chiede per quale motivo Longo non viene difeso come ha fatto la DC con Giulio Andreotti e il PRI con Giovanni Spadolini. La minoranza di Franco Nicolazzi chiede che il segretario lasci sia il partito che il governo.[118]
- 5 luglio: assemblea nazionale PSI: Craxi sostiene un rilancio del pentapartito e invita le opposizioni interne a non rimettere in discussione la linea politica e la leadership ad ogni mancato successo elettorale. La verifica, che avrà inizio l'11 luglio, dovrà mettere in chiaro che il PSI intende rispettare gli impegni assunti davanti agli elettori e per vedere se ci sono le condizioni per uno sviluppo della collaborazione tra i partiti.
Alla camera si discutono le conclusioni della Commissione Moro: la maggioranza si divide su tre mozioni, poi approvate: DC, PSDI e PRI approvano l'inchiesta, condotta con coerenza e obiettività, e l'elogio della linea della fermezza; i liberali rilevano che nell'indagine permangono punti oscuri sugli organi dello stato; i socialisti chiedono al governo di accertare le singole responsabilità di chi era preposto alle indagini e all'ordine pubblico. Respinte le mozioni di PCI e PR di ricostituire la commissione per ulteriori indagini.[119]
- 6 luglio: dopo un incontro con Arnaldo Forlani il ministro del bilancio, Pietro Longo, fa sapere che rassegnerà le dimissioni dopo il 15 luglio, quando saranno rese note le conclusioni della Commissione P2. Il segretario del PSDI, tuttavia, chiede che venga rilanciato il pentapartito, che sia mantenuto Craxi alla presidenza e il rifiuto di qualsiasi ipotesi di apertura della maggioranza al PCI (diretta o con appoggio esterno). Per Longo i comunisti sfruttano la vicenda P2 per far saltare la presidenza socialista e gli equilibri della maggioranza.[120]

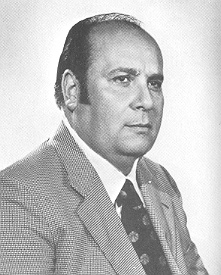
Antonio Bellocchio

- 10 luglio: la Commissione P2 approva la relazione di maggioranza con 34 voti a favore (DC, PCI, PSI, PRI, indipendente di sinistra e PDUP), 4 contrari (PLI, PSDI e MSI) e un'astensione (PR). A nome del PCI l'on. Antonio Bellocchio annuncia che il PCI chiederà le dimissioni di tutte le figure istituzionali coinvolte a qualsiasi titolo nell'affare della loggia coperta.
- 12 luglio: Pietro Longo, rassegna le dimissioni e annuncia che parteciperà alla verifica di maggioranza come segretario del PSDI. Craxi assume l'interim del bilancio.
Comitato centrale PCI: al suo esordio da segretario Alessandro Natta auspica una crisi di governo, giudica la verifica una manovra di corto respiro che mira solo a mantenere il governo in carica, e candida il PCI alla guida di un nuovo governo. Viene annunciata la partecipazione dei comunisti alla raccolta di firme per un referendum abrogativo della legge che ha tagliato la scala mobile.
Il presidente dell'IRI, Romano Prodi, comunica che non appena l'ente riceverà la relazione della Commissione P2 valuterà la posizione di tre alti dirigenti compresi nelle liste di Gelli: il presidente della STET Michele Principe, il vice-presidente della RAI Giampiero Orsello e l'amministratore delegato della SACIS Gian Paolo Cresci.[121]
- 13 luglio: il presidente del consiglio invia ai partiti della maggioranza una memoria programmatica in dieci punti per la verifica: il documento comprende i problemi del bilancio dello stato e della prossima legge finanziaria, la lotta all'inflazione, il contenimento della spesa pubblica, i problemi dell'occupazione e della politica industriale. Dc e PLI si dichiarano nell'immediato delusi, considerano il programma una riverniciatura di cose vecchie ma si dichiarano disponibili a un confronto per apportarvi delle modifiche.[122]
- 14 luglio: torna ad esplodere il caso del rapimento dell'assessore napoletano Ciro Cirillo. Il presidente del Comitato parlamentare per la sicurezza della Repubblica, Libero Gualtieri, sostiene in una relazione che alti esponenti della DC, con la complicità del servizio segreto militare e del ministero di grazia e giustizia, avrebbero trattato con le Brigate Rosse la sua liberazione con la mediazione di Raffaele Cutolo, capo della Nuova camorra organizzata, che ne avrebbe ricevuto benefici (il trasferimento carcerario di numerosi camorristi, perizie psichiatriche favorevoli, tangenti sugli appalti della ricostruzione). La rivelazione esplode nel pieno della verifica di maggioranza e scatena le proteste della DC. Il senatore Carlo Pastorino, membro del comitato, sostiene che non ci sono prove di un coinvolgimento del partito e che la relazione è un'elaborazione da vari documenti con citazioni estratte dai relativi contesti. Flaminio Piccoli, segretario democristiano all'epoca del sequestro, lamenta la fuga di notizie. Il PSDI, cui ancora scottano le dimissioni da ministro di Pietro Longo, presenterà una proposta di legge per istituire una commissione parlamentare d'inchiesta.[123]

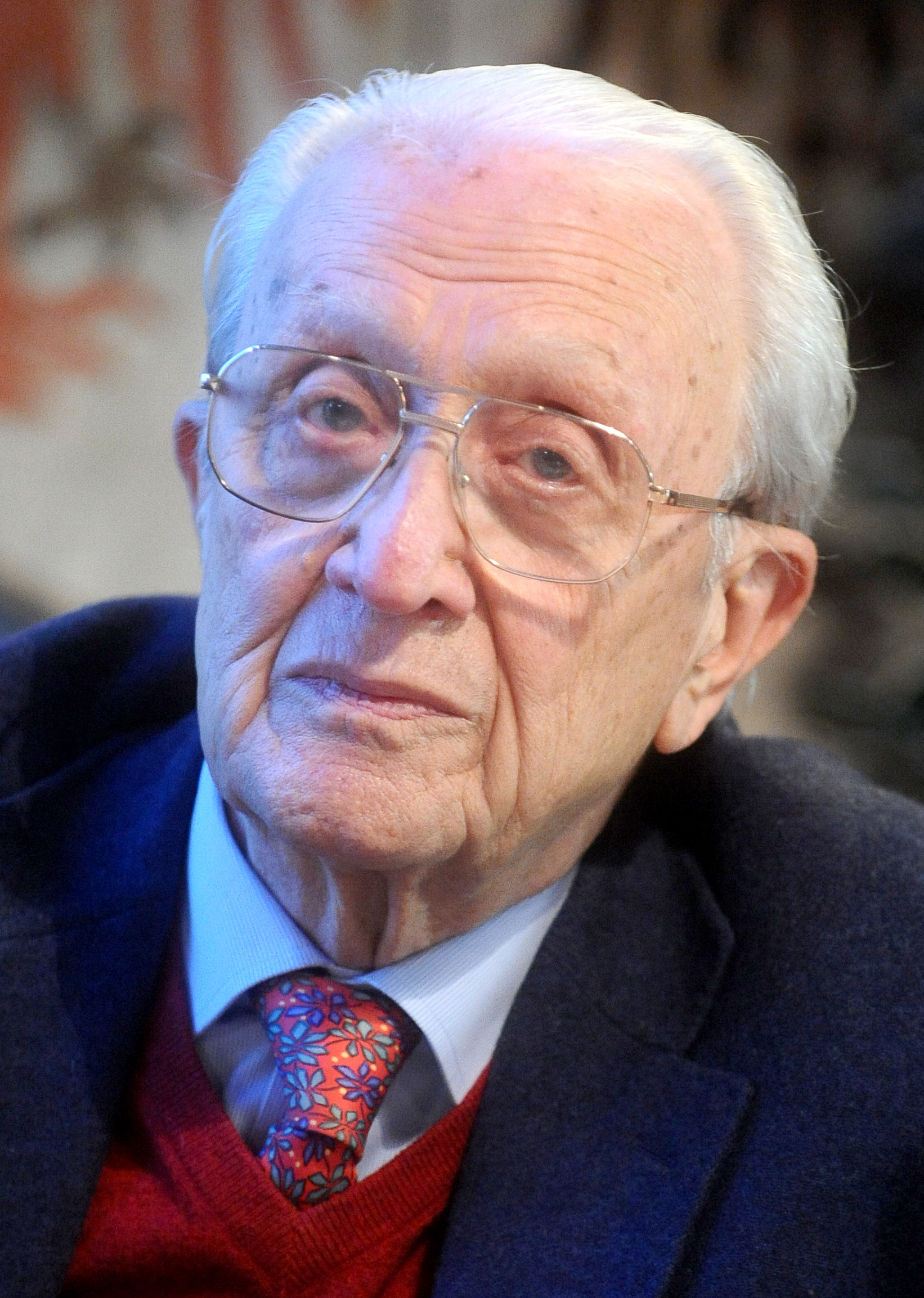
Ferdinando Imposimato

- 18 luglio: col solo voto contrario dei liberali le commissioni giustizia e lavori pubblici della camera approvano in sede deliberante la conversione del decreto legge che blocca gli scatti dell'equo canone (e quindi l'aumento degli affitti) fino al 31 luglio 1985. Rinviato all'autunno l'iter di approvazione del condono edilizio.
Il giudice istruttore Ferdinando Imposimato invia al Comitato parlamentare per la sicurezza della Repubblica una parte dell'ordinanza di rinvio a giudizio dell'inchiesta Moro-ter. È il capitolo intitolato "rapporti Brigate Rosse-camorra", nel quale alcuni pentiti della Nuova camorra organizzata accusano tre esponenti della DC napoletana (Antonio Gava, Vincenzo Scotti e Francesco Patriarca), di essersi rivolti a Raffaele Cutolo e dato l'incarico al cappellano del carcere di Ascoli Piceno di elaborare un falso memoriale (si saprà poi redatto da Aldo Semerari) che sarà poi imprudentemente pubblicato da l'Unità.[124]
- 19 luglio: il Comitato interministeriale prezzi aumenta le tariffe telefoniche del 12,5%. Le utenze più colpite sono quelle che effettuano il maggior numero di chiamate, ma viene anche colpita l'installazione, che passa da 170 a 200.000 lire. Lo scatto telefonico rimane invariato per chi non ne supera 40, aumenta da 112 a 129 lire per le utenze sia singole che duplex. Il gettone telefonico passa da 100 a 200 lire. Mentre la SIP dichiara un aumento di 470 miliardi nelle proprie entrate il ministero dell'industria viene messo sotto accusa per l'impegno preso dal governo di mantenere gli aumenti entro il 10%.[125]
- 21 luglio: a Roma prosegue l'inchiesta sulle delle USL, che si avvicina sempre più alla gestione politica regionale della sanità. L'inchiesta della Guardia di Finanza e dei carabinieri del Nucleo antisofisticazioni hanno coinvolto medici, farmacisti, produttori di farmaci ed assistiti veri o inventati. Secondo le risultanze si utilizzano ricettari stampati abusivamente, sui quali si prescrive una specialità costosa che viene poi data per venduta dal farmacista, che a sua volta la restituisce al produttore; quest'ultimo la reimmette sul mercato dopo la sostituzione della confezione. Trovate anche molte ricette con una sola prescrizione, che i farmacisti completavano per disfarsi dell'invenduto prossimo alla scadenza.
I cinque partiti della maggioranza raggiungono un accordo col presidente del consiglio che conclude la prima fase della verifica, relativa ai provvedimenti fiscali. Sono accettate le proposte del ministro delle finanze, Bruno Visentini, che accorpa da dieci a tre o quattro le aliquote IVA e forfetizza il suo pagamento per lavoratori autonomi e imprese minori che, nella dichiarazione dei redditi, dovranno conformarsi a coefficienti di guadagno prestabiliti. Sono inoltre previste restrizioni nella gestione dell'impresa familiare, allo scopo di evitare che il reddito d'impresa venga suddiviso tra i familiari, anche se non coadiutori della gestione, per ridurre l'imposizione complessiva.
Il giudice istruttore Giuliano Turone, lo stesso che ha scoperto gli elenchi della P2. chiede alla procura di Roma di avviare un'indagine sull'arresto di Mario Sarcinelli e Paolo Baffi, capo ufficio vigilanza e governatore della Banca d'Italia. Viene chiesto di chiarire la posizione del giudice Antonio Alibrandi, di Franco Evangelisti e, di riflesso, dell'allora presidente del consiglio Giulio Andreotti circa il piano di salvataggio della Banca privata italiana di Michele Sindona, un'operazione da 250 miliardi a carico del bilancio dello stato per il rifinanziamento dell'istituto e l'annullamento dell'insolvenza. Alibrandi avrebbe emesso i provvedimenti nell'ambito dell'inchiesta sul fallimento della SIR e pur senza prove avrebbe accusato i due alti dirigenti di non aver indagato sui finanziamenti concessi dal Credito Industriale sardo a Nino Rovelli.[126]
- 24 luglio: consiglio dei ministri: viene approvato il disegno di legge del ministro delle finanze, Bruno Visentini e ratificato l'aumento delle tariffe telefoniche. Aumenta di 10 lire il prezzo del gasolio per auto.[127]
- 27 luglio: si conclude la verifica della maggioranza con un accordo di programma che prevede la permanenza di Craxi sulla base dei risultati ottenuti. Primo traguardo è un disegno di legge per la regolamentazione del diritto di sciopero. Il governo si impegna inoltre a contenere l'inflazione e a varare il piano Visentini contro l'evasione fiscale. In vista delle elezioni amministrative del 1985 si prende l'impegno a varare giunte pentapartito ovunque possibile.[128]
- 28-29 luglio: il ministro del tesoro, Giovanni Goria, rende noto un documento redatto in sede di verifica con alcuni punti che intende introdurre nella legge finanziaria per il 1985. L'impostazione prevede la redistribuzione del peso fiscale e una decisa lotta all'evasione fiscale per non opprimere i lavoratori dipendenti e i pensionati con nuovi aumenti. Sono proposte un maggiore controllo delle paghe dei dipendenti pubblici, frenare la spesa per le pensioni e limitare la gratuità delle prestazioni sanitarie ai soli cosa di vero bisogno.
Effettuato un mini rimpasto nel governo: Pierluigi Romita sostituisce Pietro Longo al ministero del bilancio. Quest'ultimo viene affidato a Carlo Vizzini, che lascia il sottosegretariato alle regioni.[129]

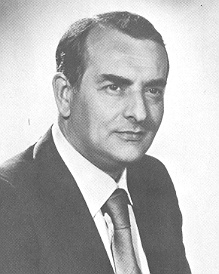
Tarcisio Gitti

- 31 luglio: consiglio dei ministri: viene approvato il pacchetto delle misure messe a punto dal ministro delle finanze, Bruno Visentini sulle aliquote IVA, la contabilità semplificata e la ripartizione dei redditi dell'impresa familiare.
Approfittando di una designazione, che le opposizioni giudicano opportunamente ritardata, il deputato Tarcisio Gitti chiede ed ottiene che il Comitato parlamentare per la sicurezza della Repubblica esamini la relazione del presidente Libero Gualtieri sul caso Cirillo a settembre, in modo da poterla studiare. Intanto il vice-segretario liberale Antonio Patuelli presenta un'interrogazione nella quale chiede chiarimenti su alcune affermazioni di Vincenzo Scotti relative alla trattativa e quali contropartite sono state date alla Camorra e alle Brigate Rosse per il rilascio dell'assessore napoletano.[130]

#### Agosto

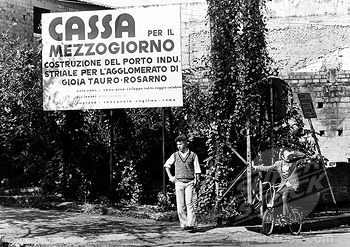

- 2 agosto: causa l'assenza di numerosi parlamentari, partiti da Roma per le ferie, il governo viene messo in minoranza per tre volte sui provvedimenti di proroga della Cassa del Mezzogiorno, di istituzione della tesoreria unica e della denuncia dei titoli di stato per l'esonero dai ticket.
La mancata approvazione della tesoreria unica, che impone agli enti pubblici di versare i propri fondi alla Banca d'Italia invece che disperderli nelle banche ordinarie, provoca un buco di 5.000 miliardi che va a sommarsi a quello di altrettanti 5.000 del condono edilizio rinviato a settembre. I presidenti delle camere vietano al governo di ripresentare tali e quali i decreti bocciati. Il consiglio dei ministri, riunito d'urgenza al senato, decide di ripresentarli divisi in due tempi, con alcune modifiche,[131]
- 13 agosto: i ministri del tesoro, Giovanni Goria, e dell'industria, Renato Altissimo, annunciano per settembre controlli severi per impedire speculazioni sui prezzi. Ai commercianti, che mettono le mani avanti sui rincari di autunno, Goria risponde che non saranno giustificati, né permessi, e che non serviranno ad evitare l'applicazione del pacchetti di misure predisposto dal ministro Visentini.[132]
- 22 luglio: il ministro della sanità, Costante Degan, rende nota una circolare che autorizza le USL ad effettuare controlli sui medici che emettono troppe ricette e sui pazienti che le presentano in farmacia. Con una spesa farmaceutica che nei primi sei mesi dell'anno ha raggiunto i 6.360 miliardi, e l'inchiesta che a Roma ha accertato tra l'altro 250 prescrizioni di un farmaco ad un paziente che non ne sapeva niente, i controlli sono ritenuti dal ministro indispensabili in spregio alle obiezioni di natura costituzionale ed operativa. E mentre le USL fanno sapere di non avere personale per i controlli, tutti si dicono comunque d'accordo sul fatto che il problema esiste.[133]
- 29 agosto: consiglio dei ministri: alla prima riunione dopo la pausa estiva il governo reitera i decreti bocciati il 2 agosto con alcuni aggiustamenti. Per la tesoreria unica viene stabilito che gli enti locali e gli organismi pubblici potranno tenere in un proprio deposito non oltre il 4% della disponibilità finanziaria. Il restante 96% sarà remunerato con un interesse fissato dal ministero del tesoro (gettito: 5.000 miliardi); peri ticket saranno esentati lavoratori e pensionati fino a 9 milioni di reddito annuo e si impone l'autodenuncia dei titoli di stato solo se l'ammontare supera i 2 milioni di lire; per la Cassa del Mezzogiorno sarà varato un decreto-ponte che darà al commissario liquidatore le risorse necessarie a proseguire le opere già avviate, e un decreto-legge per un nuovo istituto per lo sviluppo del mezzogiorno.[134]

#### Settembre
- 3 settembre: dopo dieci giorni di polemiche e veti incrociati la DC, per bocca di Guido Bodrato, chiama in causa Craxi sia come segretario del PSI che come presidente del consiglio. Il PSI è accusato di non aver rispettato l'accordo per una giunta pentapartito alla regione Sardegna. Il responsabile degli enti locali, Giusi La Ganga, conferma l'intenzione socialista di decidere se appoggiare o meno la maggioranza del sardista Mario Melis. Nelle anticipazioni di un discorso ancora da pronunciare Ciriaco De Mita sostiene che il PSI governa indifferentemente con la DC o con altri senza una precisa strategia, e che se vuole perseguire l'alternativa della sinistra dovrà sottoporsi al giudizio degli elettori.[135]

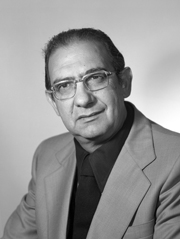
Mario Melis

- 5 settembre: Bettino Craxi e Claudio Martelli impongono da Roma l'opposizione alla giunta sarda. La motivazione ufficiale è il rifiuto delle posizioni autonomiste dei sardisti. Escluso ogni cedimento alle proteste della DC.
Il direttorio dell'ANCI chiede al governo il rispetto dell'impegno preso in sede di verifica per il blocco degli sfratti. Le diverse vedute dei partiti e la necessità di 1.500 miliardi per l'acquisto di casa da parte dei comuni che il ministro Goria potrebbe non poter stanziare.[136]
- 12 settembre: consiglio di gabinetto: viene deciso di promulgare un decreto legge che proroga il blocco degli sfratti fino al 31 dicembre per consentire al governo di predisporre un censimento delle situazioni e l'eventuale reperimento dei 1.500 miliardi nella legge finanziaria o con apposito decreto.[137]

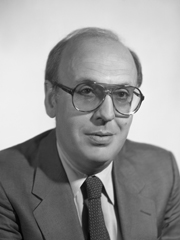
Roberto Ruffilli

- 13 settembre: consiglio nazionale DC: Ciriaco De Mita viene contestato dalle opposizioni e da settori della maggioranza per le contestazioni mosse alla commissione parlamentare per le riforme istituzionali e al suo presidente, Aldo Bozzi. Il senatore Roberto Ruffilli sostiene che il mancato raggiungimento di risultati è dovuto alla diversità di vedute dei partiti, che si battono contro la possibilità di scegliere col voto maggioranze ed equilibri politici precisi. Bozzi si difende precisando che alla commissione è richiesto di presentare proposte, non leggi di revisione costituzionale, e che una profonda riforma del sistema elettorale (non vincolato alla Costituzione) richiede comunque un accordo tra le forze politiche che non esiste.[138]
- 14 settembre: consiglio dei ministri: viene approvato il decreto di blocco degli sfratti in 28 comuni dove l'emergenza è particolarmente sentita. Rispetto al primo annuncio la sospensione durerà fino al 31 gennaio 1985, non sarà valevole per i casi di morosità e potrà essere sospesa per chi, nel frattempo, si è visto assegnato un appartamento di edilizia pubblica. La somma di 1.500 miliardi sarà reperita dai fondi Gescal del biennio 1985-86, integrati dagli avanzi di gestione maturati. Su proposta del ministro dell'industria, Renato Altissimo, viene approvato un disegno di legge per il divieto delle aste televisive, dove si propongono oggetti rubati, falsi d'autore e non e opere dozzinali abilmente spacciate per pregevoli. Le emittenti private esprimono preoccupazione per i mancati introiti e chiedono di adottare una soluzione che consenta di affittare gli spazi e di controllarne i contenuti.
Il ministro degli esteri, Giulio Andreotti, finisce nella bufera dopo aver detto a un festival de l'Unità che le germanie devono rimanere due. Il governo tedesco convoca l'ambasciatore italiano della Germania ovest ed eleva una protesta ufficiale per il mancato rispetto della propria Costituzione, che considera una sola Germania e non riconosce all'est lo status di paese straniero.[139]

Riccardo Lombardi

- 18 settembre: muore Riccardo Lombardi.
Con 18 voti a favore e 13 per la partecipazione diretta il comitato regionale del PSI sardo si ribella alle disposizioni giunte da Roma e decide a sorpresa l'appoggio esterno alla giunta sardista di Mario Melis. Un successivo incontro tra Craxi e De Mita - che doveva rimanere riservato - ricompone lo scontro nella maggioranza in favore dei prossimi impegni del governo. Nella DC, che rimane isolata all'opposizione anche a Matera, la decisione del segretario di deporre le armi provoca forti dissensi.[140]
- 20-22 settembre: la corrente democristiana Forze nuove si riunisce a Saint-Vincent. Il convegno "come uscire dalla crisi" si oppone alla linea politica di Ciriaco De Mita ed esprime appoggio incondizionato al governo. Partecipano, tra gli altri, Emilio Colombo, Rocco Buttiglione, Nino Andreatta. La corrente, che raccoglie l'8% del partito, vuole porsi come punto di ritrovo per i critici della segreteria, accusata di campare alla giornata e di non cercare una strategia organica. Nel suo intervento il vice-presidente del consiglio Arnaldo Forlani avverte che se anche la DC governasse da sola non farebbe niente di più o di diverso da quanto sta facendo l'esecutivo. I socialisti, secondo Forlani, corrono gli stessi rischi degli altri partiti della maggioranza e il governo non può ben operare sotto la continua minaccia di una crisi e di elezioni anticipate. Il convegno si conclude con una richiesta di impegno per l'alternanza alla presidenza della repubblica (un laico, un democristiano) e con un voto contrario al sostegno dato nella commissione per le riforme istituzionali ai premi di maggioranza e agli apparentamenti in una nuova legge elettorale.[141]
- 24 settembre: parlando a Bergamo il presidente del consiglio rispolvera l'idea della cosiddetta lira pesante, già perseguita da Filippo Maria Pandolfi e Gaetano Stammati nel 1978. L'idea è quella di riportare il valore della moneta italiana a un ordine di grandezza vicino a quello delle principali valute europee ma l'eliminazione dei tre zeri finali, senza interventi decisi in politica monetaria, viene bollata da più parti come una inutile (e costosa) operazione di propaganda.[142]
- 28 settembre: consiglio dei ministri: viene approvato il disegno di legge per la finanziaria 1985; gli obiettivi sono la riduzione dell'inflazione al 7%, e il tetto del debito pubblico a 96.300 miliardi. Previsti 16.000 miliardi di nuove entrate con le misure col pacchetto Visentini sull'IVA e il condono edilizio. Per la sanità e la previdenza (i cui tetti di spesa sono fissati a 39.000 e 22.000 miliardi) si prevedono un aumento a 1.300 lire del ticket sulle ricette mediche e il versamento dei contributi da parte dei cassintengrati all'INPS.

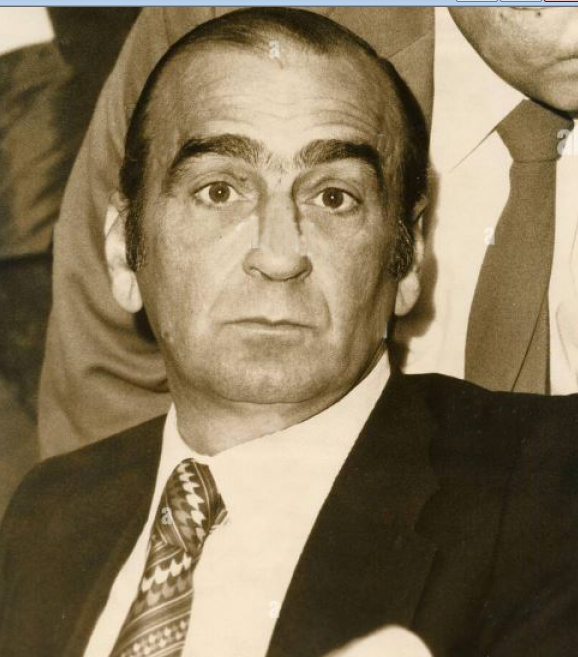
Ruggero Ravenna

- 30 settembre: rispondendo ad un'intervista il presidente dell'INPS, Ruggero Ravenna, traccia un quadro della situazione dell'ente, che eroga 13 milioni di pensioni, da lavoro a 41.000 dipendenti ed ha un bilancio ufficiale di 120.000 miliardi. Il problema più grave è il pagamento della cassa integrazione per un totale di 5.000 miliardi contro uno stanziamento del ministero del tesoro di soli 300, con un deficit pregresso di 17.000 miliardi. Un 40% delle spese previdenziali riguarda le pensioni sociali ai cittadini economicamente deboli e agli invalidi, settore in cui il presidente lamenta scarsi controlli. Il parlamento, dice ancora, non deve sfornare provvedimenti per contentare questa o quella categoria addossando poi all'ente prestazioni prive di copertura finanziaria.[143]

#### Ottobre
- 3 ottobre: i partiti della maggioranza stringono un accordo col ministro del lavoro, Gianni De Michelis, per alcune modifiche al sistema previdenziale. Viene aumentato da 24 a 32 milioni il tetto della retribuzione pensionabile e si consente il cumulo con altri redditi fino ad un reddito massimo complessivo pari al doppio delle pensioni minime. I provvedimenti valgono per i nuovi assunti dal 1º gennaio 1985 e per i lavoratori che non hanno superato i 15 anni di contributi. Viene rinviato al parlamento il problema della pluralità degli enti di categoria che erogano trattamenti migliori.
Direzione nazionale PSI: Craxi si presenta all'assise forte di alcuni risultati: l'inflazione scesa sotto il 10%, lo sforamento di bilancio che si prevede non superiore al 6% contro il 25% del 1983 e una ripresa delle esportazioni. Dopo aver annunciato che il governo fisserà la data delle elezioni amministrative al 12 maggio 1985 annuncia la sua determinazione a restare in carica almeno per i tre anni concordati all'atto della formazione dell'esecutivo.[144]

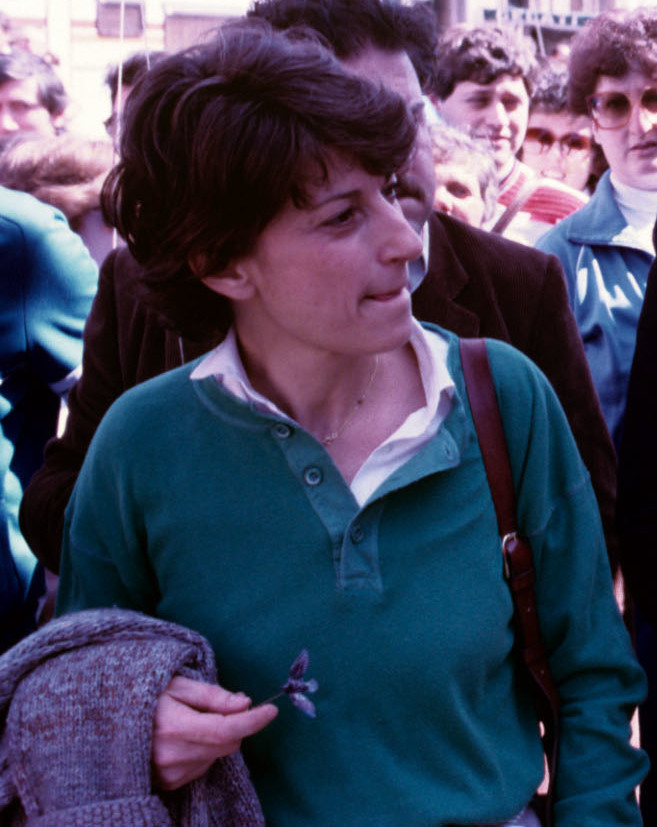
Maria Adelaide Aglietta

- 4 settembre: al termine del dibattito sulle risultanze della commissione Sindona la radicale Maria Adelaide Aglietta presenta una mozione di sfiducia nei confronti del ministro degli esteri. I rapporti di Giulio Andreotti col bancarottiere Michele Sindona e i tentativi di salvataggio della Banca privata italiana ai limiti della legalità sono alla base della richiesta. Con 101 voti a favore (compresi 50 franchi tiratori di maggioranza) 199 contrari e 154 astensioni la proposta viene respinta. Hanno votato contro anche i deputati comunisti.
Riferendosi ai 366 arresti operati in Sicilia a seguito delle rivelazioni di Tommaso Buscetta la segreteria nazionale del PSDI, ampiamente accusato di aver fatto parte dei franchi tiratori contro Andreotti, fa sapere che si opporrà ad ogni tentativo di frenare o deviare le indagini su Salvo Lima, Vito Ciancimino e Giovanni Gioia, esponenti della corrente andreottiana sospettati di collusione con Cosa nostra.[145]
- 6 ottobre: i radicali, stavolta in sinergia coi demoproletari presentano una seconda mozione che chiede le dimissioni di Andreotti. Craxi ribatte che fa molto bene il suo lavoro e se il suo partito lo appoggia resta dov'è. La DC, da parte sua, fa sapere che è pronta a tutto, anche alla crisi di governo, per difenderlo.
Dal carcere di Voghera Michele Sindona fa intanto sapere che Andreotti si è impegnato per salvare la Banca Privata Italiana ma come presidente del consiglio, non come complice, e al contrario di Fanfani (l'allora segretario DC che ottiene un finanziamento di 2 miliardi per la campagna sul divorzio) non ha mai avanzato pretese. Il bancarottiere attacca anche i socialisti, compromessi nella vicenda della Finambro e in un finanziamento di 21 milioni di dollari.[146]

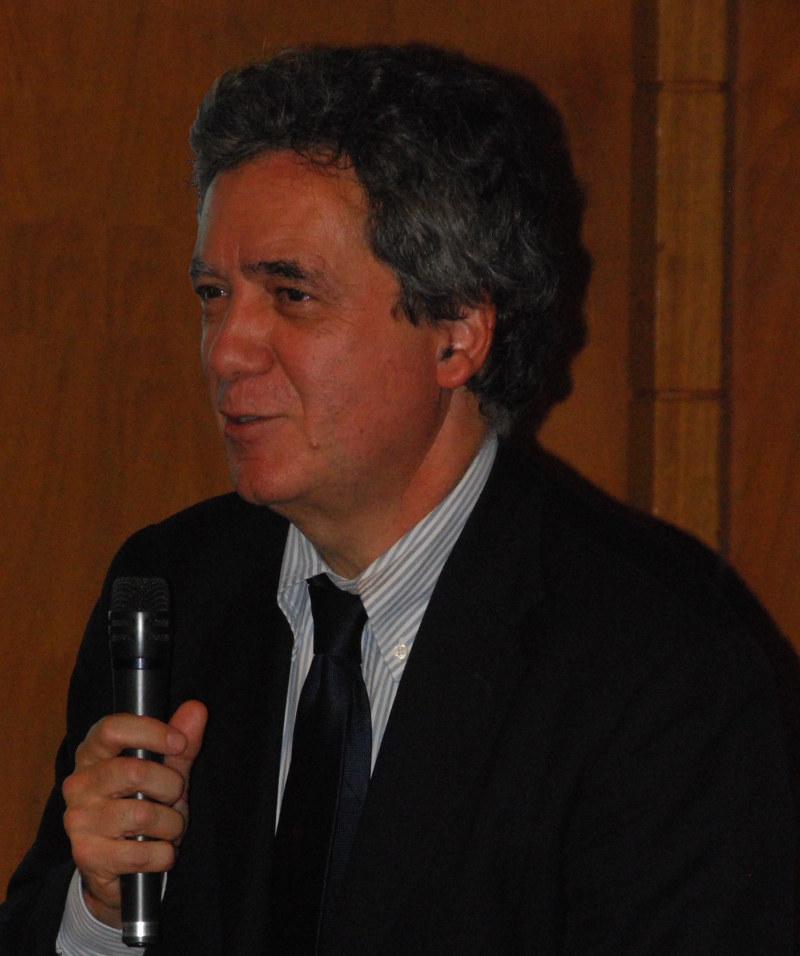
Nando Dalla Chiesa

- 7 ottobre: in un vertice di maggioranza Giulio Andreotti sostiene che la ridda di accuse che lo coinvolgono è come una partita di biliardo; si colpisce una sponda per arrivare ad altri obiettivi, nel caso specifico il governo. Intanto, da Parigi, giunge la notizia di un libro scritto da Nando dalla Chiesa in cui si sostiene che suo padre, il generale Carlo Alberto, ha firmato la sua condanna a morte quando è andato a riferire proprio ad Andreotti di stare facendo luce su uomini della sua corrente in Sicilia. Per il ministro degli esteri la bufera di accuse che lo avvolge è una manovra per escluderlo dalla corsa per il Quirinale.[147]
- 10 ottobre: la Confcommercio proclama uno sciopero dei commercianti di tutta Italia per protestare contro le misure adottate dal ministro delle finanze, Bruno Visentini, per contrastare l'evasione fiscale di commercianti, artigiani e lavoratori autonomi. Mentre il PSI si associa alle riserve già espresse da democristiani, liberali e socialdemocratici Visentini torna a precisare di non voler aumentare le tasse ma farle pagare a chi ha la possibilità di falsare la denuncia dei redditi. La Confesercenti e la lega delle cooperative danno ragione al ministro e si oppongono alla serrata.
- 15 ottobre: mentre il governo è alle prese col caso Andreotti-Sindona e con le proteste per le misure fiscali del ministro Visentini a Milano sono arrestati due ex alti dirigenti dell'IRI, Fausto Calabria (presidente di Mediobanca) e Sergio De Amicis (amministratore delegato della società Monte Bianco): l'accusa è di aver distratto dal 1974 al 1983 gli interessi bancari sui finanziamenti dello stato erogati a Italstrade e Scai, dirottandoli all'estero per pagare tangenti. Secondo le risultanze dell'indagine parte del denaro stanziato dal governo veniva "parcheggiato" presso la Banca Nazionale del Lavoro, il Credito Italiano e il Banco di Roma, che hanno prodotto interessi per 132 miliardi in fondi neri utilizzati per procacciare commesse su mercati esteri difficili. Una comunicazione giudiziaria raggiunge anche l'ex presidente dell'IRI Giuseppe Petrilli.[148]
- 16-20 ottobre: a seguito di denunce presentate dalla RAI e dall'Associazione nazionale teleradio indipendenti i pretori di Roma, Milano e Pescara sequestrano gli impianti delle TV private che si interconnettono a livello nazionale a Sono inviate comunicazioni giudiziarie a Silvio Berlusconi, Mario Formenton, Leonardo Mondadori, Gianfranco Ferrauto e Andrea Rusconi. Nelle file di maggioranza e opposizione si stigmatizza la disparità di trattamento dei telespettatori, dal momento che non esiste una vera ipotesi di reato e l'azione è frutto di una interpretazione non condivisa. Il ministro delle poste, Antonio Gava, annuncia un decreto legge che faccia da ponte tra la situazione di vuoto legislativo e la futura regolamentazione.[149]
- 23 ottobre: si svolge la serrata promossa dalla Confcommercio contro il decreto Visentini. Stimati in 800.000 gli esercizi che hanno aderito. Viene rinviato il vertice di maggioranza per l'esame di eventuali modifiche ma il ministro delle finanze appare irremovibile. Lo squilibrio tra il gettito dei lavoratori dipendenti e autonomi si amplia di anno in anno e i controlli sono indispensabili.[150]

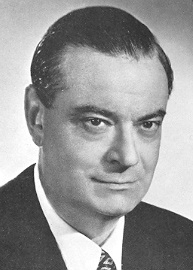
Giovanni Malagodi

- 25-26 ottobre: al senato si apre e viene subito rinviato il dibattito sul caso Sindona-Andreotti. Il presidente, Francesco Cossiga, annuncia che il voto finale sarà a scrutinio palese. Poche ore dopo, sempre al senato, inizia il dibattito sul caso Cirillo. Comunisti e missini chiedono l'istituzione di una commissione parlamentare d'inchiesta ma la mozione dei primi viene respinta con 147 voti a favore e 132 contrari. La maggioranza fa quadrato su una mozione che chiede ulteriore chiarimenti sulla vicenda ma fa scalpore l'intervento di Giovanni Malagodi, che contesta la relazione Gualtieri laddove sostiene che parlamento e governo erano all'oscuro delle iniziative del Sismi e chiama in causa Arnaldo Forlani. Dal momento che i servizi segreti sono posti alle dirette dipendenze del presidente del consiglio, carica occupata all'epoca dei fatti dall'esponente democristiano, il presidente del PLI ritiene opportuno un suo chiarimento ufficiale.[151]
- 29-30 ottobre: si svolge al senato il dibattito sul caso Andreotti-P2. Le mozioni del PCI-sinistra indipendente e del MSI che chiedono le dimissioni del ministro sono respinte. Come per il caso Cirillo la maggioranza fa passare un documento in cui si prende atto delle conclusioni della commissione parlamentare e si chiedono ulteriori chiarimenti, ma i repubblicani pongono comunque il problema della permanenza al governo del ministro degli esteri. Inizialmente contrario, Craxi è costretto ad accettare la proposta di un vertice di maggioranza per la frattura sempre più insanabile tra PRI e PSDI, con Pietro Longo che accusa Giovanni Spadolini di approfittare della situazione per imporre il decreto Visentini senza modifiche e forse giungere ad una crisi di governo con conseguente rimpasto.[152]

#### Novembre

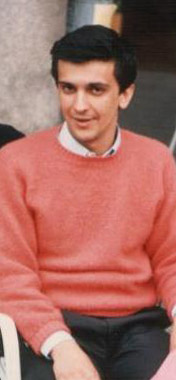
Giovanni Negri

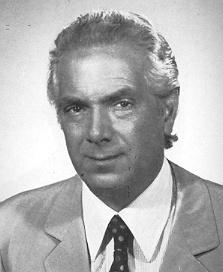
Loris Fortuna

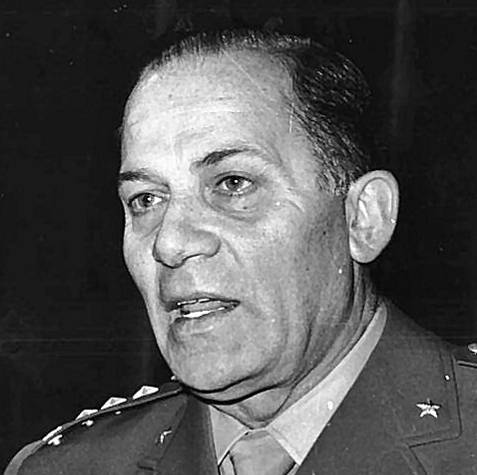
Raffaele Giudice

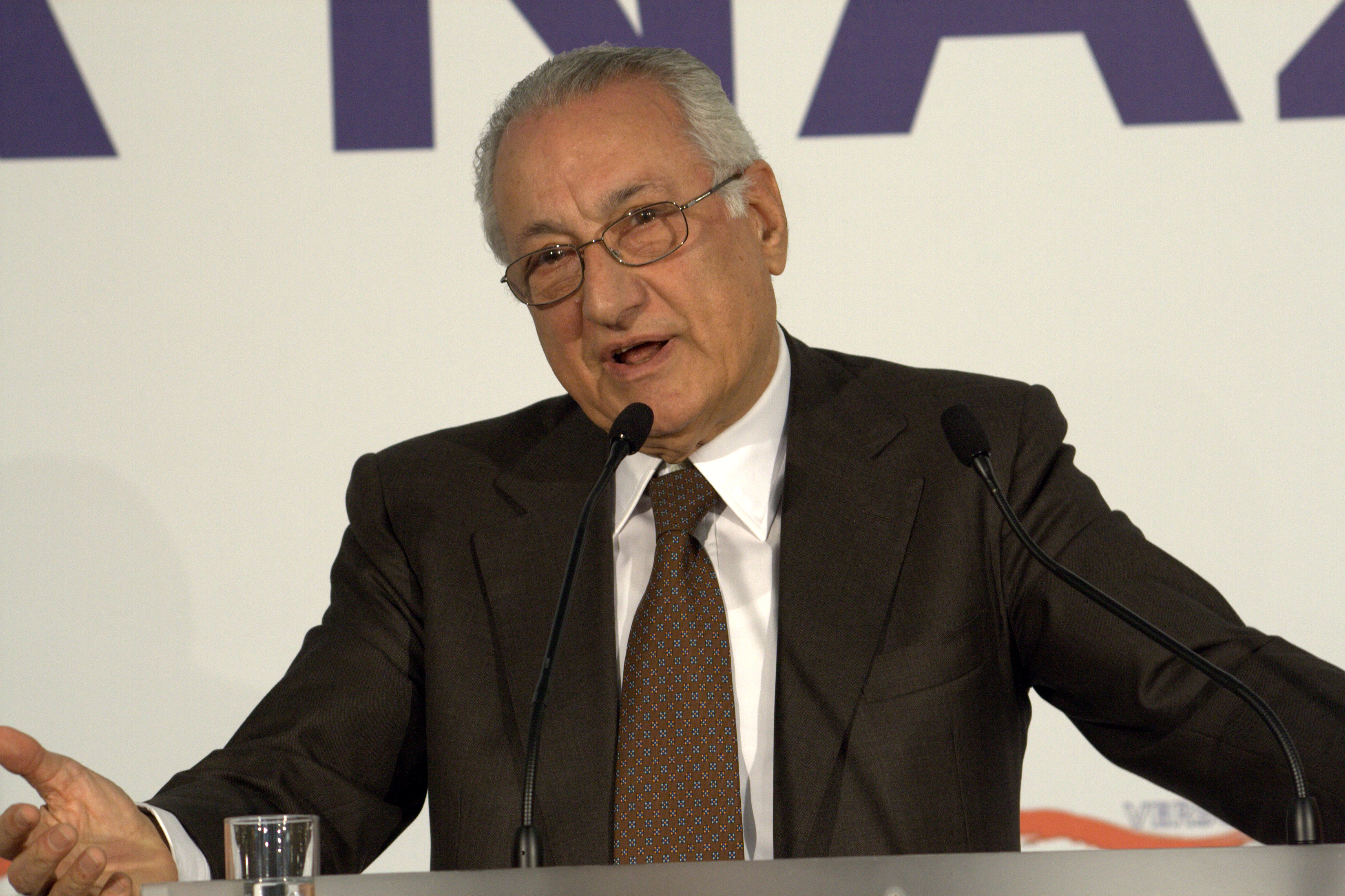
Giuseppe Gargani

- 1 novembre: viene reso noto un rapporto sui controlli svolti dagli uffici delle imposte sui contribuenti segnalati dall'anagrafe tributaria. Su 21.000 accertamenti si scopre che 16.500 soggetti (persone sia fisiche che giuridiche) non hanno presentato la dichiarazione dei redditi. È accertata un'evasione di circa 140 miliardi per l'Irpef e 55 per l'Ilor per le persone giuridiche e circa 250 miliardi per imposta riguardo alle società. Il maggior numero di evasori rientra tra i commercianti al minuto.
- 1-4 novembre: congresso del PR: dopo tre giorni di scontro tra la maggioranza di Marco Pannella e la minoranza di Luigi Melega viene eletto segretario Giovanni Negri, fedelissimo di Pannella. Fame nel mondo e liste ecologiste sono gli obiettivi primari del partito.[153]
- 6 novembre: mentre è in pieno corso il confronto sulla legge finanziaria per il 1985 la Corte costituzionale dichiara inammissibili alcune norme della precedente, al momento in vigore. In virtù delle norme sull'autonomia regionale sono abrogati gli art. 7 e 29 laddove obbligano le regioni a coprire i disavanzi delle aziende di trasporto e delle Usl non solo con gli appositi fondi ma anche prelevando dal fondo comune nazionale delle regioni a statuto ordinario; gli l'art. 19, che impedisce alle regioni di assumere senza il via libera del ministro degli affari regionali. La sentenza non comporta problemi di cassa per precedenti stanziamenti.
I ministri delle finanze, Pier Luigi Romita, e del tesoro, Giovanni Goria, chiudono la discussione generale della finanziaria alla camera affermando che nel 1984 c'è stato uno scivolamento verso il peggio dei conti pubblici. Si prevede che il deficit del 1984 si potrà chiudere a 90.800 miliardi, 5.000 in meno rispetto ai calcoli di luglio, e che il prodotto interno lordo dovrebbe crescere al 2,8%. L'obiettivo principale del nuovo anno è la riduzione del costo del lavoro in relazione al tasso di inflazione programmato.[154]
- 12 novembre: consiglio di gabinetto: quando sembra ormai prossima la crisi di governo i partiti della maggioranza convengono che non si può arrivare alla rottura sul disegno di legge del ministro Bruno Visentini. La discussione, prevista per il giorno dopo, viene rinviata per consentire al ministro, accompagnato dal presidente del consiglio, di riunirsi coi capigruppo dei partiti della maggioranza e discutere del problema.
Si apre a Roma il convegno "Eutanasia", promosso dalla Nuova accademia delle scienze. Loris Fortuna illustra una proposta di legge in preparazione per consentire ai malati terminali di opporsi al cosiddetto accanimento terapeutico". Insorge la stampa cattolica.[155]
- 14 novembre: la procura di Napoli chiede l'autorizzazione a procedere nei confronti di Flaminio Piccoli, presidente del consiglio nazionale della DC, per peculato e partecipazione ad associazione di stampo camorristico. Al centro dell'inchiesta un giro di tangenti per gli appalti sulla ricostruzione dellìIrpinia in cui è coinvolto anche il faccendiere Francesco Pazienza. Ciriaco De Mita ne respinge le dimissioni.
Alla camera il governo viene sconfitto sul bilancio di previsione del ministero delle finanze. Il voto contrario, cui prendono parte almeno 50 franchi tiratori della maggioranza, viene interpretato come un colpo al ministro Visentini e al suo pacchetto di misure contestato da democristiani, socialdemocratici e liberali. Craxi rifiuta qualsiasi ipotesi di dimissioni.[156]
- 16 novembre: dopo mesi di polemiche la maggioranza raggiunge un accordo su alcune modifiche al pacchetto Visentini. Il disegno di legge andrà in aula sostanzialmente immutato nei principi; viene elevato da 25 a 50 milioni il limite di evasione per far scattare l'arresto del trasgressore e ridotta al 51% la quota dell'impresa familiare che deve essere dichiarata dal titolare.[157]
- 23 novembre: le camere riunite in seduta comune respingono la messa in stato di accusa di Giulio Andreotti, ministro delle finanze dell'epoca, per il caso del generale Raffaele Giudice, comandante della Guardia di Finanza coinvolto nello scandalo dei petroli.[158]
- 25 novembre; assemblea nazionale PDUP: con 251 voti favorevoli su 285 viene deliberata la confluenza del partito nel PCI.
A Roma si apre il convegno "La magistratura: indipendenza e imparzialità", organizzato dalla DC con il compito di trovare soluzioni legislative contro i giudici giudicati faziosi. Giuseppe Gargani, presidente dell'assise, assicura che l'iniziativa è in programma da settembre e non è una risposta polemica alle accuse rivolte a Flaminio Piccoli e Giulio Andreotti.[159]
- 27 novembre: consiglio dei ministri: approvata una nuova proroga degli sfratti fino al 30 giugno 1985 e introdotta una riduzione dall'8 al 2% dell'imposta di registro per l'acquisto della prima casa. la tregua è funzionale ad uno stanziamento di 1.200 miliardi da assegnare ai 44 comuni interessati al provvedimento.[160]
- 29 novembre-2 dicembre: congresso MSI: l'assise si apre con la sola mozione "dalla protesta alla proposta" di Giorgio Almirante. La nuova repubblica (presidenziale) è il tema dominante di un congresso in parte epurato dai rituali neofascisti nell'ambito di un partito che in fondo si trova bene nell'isolamento. I missini annunciano battaglia contro il decreto Visentini. Almirante, cui si oppone soltanto Tomaso Staiti, viene rieletto per acclamazione.[161]

#### Dicembre

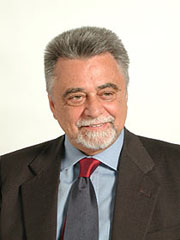
Achille Occhetto

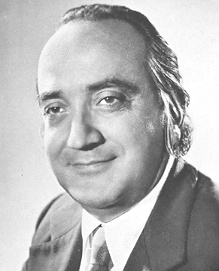
Antonio Gava

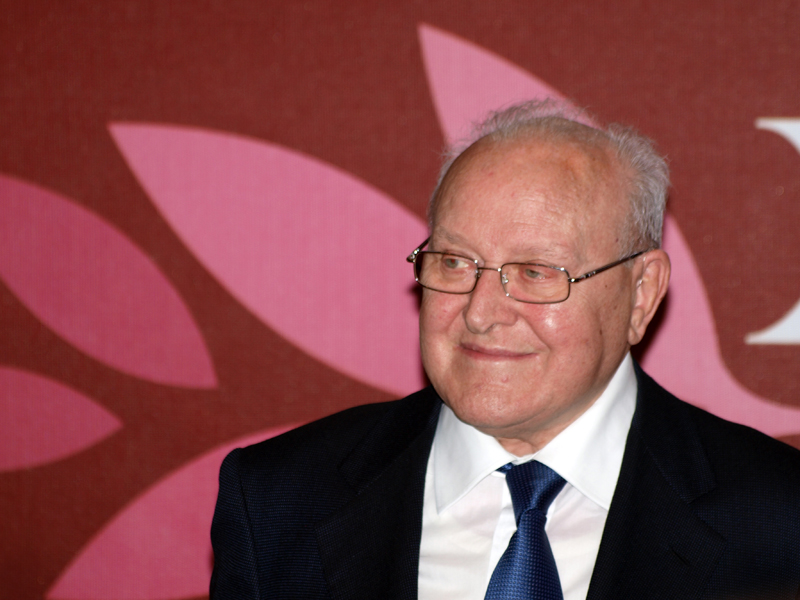
Ettore Bernabei

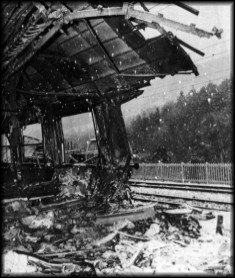
Il rapido 904

- 1 dicembre: al senato manca per quattro volte il numero legale nelle votazioni sulla conversione del decreto legge per l'emittenza televisiva privata. Mancando solo 48 ore alla sua scadenza Craxi non esclude l'ennesimo ricorso al voto di fiducia per aggirare il fenomeno dei franchi tiratori.
Comitato centrale PCI: Achille Occhetto annuncia che il PCI stringerà le alleanze negli enti locali sulla base dei programmi, senza pregiudiziali per nessuno, nemmeno per i socialisti. Alle contestazioni il segretario, Alessandro Natta conferma che sarà la linea del partito per le prossime elezioni amministrative.[162]
- 4 dicembre: dopo un secondo oscuramento in Piemonte e nel Lazio Craxi convoca un vertice della maggioranza per proporre un secondo decreto legge sulla radio-TV che riconosca l'emittenza radiotelevisiva secondo tre livelli: pubblica, network nazionali, emittenti locali. È uno stralcio del disegno di legge del ministro delle poste, Antonio Gava, quasi pronto per la presentazione al consiglio dei ministri. La normativa dovrà prevedere il superamento del differente status giuridico tra la RAI, società per azioni con obblighi derivanti dal servizio pubblico, e le emittenti privati equiparate ad imprese. Mentre i comunisti chiedono modifiche nella parte del testo che riguarda i privati il pretore di Torino rinnova l'oscuramento nell'attesa che il decreto legge venga pubblicato sulla Gazzetta ufficiale.[163]
- 12 dicembre: mentre infuria lo scontro sul decreto fiscale di Bruno Visentini il ministro dell'industria, Renato Altissimo, sostiene all'assemblea annuale della Unioncamere che il dovere di pagare le tasse non può essere condizionato dalla necessità di restare sul mercato. Se un'impresa non le può pagare non è tale, ma diventa un'opera assistenziale a carico dei conti pubblici. I controlli che si vogliono introdurre nel settore del lavoro autonomo, e del commercio in particolare, non danneggiano i contribuenti onesti ma colpiscono quelli che mentono sul reddito dichiarato.[164]
- 15 dicembre: si allarga l'indagine sui fondi neri dell'IRI. A Roma viene arrestato Ettore Bernabei, ex direttore generale della RAI e attuale presidente di Italstat; l'accusa è di appropriazione indebita e falso in bilancio. Secondo i magistrati nella primavera del 1984 oltre un miliardo di lire sarebbe stato destinato ad alcuni quotidiani per incoraggiare una linea editoriale di appoggio ai piani dell'Italstat; tra i beneficiari il Tempo e l'Avanti!. L'ex presidente Giuseppe Petrilli, ora senatore DC, avrebbe a sua volta distolto oltre due miliardi, convertiti dapprima in libretti al portatore e in seguito in titoli di stato intestati alla sua famiglia.[165]
- 18 dicembre: viene approvato il decreto legge fiscale proposto dal ministro Visentini. L'accordo definitivo prevede la riduzione a 2, 9 e 18% delle aliquote IVA: i leggeri aumenti dei prezzi porteranno un gettito di 4.000 miliardi; i titolari di imprese familiari dovranno denunciare almeno il 51% del reddito: il restante 49% può essere suddiviso tra i familiari ma solo se prestano opera continuativa nell'impresa; sono aumentate a cinque milioni la tassa di concessione per le società per azioni e in accomandita, a due milioni per le SRL, a centomila lire tutte le altre; è concesso il regime di contabilità semplificata per le imprese con fatturato fino a 780 milioni. Sono inoltre istituiti i cosiddetti accertamenti induttivi, che consentono all'amministrazione finanziaria di rettificare le dichiarazioni mendaci sui redditi e sull'IVA: se l'evasione supera i 50 milioni è previsto l'arresto.
- 21 dicembre: il governo annuncia che il tasso di inflazione è sceso al 10,6%, +0,6% rispetto all'obiettivo stabilito per il 1984. La discesa non può tuttavia impedire alcuni aumenti dovuti al decreto fiscale: aumentano i medicinali (+8% in media), i fertilizzanti (+6%) e lo zucchero (+10 lire al chilo). Rimane inalterato il prezzo della benzina. I tecnici del tesoro assicurano che la media degli aumenti sarà contenuta entro lo 0,4%.
Alle minacce dell'Assobar di raddoppiare i prezzi per ripianare il maggior esborso di tasse il ministro dell'industria, Renato Altissimo, risponde che sono già stati previsrti opportuni controlli al riguardo. Viene intanto annunciato che in un terzo di 320 esercizi controllati a Roma il 19 dicembre sono stati riscontrati occultamento di ricavi e mancata emissione di ricevute e scontrini fiscali.[166]
- 23 dicembre: nella Grande galleria dell'Appennino si consuma la strage del Rapido 904.
- 29 dicembre: sulla Gazzetta ufficiale viene pubblicata una circolare del ministero delle finanze con le nuove liste degli accertamenti fiscali mediante criteri selettivi. Commercianti e lavoratori autonomi sono ai primi posto. In totale sono comprese 43 categorie, 29 riguardanti le imposte dirette e 15 l'IVA.[167]

### 1985

#### Gennaio
- 3 gennaio: consiglio di gabinetto: la seduta è quasi interamente dedicata alla strage del Rapido 904. Viene accelerata la procedura per l'assunzione di 21.500 nuove figure per il potenziamento delle forze dell'ordine e ribadita la fiducia nei servizi segreti, minati da numerose polemiche, l'ultima delle quali di essere subordinati agli interessi della Nato. 
Ministero del Tesoro e Banca d'Italia abbassano di un punto il tasso di sconto e riducono gli interessi sui Bot. Il ministro del tesoro, Giovanni Goria, sottolinea il miglioramento della situazione economica alla base delle decisioni ma avverte che non si deve abbassare la guardia.[168]
- 8 gennaio: il presidente della repubblica entra nel semestre bianco.
- 11 gennaio: direzione nazionale DC: Ciriaco De Mita si impegna a sostenere il governo almeno fino alle elezioni amministrative. Decisioni ulteriori saranno prese in base al comportamento dei partiti alleati nella formazione delle giunte locali. Carlo Donat Cattin e Sandro Fontana, leader di Forze nuove (unica corrente interna democristiana di opposizione) si dichiarano disponibili alla gestione unitaria del partito per fronteggiare il fenomeno dei partiti alleati che accettano la formazione di giunte alternative.[169]
- 16 gennaio: a seguito di provvedimenti della CEE aumentano il gasolio da riscaldamento (da 638 a 661 lire) e dell'olio combustibile fluido (da 517 a 529 lire).[170]
- 17 gennaio: l'ex presidente dell'IRI, Giuseppe Petrilli, ammette davanti alla giunta per le autorizzazioni a procedere della camera di aver gestito nella sua finanziaria di famiglia 2,5 miliardi provenienti dal patrimonio di Italstrade. Il denaro sarebbe stato versato dal presidente della partecipata IRI, deceduto due mesi dopo, per pagare una tangente ad un non precisato politico straniero, e doveva essere ritirato da un incaricato munito di apposite credenziali. Petrilli aggiunge, inoltre, che il sistema delle tangenti è diffuso ed è utile per ricevere commesse, e che quando ne è stato messo al corrente ne ha parlato con Antonio Bisaglia e Aldo Moro (nel 1976 ministro e capo del governo, entrambi scomparsi) che lo avrebbero consigliato di procedere con prudenza.[171]

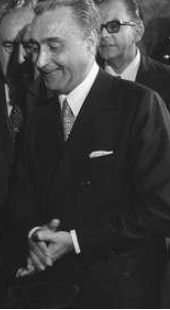
Umberto Ortolani

- 19 gennaio: il ministro delle finanze, Bruno Visentini, fa pubblicare sulla Gazzetta ufficiale un elenco di contribuenti morosi nei confronti del fisco, tra i quali figurano personaggi del calibro di Umberto Ortolani, Flavio Carboni, Paola Lefevre e Maurizio Laguzzi, e primarie società come la editrice Rizzoli, la Edil Scavi, la Les Sauusets, etc. Lo scopo è quello di recuperare entro un anno 300 miliardi di imposte già a ruolo del tutto evase dagli interessati.
L'Istat rende noto il forte disavanzo raggiunto dalla bilancia commerciale a novembre 1984, 17.811 miliardi contro i 9.853 dello stesso periodo del 1983, nel quale è stato raggiunto un saldo positivo di 683 miliardi. A fronte di esportazioni per 10.660 miliardi (con tendenza al ribasso) le importazioni italiane sono costate 14.186 miliardi. Il ministro del tesoro, Giovanni Goria, definisce questi dati preoccupanti.[172]
- 22 gennaio: all'apertura dell'anno giudiziario della Corte dei conti il procuratore generale, Raffaele Cappiello, afferma che i mali che affliggono l'economia italiana continuano a rimanere il sistema pensionistico, gli enti locali e la spesa sanitaria, ma aggiunge che a premere sul dissesto sono anche le spese impreviste, come i danni all'ecologia e la mancata prevenzione delle calamità naturali. Alla corte sono pendenti oltre 230.000 giudizi su pensioni civili, militari e di guerra (questi ultimi in gran parte promossi da eredi senza titolo). Indagini sono in corso sulla gestione delle USL (in particolare viaggi studio con seguito di familiari a spese dell'amministrazione in località di vacanza), sul mancato acquisto o non utilizzazione di apparecchiature sanitarie, e sugli sperperi degli enti locali per personale assunto senza titoli o concorsi e mancata riscossione di contributi.
Il settimanale Famiglia Cristiana pubblica la notizia di un incontro al museo Beaubourg di Parigi tra il ministro del lavoro, Gianni De Michelis, e Oreste Scalzone, leader di Autonomia Operaia latitante in Francia dopo aver subito due condanne per associazione sovversiva e per concorso morale in rapina. Lo scandalo è provocato non solo dall’incontro fra un ministro e il latitante, ma anche dal contenuto del dialogo, ascoltato dal giornalista David Sassoli, nel quale si sarebbe parlato di una possibile amnistia e dei ministri che potrebbero essere favorevoli al provvedimento. Prima ancora che se ne chiariscano modalità è contenuti democristiani, comunisti e missini si dicono scontertati dall'avvenimento e ventilano la possibilità delle sue dimissioni. Mentre il ministro risponde di essere stato riconosciuto casualmente dal latitante (che a sua volta conferma) e smentisce di aver parlato di amnistia, in parlamento esponenti di tutti i partiti chiedono che Craxi riferisca sull'avvenimento. La procura di Roma apre un'indagine preliminare sull'accaduto.[173]
- 23 gennaio: il governo viene sconfitto alla camera sul cosiddetto decreto-fame, 1.900 miliardi da erogare in 18 mesi per aiuti al terzo mondo, e al senato sul decreto di proproga degli sfratti.[174]

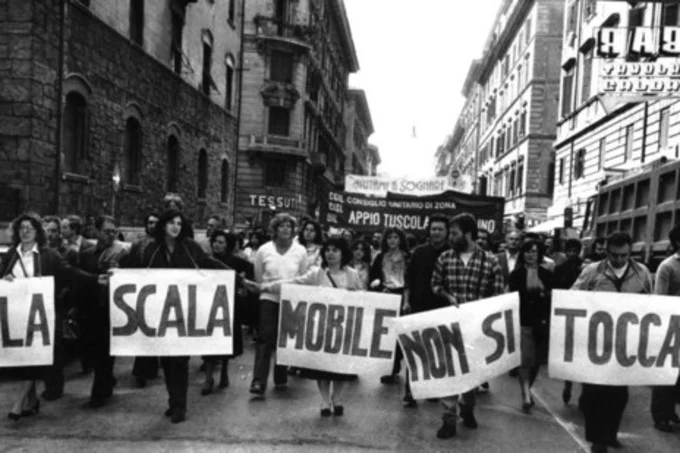
Manifestazione contro il decreto di San Valentino

- 24 gennaio: la Corte costituzionale da il via libera al referendum proposto dal PCI per l'abrogazione del decreto di san Valentino. Viene tuttavia precisato che in caso di vittoria dei si i lavoratori non potranno recuperare le 27.200 lire lorde al mese perdute col taglio della contingenza, e che l'effetto abrogativo decorrerà dalla proclamazione ufficiale dei risultati.[175]
- 26 gennaio: dopo una secca smentita di Craxi la presidenza della repubblica conferma l'esistenza di una lettera inviata il 23 gennaio dal presidente Pertini sul caso De Michelis-Scalzone. Il capo dello stato scrive al presidente del consiglio che il ministro del lavoro dovrebbe rassegnare le dimissioni e che un prolungato colloquio non è un incontro casuale. Craxi ribadisce che non esiste un caso politico ed attribuisce lo scontro al clima elettorale che sta precedendo elezioni amministrative ed europee.[176]
- 30 gennaio: il governo è sempre più al centro delle polemiche incrociate di maggioranza e opposizioni a causa del decreto legge sulle TV (salvato da un voto determinante del MSI), dal terzo decreto che blocca gli sfratti esecutivi (su cui si intende porre la questione di fiducia) e dall'eccessivo ricorso da parte dell'esecutivo alla decretazione d'urgenza.
Consiglio dei ministri: convocata per approvare il quarto decreto legge sugli sfratti la riunione si conclude con un nulla di fatto dopo i contrasti in aula sul terzo decreto ormai decaduto per l'ostilità di numerosi franchi tiratori. Non si raggiunge un accordo sulle agevolazioni fiscali per la prima casa, sulle tasse di registro e sulla copertura di 5.235 miliardi per il finanziamento del piano decennale per l'edilizia residenziale pubblica.[177]

#### Febbraio

Silvio Berlusconi con Giulio Andreotti

- 3 febbraio: a tre ore dalla scadenza alla camera viene accordato il voto di fiducia al decreto sull'emittenza radio-televisiva. Per la seconda volta il governo viene salvato dal MSI che, dopo aver compensato coi suoi voti il no di numerosi franchi tiratori sulle eccezioni di costituzionalità, garantisce il numero legale in aula pur votando contro. La nuova legge conferma la possibilità per le televisioni private di trasmettere attraverso emittenti locali i medesimi programmi con orari sfalsati da regione a regione e salva le tre emittenti di Silvio Berlusconi, che non sarà obbligato a cedere Retequattro.[178]
- 6 febbraio: consiglio dei ministri: viene approvato il terzo decreto legge sulla proroga degli sfratti esecutivi. Viene confermata la sospensione fino al 30 giugno 1985, eccezion fatta per i casi di volontaria morosità e necessità documentata del proprietario. L'imposta di registro e l'IVA per la prima casa sono fissate al 2% e il contributo INVIM dovuto dai proprietari ridotto del 50%. Stanziati 5.300 miliardi (dei quali 3.600 dai fondi GESCAL) per la costruzione di 100.000 alloggi popolari entro il 31 dicembre 1986.
Craxi si riunisce coi segretari dei partiti della maggioranza ed assicura che l'esecutivo terrà di sicuro fino a maggio perché, precisa, in vista delle elezioni non si può fare altrimenti. Nell'agenda del governo entra di prepotenza il problema del referendum sulla contingenza, che un po' tutti vorrebbero evitare per non inserire una nota di instabilità nell'economia.
Il ministro delle finanze, Bruno Visentini, rende noto che nel 1984 lo stato ha incassato 159.470 miliardi, 277 in meno rispetto alle previsioni ma 18.079 in più rispetto al 1983. La differenza sull'obiettivo dei 160.017 miliardi previsti verrà recuperata con opportuni aggiustamenti contabili.[179]

Craxi e il ministro degli esteri Giulio Andreotti

- 8 febbraio: Craxi riferisce alla camera sull'incontro tra Gianni De Michelis e Oreste Scalzone ed esclude subito le dimissioni del ministro e ripercussioni della vicenda sulle sorti del governo. Il capo del governo ribadisce che i due si sono incontrati casualmente in un luogo pubblico dove il ministro del lavoro si è recato per caso e non per un impegno prefissato, e che hanno scambiato qualche parola in virtù di una conoscenza ultraventennale. Il caso quindi non esiste, mentre esiste quello delle comunità dei latitanti che si sono rifugiati all'estero, sulle quali non si deve abbassare la guardia: solo verso la Francia sono pendenti 120 richieste di estradizione.[180]
- 12 febbraio: consiglio nazionale DC: Arnaldo Forlani, vice-presidente del consiglio, sostiene che il destino del partito è legato a quello del governo; se cade Craxi il PSI potrebbe tornare a realizzare alternative elettorali col PCI, e l'avvertimento è rivolto principalmente a Ciriaco De Mita. Che la tenuta del governo sia interesse primario della DC è riconosciuto da tutte le correnti, compresa Forze Nuove di Carlo Donat Cattin, in una rinnovata unità interna.[181]
- 16 febbraio: con 255 voti a favore (la maggioranza meno i franchi tiratori) 89 contrari (demoproletari e missini) e 140 astensioni la camera approva dopo un iter di sei mesi il decreto fiscale predisposto dal ministro delle finanze, Bruno Visentini. La normativa stabilisce un nuovo regime IVA per commercianti e artigiani con volume d'affari superiore a 780 milioni annui, ridotta alle 4 aliquote del 2%, 9%, 18% e (per pochissimi beni di lusso) 38%: tale categoria non potrà più detrarre l'imposta sui costi. Nelle imprese familiari il titolare deve attribuirsi almeno il 51% del reddito imponibile contro la prima ipotesi di due terzi. Per piccole imprese e piccoli commercianti viene assicurato un regime forfettario che consente la determinazione del reddito da assoggettare a un'unica imposta in sostituzione di quelle ordinariamente previste[182]
- 17 febbraio: parlando al convegno di Confindustria "La creazione dell'impresa e lo sviluppo dell'occupazione" il ministro dell'industria, Renato Altissimo, sostiene che le imprese vanno liberate dagli ostacoli burocratici riducendo le sovvenzioni assistenziali e liberando risorse da impiegare nello sviluppo e nelle assunzioni. Secondo Altissimo gli industriali devono collaborare col governo eliminando le sovvenzioni alle produzioni meno richieste per impiegare risorse e professionalità nei settori produttivi ed evitare continui e dispendiosi ricorsi alla cassa integrazione.[183]
- 19 febbraio: rispondendo ad un'intervista il ministro delle finanze, Bruno Visentini, sostiene che il decreto fiscale non è una grande riforma ma solo un provvedimento correttivo per corprire, seppure in via provvisoria, il buco fiscale di alcuni settori d'impresa. Col decreto sulla scala mobile sono stati messi in luce i problemi dell'evasione fiscale e del costo del lavoro, ma nulla è stato fatto per mettere mano ad una spesa pubblica sempre più fuori controllo. Non ha senso sforzarsi per ridurre l'inflazione dal 16 al 10% quando i tassi d'interesse restano uguali per alimentarla coi relativi interessi, e quando non si interviene sui centri di sperpero come l'INPS, le Ferrovie dello Stato, le partecipazioni statali e le USL.[184]

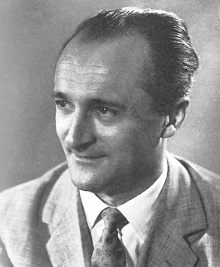
Alessandro Natta

- 21 febbraio: dopo un tormentato iter di 21 mesi la camera approva in via definitiva il decreto Nicolazzi sul condono edilizio, che cancella sei milioni di abusi e frutterà un gettito di almeno 5.000 miliardi. Nella maggioranza hanno votato contro i repubblicani, sostenendo che la normativa mette sullo stesso piano chi ha rispettato o non rispettato le norme edilizie.
Parlando durante una visita alla redazione de Il Manifesto il segretario del PCI, Alessandro Natta, dichiara che se i comunisti saranno primi alle elezioni del 12 maggio chiederanno le elezioni anticipate e la guida del governo. L'esternazione prende di sorpresa anche i massimi dirigenti del partito; Natta si affretta a precisare che le sue frasi sono state citate al di fuori del contesto e rimanda all'intervista integrale pubblicata dal quotidiano comunista, dove sostiene che una eventuale maggioranza legittima le richieste, ma non consente di avanzare pretese.[185]
- 22 febbraio: all'indomani dell'approvazione del condono edilizio il segretario del PSDI, Pietro Longo, protesta per l'astensione dei repubblicani, che dà un colpo alla credibilità dell'esecutivo. Questi ultimi, peraltro, contestano l'adozione di una norma che legittima la speculazione edilizia invece di colpire l'abusivismo inconsapevole di chi sposta una finestra o abbatte un tramezzo. Nell'occhio del ciclone la possibilità di sanare un intero edificio al prezzo di un solo appartamento, potendo altresì ottenere una variante al piano regolatore che lo legittima, e la mancanza di un censimento che scarica sui comuni tutto il peso burocratico ed economico della sanatoria.[186]
- 23 febbraio: Alessandro Natta conclude i lavori del XXIII° congresso della FGCI e ribadisce che la richiesta del PCI di guidare il governo in caso di maggioranza. A precisazione delle precedenti dichiarazioni definisce legittima la richiesta quanto quella da sempre sostenuta dalla DC, che non ha titoli democratici maggiori o minori per farlo.[187]
- 26 febbraio: grazie ad un accordo tra il ministero dell'industria e le organizzazioni del commercio (esclusa la lega delle cooperative) i commercianti si impegnano a contenere entro il 7% gli aumenti di venti prodotti di largo consumo e ad esporre un listino con gli eventuali aumenti, assicurandone la costante fornitura. Il ministro Renato Altissimo annuncia un accordo con la RAI per una serie di rubriche fisse, sul tipo delle previsioni del tempo, che illustrino l'andamento dei prezzi e consenta di controllare il rispetto dell'accordo da parte dei negozianti.
A causa dell'aumento del prezzo del dollaro il governo annuncia un nuovo rincaro dei prodotti petroliferi. Aumentano il gasolio auto (+22 lire) e quello per riscaldamento (+16 lire). La benzina dovrebbe aumentare di circa 10 lire. Previsti aumenti anche per la bolletta della luce (+2,4%) e per la RC auto (+7,2%).
Craxi annuncia la riunione di un consiglio di gabinetto per affrontare le conseguenze economiche del dollaro che ha superato la quotazione di 2.100 lire. Il ministro del tesoro, Giovanni Goria, espone nella relazione trimestrale di cassa che i risultati del 1984 sono stati vanificati da un fabbisogno di cassa di 99.800 miliardi (+ 3000 rispetto alle previsioni) a causa dello sconfinamento dei disavanzo dell'INPS (+ 4.445 miliardi) al disavanzo pubblico che torna ad avvicinarsi e a superare i 100.000 miliardi e a quello della bilancia dei pagamenti di 5.000 miliardi.[188]

#### Marzo

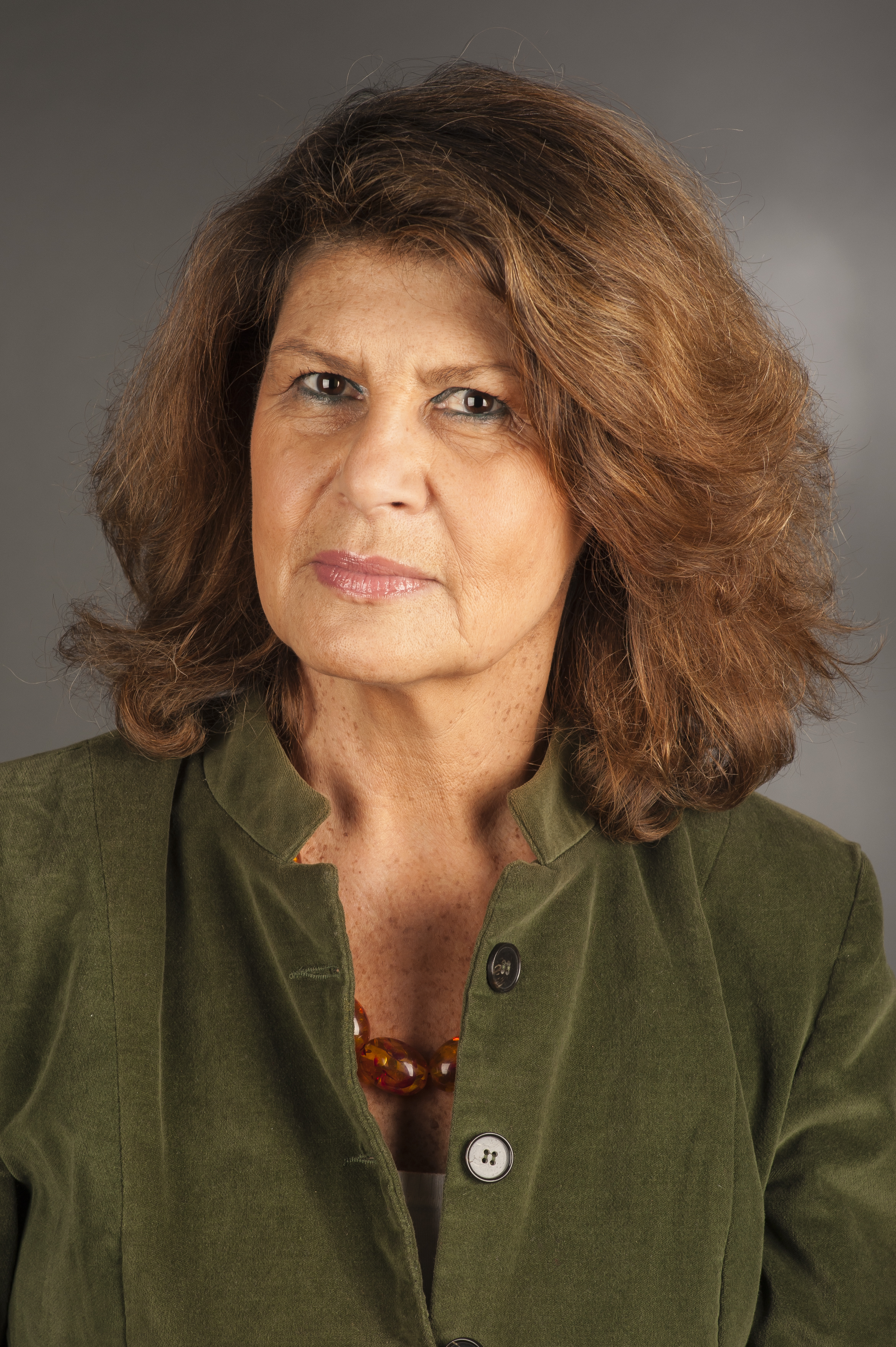
Silvia Costa

- 1 marzo: indagando su denuncia di Paola Pampana e Silvia Costa, candidate non elette del PLI e della DC, la procura di Roma dispone l'arresto di 27 persone tra presidenti, scrutatori e segretari di seggio, oltre che di un certo numero di rappresentanti di lista della DC, del PSI, del PSDI e del PCI. L'accusa è di aver falsificato i risultati di una trentina di sezioni in favore dei medesimi partiti, col risultato che ad alcuni candidati (Paolo Cabras, Benito Cazora e Clelio Darida) sono stati attribuiti più voti di preferenza rispetto al totale dei voti di lista.[189]
- 3 marzo: viene fondata a Milano l'Unione socialista democratica, un raggruppamento formato da fuoriusciti dal PSDI guidati da Enzo Collio, già membro della direzione socialdemocratica e collaboratore di Pietro Longo. Scopo del raggruppamento è presentarsi con proprie liste, o con candidati indipendenti nelle liste socialiste, alle elezioni del 12 maggio, per decidere poi una eventuale confluenza nel partito socialista.[190]
- 4 marzo: la giunta delle elezioni della camera annuncia una revisione generale dei risultati elettorali nelle 6.128 sezioni elettorali della circoscrizione Roma-Viterbo-Latina-Frosinone. Il vice-presidente della giunta, Gian Carlo Binelli, giustifica la decisione coi risultati dei controlli a campione, dai quali è emersa una palese falsificazione in particolare verso i candidati della DC.[191]
- 12 marzo: i presidenti di camera e senato, Nilde Jotti e Francesco Cossiga, prendono posizione contro il governo per l'aumento esponenziale dei decreti legge, che impegnano i lavori del parlamento a scapito di numerosi provvedimenti in attesa di esame.[192]
- 13 marzo: a Roma sono arrestati il cassiere capo dell'ufficio del registro bollo, radio e assicurazioni e il legale rappresentante delle compagnie assicuratrici "Compagnia europea di previdenza", "Etrusca" ed "Intereuropea". L'accusa è di truffa, corruzione, falsità ideologica e materiale, appropriazione indebita e distruzione di atti pubblici. Secondo l'accusa gli istituti avrebbero prelevato dai loro conti correnti dieci miliardi attraverso assegni circolari intestati all'ufficio del registro della capitale, che non sono versati al fisco ma, attraverso una girata del cassiere capo, sarebbero tornati nella disponibilità delle assicurazioni.
Conferenza programmatica PRI: il ministro delle finanze, Bruno Visentini, avverte che se la maggioranza continua a dividersi a scapito della spesa pubblica e dell'inflazione i repubblicani metteranno in crisi il governo e il pentapartito. L'ultimatum è per il dopo elezioni del 12 maggio, e non ha niente a che fare con la questione dell'affidamento della presidenza del consiglio a questo o quel partito. Il PRI chiede che a risultati definitivi conosciuti si apra una nuova verifica della maggioranza.[193]

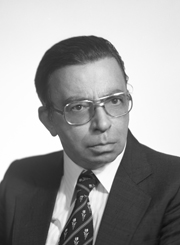
Francesco Paolo Bonifacio

- 19 marzo: riferendo alla commissione bilancio della camera il presidente dell'INPS, Ruggero Ravenna, denuncia un disavanzo supplementare per il 1985 di 5.500 miliardi per un totale di 26.631 miliardi, 10.000 in più parzialmente coperti dal ministero del tesoro con alcuni aggiustamenti di contabilità. La disastrosa situazione dell'ente previdenziale spinge il presidente Paolo Cirino Pomicino a far votare alla commissione il congelamento dei 2.700 miliardi già previsti per alcuni miglioramenti pensionistici.
Alla commissione affari costituzionali del senato i rappresentanti di DC, PRI e PLI - sostenuti dal presidente Francesco Paolo Bonifacio - mettono sotto accusa l'eccesso dei decreti legge emanati dal governo, una tendenza che indebolisce il parlamento e le sue prerogative e da all'esecutivo una forza solo fittizia. Viene annunciato un progetto di riforma dell'articolo 77 della Costituzione che definisca meglio i limiti di eccezionalità e provvisorietà della decretazione d'urgenza.[194]
- 22 marzo: il commissario liquidatore ed ex presidente della Cassa del Mezzogiorno, Massimo Perotti, viene arrestato nell'ambito dell'inchiesta sull'impresa di costruzioni Icomec, fallita a seguito del pagamento di oltre due miliardi all'ANAS come tangenti per ottenere alcuni appalti. Lo scandalo è scoppiato a fine gennaio, quando sono arrestati il presidente della sede di Genova dello IACP, al contempo segretario provinciale del PSI, ed alcuni funzionari del comune. Nella vicenda è coinvolto anche il segretario del PSDI Pietro Longo, implicato come ex consigliere di amministrazione dell'ENEL, destinataria di una tangente per l'appalto della diga di Edolo.[195]

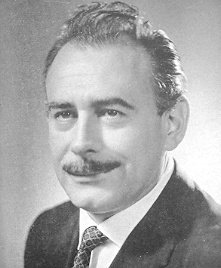
Renato Massari

- 25 marzo: i deputati socialdemocratici Alessandro Reggiani e Renato Massari presentano una proposta di legge per regolamentare la diffusione dei sondaggi elettorali, accusati di indirizzare surrettiziamente le scelte degli elettori mediante la pubblicazione di dati spesso privi di valore statistico.
Il deputato democristiano Vincenzo La Russa presenta a sua volta una proposta di legge che blocchi l'arresto dei membri delle giunte e dei consigli regionali, provinciali e comunali nel periodo della campagna elettorale. I fermi dovrebbero rimanere obbligatori solo nei casi accertati di pericolo di fuga.[196]
- 27 marzo: a Roma le Brigate Rosse uccidono l'economista Ezio Tarantelli.
Il senato concede l'autorizzazione a procedere per malversazione, falso ideologico, truffa ai danni dello stato e appropriazione indebita nei confronti di Giuseppe Petrilli, ex presidente dell'IRI coinvolto nella vicenda dei fondi neri dell'ente. L'accusa è di non aver contabilizzato proventi derivanti da società a partecipazione statale e relativi interessi bancari. Petrilli ha ammesso tutto: le somme erano destinate al pagamento di provvigioni a favore di persone che procuravano commesse.
Il ministro dell'interno, Oscar Luigi Scalfaro, riferisce alle camere sull'omicidio Tarantelli a poche ore dall'evento. L'attentato va ricompreso nella risoluzione strategica del 1984, sequestrata a Prato, dove si annuncia un attacco contro gli ambienti sindacali colpevoli di politica anti-operaia in complicità col governo.[197]
- 29 marzo: consiglio dei ministri: il governo discute la relazione sulla situazione economica del 1984. I ministri del bilancio, Pier Luigi Romita, e del tesoro, Giovanni Goria, dichiarano che il prodotto interno lordo è cresciuto del 2,6% contro il -0,4% del 1983; l'inflazione è scesa dal 14,7 al 10,8% e gli investimenti sono aumentati del 7,7%. La bilancia commerciale ha chiuso con un deficit di 19.000 miliardi e il tasso di disoccupazione è cresciuto dal 9,9 al 10,4%.[198]

#### Aprile
- 4 aprile: viene fissata al 9 giugno la convocazione dei comizi per il referendum sulla scala mobile.[199]
- 6 aprile: mentre a Roma la procura ha emesso 500 comunicazioni giudiziarie nell'ambito dell'inchiesta sulla gestione delle USL il ministro della sanità, Costante Degan, dichiara in una intervista che le proposte di riforma delle unità sanitarie, del piano sanitario nazionale e del numero chiuso alle facoltà di medicina sono da tempo ferme in attesa di esame. Occorre dare un ruolo giuridico preciso alle 674 USL italiane, che sono state istituite senza essere enti locali o aziende imprenditoriali, e va ricordato che non tutte sono male organizzate. Il loro commissariamento, aggiunge Degan, risulta problematico in quanto i quadri dirigenti sono espressione dei partiti, anche di opposizione.
Il vice-segretario liberale, Antonio Patuelli, dichiara che il suo partito è pronto a promuovere un referendum per l'abrogazione della legge istitutiva delle USL.[200]
- 11 aprile: consiglio di gabinetto: la riunione discute dell'inchiesta sulla sanità romana e dell'aggiornamento di un disegno di legge di riforma delle USL presentato a novembre dal ministro della sanità. Non si raggiunge un accordo sull'opportunità di ricorrere a un decreto legge immediatamente esecutivo o a una procedura parlamentare ordinaria. La decisione sarò presa coi capigruppo dei partiti di maggioranza e opposizione. Per le USL si pensa ad una trasformazione aziendalistica che privilegi la managerialità e riduca il peso dei partiti e delle lottizzazioni che portano ad una inutile duplicazione degli incarichi.[201]
- 12 aprile: destano polemiche le conclusioni di Giovanni Paolo II al secondo convegno ecclesiale nazionale svoltosi a Loreto. Il pontefice si è appellato all'unità politica dei cattolici, discorso che viene visto dai partiti laici e dalle opposizioni come un'indicazione ad unirsi con la DC in vista delle elezioni del 12 maggio.[202]

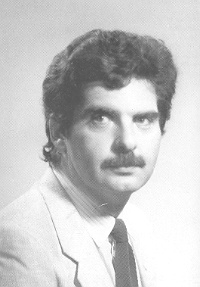
Paolo Battistuzzi

- 14 aprile: parlando alla festa dell'amicizia di Bari il presidente della DC, Flaminio Piccoli, dichiara che è intenzione del suo partito tornare alla centralità del sistema politico e riconquistare la presidenza del consiglio, per tenerla fino alla fine del secolo. Il discorso del leader doroteo, pronunciato all'indomani di quello del Papa, viene contestato da Claudio Martelli e Paolo Battistuzzi, che a nome di socialisti e liberali contestano l'eccessiva politicizzazione del voto del 12 maggio. A rendere più teso il clima politico è anche un discorso di Ciriaco De Mita contro l'aborto e contro la proposta di Loris Fortuna per la depenalizzazione dell'eutanasia. Secondo il segretario democristiano non ha nessun pregio che sia un'iniziativa personale del deputato socialista, perché anche nel caso del divorzio tutto è nato da una singola proposta che ha poi unito un largo schieramento trasversale.[203]
- 17 aprile: il ministro del lavoro, Gianni De Michelis, presenta un pacchetto di misure che, se approvate, potrebbero evitare il referendum sulla scala mobile. Accanto alla creazione di 180.000 posti di lavoro sono proposte una indennità di mobilità per i lavoratori da impiegare in lavori socialmente utili; una riforma del Fondo investimenti ed occupazione che finanzi progetti per giovani disoccupati di lungo periodo e che disponga le risorse necessarie a rendere più flessibile il mercato del lavoro attraverso orari più flessibili; introduzione di corsi di informatica e di lingua inglese al livello base per l'innovazione delle procedure nella pubblica amministrazione e nelle imprese che ci vogliano investire. Il piano viene respinto da CGIL e CISL ed accettato dalla sola UIL. De Michelis viene anche contestato alla costituzione della Consulta nazionale del lavoro, promossa dalle tre confederazioni, dai movimenti giovanili della DC e del PCI e dalle ACLI.
Con 367 si, 72 no e 21 astensioni la camera approva le norme finanziarie del nuovo concordato tra lo stato Italiano e la chiesa cattolica. La votazione viene ripetuta per tre volte a causa di un guasto al sistema elettronico dell'aula, che per due volte ha conteggiato in difetto i contrari, tanto da far insinuare a radicali e liberali (ufficialmente contrari al provvedimento) che ci siano state interferenze sull'impianto. La votazione viene eseguita poi col vecchio sistema delle palline bianche e nere.[204]

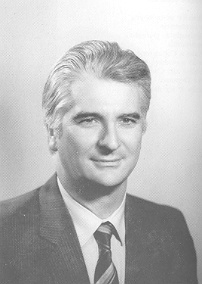
Manfredo Manfredi

- 19 aprile: un gruppo di militanti del MSI guidati da Domenico Gramazio inscena una violenta protesta davanti al cinema Capranichetta di Roma, colpevole di proiettare il film Je vous salue, Marie di Jean-Luc Godard. La pellicola è accusata di vilipendio della religione ed è stata al centro di accesi discorsi contrari dei cattolici tradizionalisti e del cardinale Carlo Maria Martini e di un rosario di riparazione presieduto da Giovanni Paolo II.
La camera concede l'autorizzazione a procedere nei confronti dei deputati Manfredo Manfredi (democristiano) per una tangente di venti milioni ottenuta dal casinò di Sanremo; Giorgio Gangi (socialista) per truffa ai danni della regione Lombardia: Angelo Manna (missino) per apologia di reato durante una trasmissione televisiva in cui avrebbe esaltato la camorra napoletana.[205]
- 22 aprile: a meno di un mese dalle elezioni amministrative il ministro degli interni, Oscar Luigi Scalfaro, annuncia una rigorosa sorveglianza contro i brogli elettorali e in prevenzione di possibili attentati. Nella forte caratterizzazione politica del voto, sostiene il ministro, si possono inserire forze estranee. Per evitare la falsificazione degli scrutini sono introdotti nuovi modelli di conteggio delle schede e dei loro contenuti.[206]
- 23 aprile: il deputato missino Mirko Tremaglia anticipa una presa di posizione del segretario nazionale Giorgio Almirante sull'esito delle elezioni: se il pentapartito dovesse scendere sotto il 50% o se il PCI dovesse superare la DC il MSI mette a disposizione i propri voti e le proprie forze per una qualsiasi formula di governo, nazionale o locale, che escluda i comunisti in cambio dell'attuazione di alcuni punti del suo programma elettorale, primo fra tutti l'elezione diretta del capo dello stato. La proposta è rifiutata da tutti i partiti della maggioranza.[207]

#### Maggio

Giovanni Spadolini con Bettino Craxi

- 3 maggio: Giovanni Spadolini, ministro della difesa e segretario del PRI, dichiara di essere pronto all'uscita dalla maggioranza se l'esecutivo, comunque vadano le elezioni, non porterà avanti i punti del programma non ancora attuati.
- 11-12 maggio: elezioni amministrative: 44 milioni di italiani sono chiamati a rinnovare 15 consigli regionali, 86 provinciali e 1186 comunali. Il pentapartito ne esce complessivamente rafforzato passando dal 53,8 al 57,5%. La DC (9.739.314 voti) non viene sorpassata dal PCI, in difetto di un milione di voti. Rispetto alle europee del 1984 crescono la DC (da 33 a 34,7%), e il PSI (da 11,3 a 13,1%), cala il PCI (da 34,5 a 30,8%) e resta al 6,3% il MSI. Stabili anche PRI e PLI (lo stesso 6,2% delle due liste unite), lievissimo aumento del PSDI (da 3,4 a 3,5%) e di DP (da 1,4 a 1,5%). Le liste verdi, alla prima uscita elettorale, prendono il 2,1%. Dai risultati risultano possibili giunte pentapartito a Roma, Bari, Venezia e Torino, ipotizzabili a Milano e Genova.[208]
- 14 maggio: Giovanni Spadolini mette le mani avanti su una grande intesa tra Craxi e De Mita. Il segretario repubblicano ricorda che dalle elezioni sono usciti tre vincitori e smentisce il PSDI sull'intenzione repubblicana di uscire dall'esecutivo. Non è solo il PSI l'ago della bilancia per le giunte locali e va considerato il ruolo del PCI per l'ormai prossima elezione del nuovo capo dello stato.
A seguito della sconfitta elettorale Franco Nicolazzi si dimette dalla carica di vice-segretario del PSDI.
Dopo il generalizzato successo gli eletti delle liste Verdi, nelle quali affluiscono esponenti di Italia nostra e Legambiente, si dichiarano disponibili ad appoggiare giunte locali di qualsiasi formazione disponibili ad inserire nel proprio programma le proprie richieste.[209]
- 15 maggio: la commissione bilancio della camera decide all'unanimità che non saranno più approvate leggi di spesa fin quando il governo non avrà stabilito come trovare i 10.000 miliardi che mancano nel bilancio dello stato per il 1985. Il ministro del tesoro, Giovanni Goria, afferma che il reperimento dei fondi dovrà essere attuato mantenendo la stessa pressione fiscale del 1984: il ministro delle finanze, Bruno Visentini, sostiene invece che tale somma dovrà essere recuperata da un drastico taglio alle spese.[210]
- 16 maggio: il MSI si dichiara soddisfatto del risultato generale e del forte aumento a Bolzano, dove è il primo partito. Giorgio Almirante reitera la disponibilità missina ad appoggiare giunte di qualsiasi composizione in funzione anticomunista.[211]

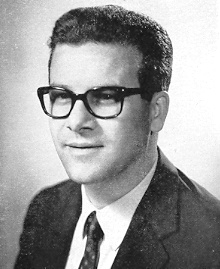
Giuseppe Averardi

- 23 maggio: comitato centrale PCI: Alessandro Natta riconosce la sconfitta elettorale e ridimensiona all'alternativa di sinistra la linea politica del partito. L'assise riconferma la fiducia nella segreteria con l'auspicio di un allentamento del centralismo democratico in favore di un rinnovato dialogo interno per la formazione delle giunte locali.
Direzione nazionale PSDI: Pietro Longo mantiene la maggioranza interna nonostante le forti contestazioni per la sconfitta elettorale. Viene respinta la richiesta di Nicolazzi per un congresso straordinario. Il senatore Giuseppe Averardi si pone alla testa di una minoranza interna che non chiede le dimissioni del segretario ma si pone come elemento distintivo di una nuova linea politica.
Direzione nazionale PLI: Valerio Zanone si assume la responsabilità della sconfitta e mette a disposizione del consiglio nazionale l'incarico di segretario. In mancanza di candidati ufficiali alla sua sostituzione, con la minoranza di Egidio Sterpa che resta in attesa, l'assise gli riconferma la fiducia a larga maggioranza.[212]
- 25 maggio: consiglio nazionale DC: Ciriaco De Mita, forte del successo ottenuto alle elezioni, concentra la sua relazione sulla formazione delle giunte locali e sul referendum. Per quest'ultimo lascia aperta la porta ad una trattativa che non snaturi il decreto di San Valentino ma avverte che i partiti della maggioranza dovranno affrontare uniti la battaglia in difesa del provvedimento. Per la prima volta, da molti anni, l'assise si unisce attorno alla segreteria nazionale senza distinzioni di corrente.[213]
- 28 maggio: consiglio di gabinetto: fallita ogni trattativa si prende atto che il referendum promosso dal PCI sulla scala mobile è ormai inevitabile. Sul fronte sindacale CISL e UIL si batteranno per il mantenimento della legge, la CGIL si spacca a metà tra comunisti per il SI e socialisti per il NO all'abrogazione. I cinque partiti della maggioranza sostengono il mantenimento della legge ma procederanno ognuno per proprio conto. Missini e demoproletari sono per l'abrogazione. I radicali faranno campagna per l'astensione.[214]
- 31 maggio: assemblea annuale della Banca d'Italia: il governatore Carlo Azeglio Ciampi illustra la situazione economica del paese sottolineando che l'assenza di continuità negli interventi rischia di vanificare i risultati ottenuti nel 1984. Il fabbisogno statale nei primi cinque mesi del 1985 è stato di 37.000 miliardi (+ 8.000 rispetto all'anno precedente), il debito estero è a quota 23,5 miliardi di dollari, il debito pubblico rischia di salire dal 92 al 100% del prodotto interno lordo.[215]

#### Giugno

Craxi in udienza da Giovanni Paolo II

- 3 giugno: con lo scambio ufficiale delle ratifiche tra Bettino Craxi e il cardinale Agostino Casaroli entra in vigore il nuovo concordato tra lo stato e la chiesa cattolica. Il presidente del consiglio, accompagnato dal ministro degli esteri, Giulio Andreotti, viene ricevuto per la prima volta in udienza da Giovanni Paolo II.[216]
- 4 giugno: i presidenti delle camere annunciano per il 24 giugno la seduta comune per l'elezione del nuovo presidente della repubblica. Deputati, senatori e rappresentanti delle regioni avranno due settimane di tempo
- 5 giugno: nell'ambito delle indagini sui fondi neri dell'IRI la procura di Roma ordina l'arresto del vice-presidente della Seat (ex amministratore della Seat), dell'ex amministratore delegato della Italscal e di un agente di cambio milanese. Le accuse vanno dalle false comunicazioni sociali alla malversazione e, per l'agente, di favoreggiamento e falsa testimonianza. Il giudice istruttore dispone una perizia contabile sull'ammontare esatto dei fondi (stimato in 243 miliardi) e della loro provenienza nominando una commissione di ispettori della Banca d'Italia. Secondo indiscrezioni l'istituto di via Veneto si è visto restituire finora 94 miliardi in CCT, 40 miliardi in buoni del tesoro, 3 miliardi in assegni e 145 milioni in certificati di credito della Banca Nazionale del Lavoro. Ulteriori 50 miliardi, trovati in cassette di sicurezza di una controllata di Mediobanca, sono al momento sotto sequestro.
- 6 giugno: la Commissione parlamentare per l'indirizzo generale e la vigilanza dei servizi radiotelevisivi vota contro la richiesta del presidente del consiglio di uno spazio di 30 minuti sulla seconda rete per spiegare le ragioni del no al referendum. Alla base del diniego la mancanza del minimo dei 21 voti favorevoli richiesti per l'approvazione.[217]
- 9-10 giugno: referendum sulla scala mobile: la richiesta di abrogazione è respinta da 18.398.111 voti (54,3%) contro 15.453.982 (45,7%). L'affluenza è stata del 78,1%. Il segretario comunista Alessandro Natta non vede una vera e propria sconfitta in un risultato che ha quasi diviso a metà l'elettorato. Per i partiti della maggioranza la questione è ora definitivamente chiusa.
- 11 giugno: il presidente del consiglio chiama il pentapartito a definire l'agenda del governo fino allo scadere della legislatura. Il problema delle giunte locali, l'elezione del capo dello stato e l'unità sindacale sono i temi definiti più urgenti.

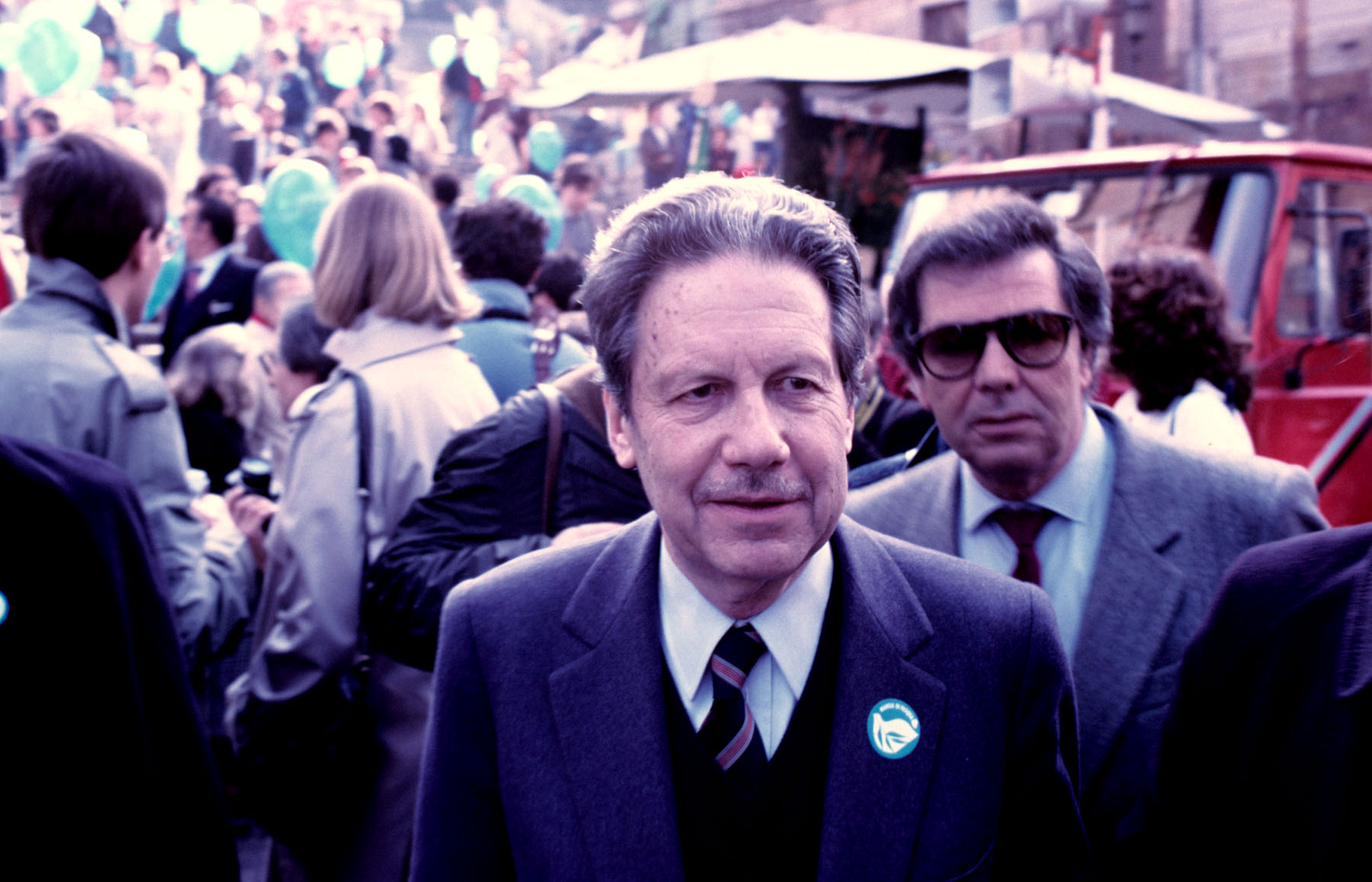
Flaminio Piccoli

- 12 giugno: dopo un rincorrersi di voci durato diversi giorni la DC rivendica ufficialmente il Quirinale nel rispetto del principio dell'alternanza laici-democristiani. Ciriaco De Mita afferma che l'individuazione del candidato dovrà essere concordata con tutte le forze che hanno dato vita alla Costituzione e respinge le richieste interne di una candidatura nel solo ambito del pentapartito. L'indicazione di Cossiga e Forlani è contestata dai dorotei di Flaminio Piccoli, che sostengono invece Amintore Fanfani.[218]
- 13 giugno: parlando alla commissione bilancio del senato il ministro delle finanze, Giovanni Goria, illustra il fabbisogno di cassa per l'anno in corso e la sua situazione al 31 marzo 1985. La necessità è aumentata da 42.500 a 48.000 miliardi a causa di un gettito sottostimato delle entrate tributarie e governative. Il deficit di bilancio, previsto a 99.630 miliardi, è salito a 99.000 miliardi a marzo e si attesta a 117.750 miliardi. Il fabbisogno generale del bilancio dello stato è stato superiore del 53,9% rispetto allo stesso periodo del 1984. Per Goria sarà necessario intervenire sulla spesa sociale, in particolare con tagli ai salari, alla previdenza, agli enti locali, alla sanità e ai servizi pubblici.
- 19 giugno: dopo le verifiche sui brogli elettorali di Roma la camera approva le conclusioni dell'indagine effettuata dalla giunta per le elezioni: Silvia Costa, uno dei candidati che ha presentato denuncia, privata di 276 preferenze, subentra a Benito Cazora cui sono stati attribuiti 371 voti in più. 
Parlando a un convegno sui problemi del fisco il ministro delle finanze, Bruno Visentini, si dichiara contrario all'imposizione di nuove tasse e all'aumento delle esistenti perché ad essere fuori controllo è la spesa pubblica.[219]

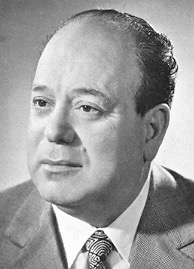
Remo Gaspari

- 21 giugno: consiglio dei ministri: su proposta del ministro della funzione pubblica, Remo Gaspari, il governo approva un disegno di legge che renderà disponibili 300.000 nuovi posti di lavoro nella pubblica amministrazione secondo il principio metà tempo-metà stipendio. Il provvedimento consente un'estrema flessibilità nell'utilizzazione del part-time (nell'arco della giornata; per determinati periodi di tempo) nei campi della difesa del suolo, del patrimonio idrico e della protezione civile e non comporterà oneri aggiuntivi.
- 24 giugno: elezione del presidente della repubblica: la DC ha scelto praticamente all'unanimità Francesco Cossiga, candidato del pentapartito col sostegno ulteriore dei comunisti. Il presidente del senato viene eletto al primo scrutinio con 752 voti. Contrari demoproletari, sardisti e missini, assenti dall'aula i radicali. In attesa dell'elezione del nuovo presidente Cossiga viene sostituito al senato dal vice-presidente vicario Giorgio De Giuseppe.
Craxi e De Mita annunciano che entro luglio, dopo le dimissioni di cortesia, si procederà ad un ampio rimpasto dell'esecutivo. Il sottosegretario alla presidenza del consiglio, Giuliano Amato, assicura che la trattativa sarà prima sul programma che sui nomi.[220]

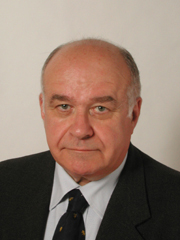
Valerio Zanone

- 25 giugno: direzione nazionale PLI: Valerio Zanone rassegna le annunciate dimissioni dalla segreteria e precisa che non ci sarà un cambiamento di linea politica. Il nuovo segretario sarà eletto dal consiglio nazionale, convocato per il 19 luglio.[221]
- 27 giugno: il governatore della Banca d'Italia, Carlo Azeglio Ciampi, lancia un nuovo allarme sui conti pubblici ed invita il governo a riprendere quanto prima la sua normale attività. Di fronte all'assemblea dell'Associazione bancaria italiana dichiara che il fabbisogno dello stato per i primi sei mesi del 1985 ha superato di un terzo quello dello stesso periodo del 1984. Se l'esecutivo non procederà ad una riduzione di almeno 1.000 miliardi al mese nella spesa pubblica la banca centrale non avrà altra scelta che tornare ad una nuova stretta monetaria e creditizia che andrà a danno della crescita e delle imprese.[222]
- 30 giugno: Sandro Pertini rassegna le dimissioni da capo dello stato, anticipando di undici giorni il termine del suo mandato. Cossiga rimane presidente del senato (e come tale è presidente supplente della repubblica) fino all'elezione del suo successore.[223]

#### Luglio
- 3 luglio: Francesco Cossiga presta giuramento davanti alle camere riunite ed entra pienamente nelle sue funzioni.
Il ministro dei lavori pubblici, Franco Nicolazzi, interviene all'assemblea annuale di Confedilizia e dice no alla richiesta di liberalizzazione del mercato degli affitti. L'equo canone può essere riformato ma non abolito perché è dovere del governo prevedere strumenti che garantiscano il diritto all'abitazione. Il ministro torna a sostenere la riforma al momento bloccata in parlamento che introduce i cosiddetti patti in deroga tra proprietari e inquilini, che consentono di accordarsi su un affitto maggiorato del 30% in caso di contratto di durata superiore ai quattro anni, e ricorda che ci sono disponibili 800 miliardi per l'acquisto di case da destinare ai nuclei familiari più deboli.[224]
- 4 luglio: consiglio di gabinetto: il governo torna ad occuparsi dei problemi dell'economia con l'ennesimo allarme per i conti della previdenza e della sanità. Il disavanzo dell'INPS ammonterà a fine anno a 32.000 miliardi, 9.000 in più del previsto, mentre ancora non è possibile calcolare lo sforamento dei conti del sistema sanitario. Permangono le divergenze tra il ministro delle finanze, che sostiene sia la spesa a doversi adeguare alle entrate, e quello del tesoro, propenso all'introduzione di aumenti e di nuove tasse. Quest'ultimo, intanto, ha reso noto che il fabbisogno di cassa per i primi sei mesi del 1985 è stato di 48.000 miliardi, 5.500 in più del previsto, e che il gettito totale di fine anno sarà di circa 171.000 miliardi contro i 178.000 previsti dalla legge finanziaria.[225]
- 9 luglio: i cinque partiti della maggioranza avviano con Craxi la verifica sull'agenda del governo per la seconda parte della legislatura. Per il reperimento dei 5.500 miliardi si pensa ad un aumento di sigarette, tasse di proprietà, carte e marche da bollo. Dal momento che i lavoratori a reddito fisso non possono essere ulteriormente colpiti viene proposto un aumento dei controlli sulle imprese che evadono i contributi previdenziali, con forti aumenti delle multe. Permane tuttavia il contrasto tra chi (Visentini) sostiene la necessità di tagliare le spese e chi (Goria) pensa di introdurre aumenti e nuove tasse. Craxi esclude in ogni caso nuove stangate.[226]

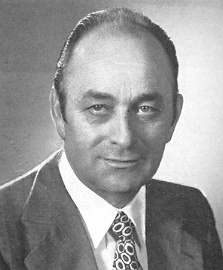
Franco Nicolazzi

- 9-11 luglio: Comitato centrale PSDI: Pietro Longo ammette che dopo la sconfitta elettorale il partito ha bisogno di rinnovarsi salvaguardando l'alleanza di governo. Le minoranze guidate da Franco Nicolazzi e Graziano Ciocia chiedono un congresso straordinario per discutere la linea troppo filo-democristiana e troppo poco filo-socialista della segreteria, e rifiutano la proposta di un ufficio politico equamente rappresentato che affianchi il lavoro del segretario nazionale. Quest'ultimo rassegna le dimissioni nelle mani di Giuseppe Saragat, presidente assente per motivi di salute, che le respinge invitandolo a guidare il partito verso un congresso anticipato entro la fine dell'anno. Al momento della votazione la componente di Nicolazzi abbandona l'aula e non vi partecipa; la relazione di Longo è approvata con 108 voti su 229 ma l'assise si conclude senza una proposta chiara per il futuro.[227]
- 12 luglio: il ministro della sanità, Costante Degan, dichiara in una intervista la propria impotenza di fronte allo sfascio sempre più evidente del servizio sanitario nazionale. Riferendosi ala chiusura estiva dell'istituto dei tumori di Genova per le ferie del personale sostiene che il ministro può solo ordinare un'indagine conoscitiva ma che i poteri d'intervento spettano alla regione Liguria, che deve a sua volta sollecitare la Usl di competenza. La riforma sanitaria del 1978, aggiunge, ha affidato un potere quasi esclusivo alle regioni e ai comuni, che si sono organizzati ognuno con criteri diversi tra gli altri, ed è necessario rimettere mano agli errori legislativi affidando al ministero un potere di coordinamento ed interventi che introducano un criterio di uniformità nell'organizzazione dei servizi.[228]

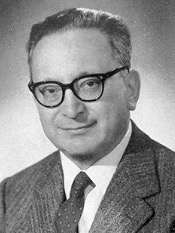
Salvatore Valitutti

- 19-21 luglio: consiglio nazionale PLI: Valerio Zanone ufficializza le dimissioni da segretario e sostiene la nomina di Renato Altissimo, sostenuta dal leader storico Giovanni Malagodi e dalla pattuglia dei quarantenni come Paolo Battistuzzi e Francesco De Lorenzo. La minoranza di Egidio Sterpa sostiene la nomina di Alfredo Biondi e chiede un congresso anticipato. Raffaele Costa non esprime una posizione. Nonostante la mediazione di Malagodi, Aldo Bozzi e Salvatore Valitutti ognuno dei due candidati mantiene le proprie posizioni. Alla votazione Biondi vince con 117 voti contro i 91 andati ad Altissimo ma l'assise si conclude senza l'espressione di una vera e propria linea politica di rilancio.[229]
- 19-22 luglio: mentre è in pieno corso la verifica di governo sull'economia un forte aumento del dollaro porta alla sospensione del mercato internazionale dei cambi. Un accordo raggiunto d'urgenza tra le banche centrali europee svaluta la lira dell'8%. Convocato in fretta e furia il governo vara un pacchetto di misure per il recupero di 6.000 miliardi attraverso un'azione di recupero dei crediti dell'INPS, dall'obbligo del versamento alla tesoreria di stato delle disponibilità degli enti locali depositati nelle banche e da un aumento della prima rata del condono edilizio. Mentre si abbatte una bufera sull'Eni, che ha acquistato alcune decine di migliaia di dollari al prezzo massimo, il ministro del tesoro Giovanni Goria stronca sul nascere qualsiasi tentazione speculativa attraverso un ingiustificato aumento dei prezzi. Le opposizioni chiedono all'esecutivo di riferire in parlamento sull'accaduto.[230]
- 31 luglio: il presidente del consiglio riferisce al senato sugli esiti della verifica e chiede una fiducia triennale sul programma per la legislatura. Senza entrare in particolari prende l'impegno di varare una legge finanziaria per il 1986 improntata più al taglio delle spese che alla ricerca di nuove entrate. Ulteriori priorità saranno la disoccupazione, il mezzogiorno e la giustizia ma le opposizioni - oltre che il PRI e alcuni settori della DC - criticano i contenuti generici del discorso, che rinvia l'illustrazione delle scelte, e la mancata giustificazione del comportamento dell'ENI e di un presunto avallo della Banca d'Italia all'operazione di acquisto dei dollari. Nelle stesse ore il governo viene sconfitto alla camera nella discussione sulla legge per gli interventi straordinari del mezzogiorno: opposizioni e franchi tiratori bocciano l'istituzione del Fondo nazionale per lo sviluppo, sostitutivo della Cassa del Mezzogiorno, affinché i fondi vengano gestiti direttamente dal ministero del bilancio.
Valerio Zanone e Loris Fortuna prendono il posto, rispettivamente, di Alfredo Biondi all'ecologia e di Francesco Forte ai rapporti con l'Europa.[231]

#### Agosto
- 3 agosto: ottenuta la fiducia dalle camere sulla verifica, e chiuso il parlamento per la pausa di agosto, il presidente del consiglio traccia l'agenda del governo per la ripresa di settembre. Anzitutto la legge finanziaria, per la quale i repubblicani minacciano di uscire dalla maggioranza se non si interviene su disavanzo e spesa pubblica, e l'intervento straordinario nel mezzogiorno; per quest'ultimo sarà ripresentato il disegno di legge che stanzia 120.000 miliardi in nove anni e si tornerà a cercare un accordo per l'istituzione del fondo straordinario che deve prendere il posto della Cassa del Mezzogiorno. Ulteriori urgenze sono il piano sanitario nazionale e alcuni decreti di riforma della giustizia.[232]
- 5 agosto: il ministero del tesoro rende noti i conti dei primi sei mesi dell'anno, dai quali si ricava un passivo di 54.328 miliardi. Per sanare questo ennesimo disavanzo viene chiaramente detto che oltre alla finanziaria sarà necessario abbinare una manovra correttiva che comporterà aumenti dei carburanti e delle tariffe pubbliche, ma l'idea è contestata dal ministro delle finanze e dal presidente del consiglio, che sono orientati ad un piano di taglio nella spesa pubblica.[233]

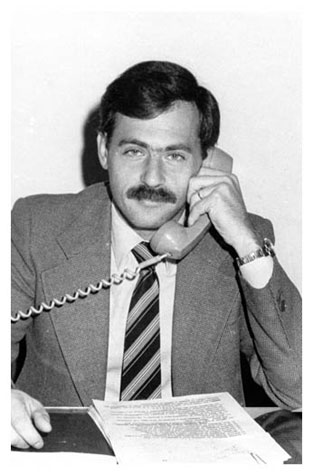
Ninni Cassarà

- 7 agosto: un gruppo di agenti della squadra mobile di Palermo aggredisce il presidente della repubblica e il ministro dell'interno, intervenuti ai funerali di Ninni Cassarà e Roberto Antiochia, che si dice siano stati uccisi per vendetta a causa della misteriosa morte di un ragazzo durante un interrogatorio in questura. Un agente colpisce il ministro con uno schiaffo dando luogo ad un grave scontro con i colleghi del servizio di sicurezza. Il presidente del consiglio prende le difese di Scalfaro e sostiene che indagando sull'accaduto altro non ha fatto che il suo dovere. Tutte le opposizioni chiedono che il governo riferisca dell'accaduto in parlamento.[234]
- 9 agosto: nell'atto di promulgare due leggi di riforma sul riordino della ragioneria generale dello stato e della direzione generale del tesoro il capo dello stato, Francesco Cossiga, invita il governo a riorganizzare e snellire i centri della programmazione economica a partire dai ministeri del bilancio e del tesoro, che potrebbero essere unificati per evitarne le duplicazioni,. Gli fa eco la corte dei conti, secondo cui il bilancio è in realtà prerogativa della ragioneria generale dello stato, che predispone i documenti contabili da sottoporre alla firma del ministro.
Il ministro dei lavori pubblici, Franco Nicolazzi, presenta al parlamento una relazione sullo stato delle autostrade e delle strade statali, nella quale indica in 3.450 miliardi la spesa da impegnare per la manutenzione, cui occorre aggiungere 600 miliardi per la riorganizzazione dell'ANAS, 450 miliardi per gli edifici dell'azienda e 150 miliardi per le macchine operative.[235]
- 28 agosto: consiglio di gabinetto: alla ripresa dell'attività politica sono definiti gli obiettivi della legge finanziaria per il 1986, che prevede la riduzione del tasso d'inflazione al 5% e il deficit di bilancio non oltre i 100.000 miliardi. L'esecutivo assicura che non ci saranno stangate ma gli obiettivi richiederanno comunque provvedimenti duri per i contribuenti e pesanti tagli alla spesa pubblica.

#### Settembre

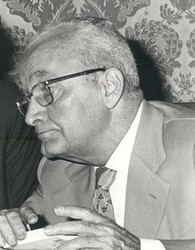
Massimo S. Giannini

- 3 settembre: l'ex ministro Massimo Severo Giannini, estensore di una riforma della pubblica amministrazione mai discussa dal parlamento, espone una forte critica al condono edilizio in corso di attuazione, particolarmente complicato dal punto di vista burocratico. Il giurista torna a sostenere la riforma del ministero dei lavori pubblici, da trasformare in ministero del territorio, e accusa la classe politica di avere una scarsa cultura del servizio cui si dedica.
L'amministratore delegato della Stet, la finanziaria dell'IRI azionista di maggioranza della Sip, annuncia la privatizzazione del 49% del capitale azionario dell'azienda telefonica. Sostenuta da un consorzio formato da Mediobanca, Banco di Roma, Credito Italiano e Banca Commerciale Italiana, l'operazione mette a disposizione del mercato 150 milioni di azioni e porterà ad un incasso tra 950 e 1000 miliardi.[236]
- 4 settembre: consiglio dei ministri: la prima riunione dopo la pausa estiva è dedicata alla legge finanziaria per il 1986. Trasporti e sanità i settori più colpiti dalla manovra in formazione. Si prospetta un aumento del 20% di tutte le tariffe ferroviarie per i pendolari e la chiusura di 1.800 km di linee a scarso traffico per un risparmio annuo di almeno 600 miliardi. Viene previsto un piano per la chiusura delle scuole con ridotto numero di studenti e di molti uffici postali diventati improduttivi. Sul fronte della sanità si pensa ad un aumento tra il 15 e il 25% dei ticket su farmaci ed analisi: esclusa l'estensione del pagamento di tutti i farmaci si deve decidere se introdurre una tariffa per le visite a domicilio. Il ministro del tesoro, Giovanni Goria, propone una virata dell'economia verso il libero mercato: più privati nella sanità, nella previdenza e nell'istruzione e pagamento dei trasporti pubblici secondo i costi effettivi
Il ministero delle finanze annuncia che le entrate fiscali di luglio ammontano a 16.712 miliardi, +23% rispetto allo stesso mese dell'anno precedente.[237]
- 5 settembre: il presidente della DC, Flaminio Piccoli, prende le distanze dalle ipotesi formulate dai ministri Goria e Degan, e scrive su il Popolo che non tutti i cittadini possono permettersi di pagare il costo effettivo dei servizi. L'esponente doroteo precisa che le decisioni devono essere prese in accordo coi cinque partiti della maggioranza. Si riapre la polemica tra democristiani, socialisti e repubblicani sulla patrimoniale per i redditi alti.[238]

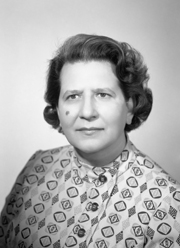
Franca Falcucci

- 7 settembre: il capogruppo socialista alla camera, Rino Formica, assicura che il presidente del consiglio non è d'accordo col piano dei tagli alla spesa sociale evocato dal ministro del tesoro. L'ex ministro conferma un discorso pronunciato da Craxi all'inaugurazione della Fiera del Levante a Bari, dove ha sostenuto che le decisioni sono ancora tutte da prendere e che una deriva neo-liberista non farebbe che peggiorare la situazione economica del paese.
Il ministro della pubblica istruzione, Franca Falcucci, annuncia che nella finanziaria per il 1986 saranno previsti aumenti sulle tasse scolastiche per istituti superiori e università. Il provvedimento è giustificato dalla necessità di non tagliare i fondi già insufficienti per l'istruzione e reperire al contempo le risorse per una completa riorganizzazione degli istituti scolastici.[239]
- 9 settembre: dopo sei anni di indagini 123 persone vengono rinviate a giudizio per lo scandalo dei petroli (1974-1979). Tra i personaggi che vanno a processo l'ex comandante della guardia di finanzia Raffaele Giudice, l'ex segretario di Aldo Moro Sereno Freato e i petrolieri Bruno Musselli e Carlo Milani.[240]
- 11 settembre: dopo un'ulteriore riunione tecnica il ministro delle finanze, Bruno Visentini, assicura che il gettito tributario sta andando bene e che non ci sarà bisogno di nuove tasse per far quadrare i conti pubblici. Per fronteggiare la spesa sociale sempre più alta si pensa di definire le tre fasce sociali dei poveri (fino a 11 milioni annui: assistenza completa) ceto medio (tra i 22 e i 24 milioni annui: ticket modulati sull'effettivo reddito) e ricchi, che dovranno rivolgersi unicamente al libero mercato. La proposta è bocciata da partiti e sindacati per l'incapacità del fisco di accertare le reali situazioni di disagio. Secondo l'opinione generale il provvedimento porterà a speculazioni e truffe che aumenteranno le uscite in luogo di ridurle.[241]
- 14 settembre: mentre Ciriaco De Mita difende Goria, affermando che le fasce di reddito sono solo un'ipotesi, al convegno nazionale di Forze nuove Carlo Donat Cattin chiede le dimissioni del ministro del tesoro e una legge finanziaria che, per una volta, intervenga sui problemi in modo strutturale in luogo di mettere toppe ai problemi del bilancio.[242]
- 17 settembre: il presidente del consiglio presenta in una conferenza stampa il rapporto sull'indigenza, redatto da una commissione presieduta da Ermanno Gorrieri sul problema della povertà dal lato degli interventi dello stato. Il documento sostiene che in Italia ci sono 1.360.000 anziani over 65 sotto la soglia della povertà, il 17% del totale degli indigenti, composto perlopiù da famiglie con difficoltà in tema di lavoro. I dieci milioni e passa di cittadini in condizioni di disagio, spiega Craxi, costringe l'esecutivo a gestire l'economia non solo in base alle sue leggi ma con criteri di equità e di riequilibrio. l risanamento del sistema di spesa, tuttavia, comporterà numerose difficoltà per l'opposizione di chi si avvale di vantaggi clientelistici e non vuole rinunciarci. Se le tre fasce proposte da Goria sono solo un'ipotesi nulla vieta che l'idea possa essere migliorata ed applicata.[243]

Ugo La Malfa

- 20 settembre: consiglio nazionale PRI: Giovanni Spadolini dichiara che non ci sono alternative al pentapartito; i repubblicani, pur tentati di uscire dalla maggioranza, vi possono giocare un ruolo autonomo. Per il ministro della difesa l'alleanza si divide tra le diverse concezioni di Craxi e De Mita, che finiscono con l'indebolire l'azione politica e bloccare l'azione riformatrice verso lo stato e la pubblica amministrazione. Spadolini ricorda e ripropone l'idea di Ugo La Malfa per un patto sociale e lancia stoccate polemiche contro il PSI, che preferisce accordarsi con la DC piuttosto che affermare la centralità laico-socialista dell'esecutivo.[244]
- 25 settembre: dopo due settimane di lavoro i ministri delle finanze, del bilancio, del tesoro, del lavoro e dell'industria mettono a punto lo bozza della legge finanziaria per il 1986. Viene confermata da Visentini la decisione di non introdurre nuove tasse ma si dovrà coprire un buco di bilancio di almeno 10.000 miliardi con tagli alla spesa nei settori della sanità e della previdenza, aumenti dei ticket sui medicinali e adeguamenti delle tariffe. Le entrate per il 1986 sono stimate in 174.000 miliardi.[245]
- 28 settembre: consiglio dei ministri: viene varata la legge finanziaria per il 1986. La manovra ammonta a 16.000 miliardi con tagli alla spesa previdenziale, inasprimenti tariffari per luce, gas, telefono (+6% circa) abolizione di sconti e privilegi, aumento delle tasse scolastiche (+10-15% fra scuola superiore e università) e dei ticket per i medicinali (+15-25% salvo che per i redditi inferiori a 11 milioni) e ridimensionamento dei bilanci ministeriali. Confermata la chiusura di 7.000 km di linee ferroviarie a scarso traffico e introdotto un aumento dei biglietti del trasporto urbano tra il 10 e il 50% a seconda delle dimensioni dei comuni. L'obiettivo è mantenere il disavanzo a 110.000 miliardi e l'inflazione al 6%. Ulteriori risultati si otterranno con la riforma dell'INPS e con l'autonomia impositiva degli enti locali. In base ai risultati della commissione Gorrieri sono stabiliti i limiti per l'accesso all'assistenza sociale ai nuclei familiari a basso reddito, che vanno da 4.728.000 lire annue per chi vive solo fino a 18.915.000 lire per i nuclei con sette o più persone.[246]

#### Ottobre
- 1 ottobre: nelle stesse ore in cui il parlamento riceve il disegno di legge della finanziaria il Comitato interministeriale prezzi esamina alcuni aumenti tariffati per le ferrovie (+8% dal 1º dicembre), gas, voli nazionali, pedaggi autostradali e tariffe postali (+600 miliardi) e tabacchi (+100 o 200 lire) dal 1º gennaio. Questi aumenti affiancano la revisione delle tariffe prevista nella legge di bilancio. Lo scopo è quello di ridurre al 2,9% del prodotto interno lordo gli oneri a carico del bilancio statale per i servizi pubblici.[247]
- 5 ottobre: consiglio dei ministri: viene approvato il disegno di legge di riforma dell'Irpef predisposto dal ministro delle finanze. Le nuove aliquote vanno dal 17% per i redditi fino a 17 milioni al 62% per oltre 600 milioni. Prevista una semplificazione del modello di dichiarazione dei redditi.[248]
- 7 ottobre: il ministero degli interni mette a punto la cosiddetta "supertassa comunale sui servizi", calcolata sui metri quadrati dei locali di abitazione e commerciali. Si prevede un gettito complessivo di 2.500 miliardi. Ai comuni spetta il compito di predisporre apposite tabelle per l'incasso di due rate. Sono previste sette categorie contributive che vanno dai residenti (affittuari o proprietari) che pagheranno da 900 a 1.500 lire al metro quadro, agli uffici pubblici di qualsiasi tipo (da 600 a 750 lire) passando per pubblici esercizi, banche e uffici privati (da 2.300 a 3.200 lire).[249]

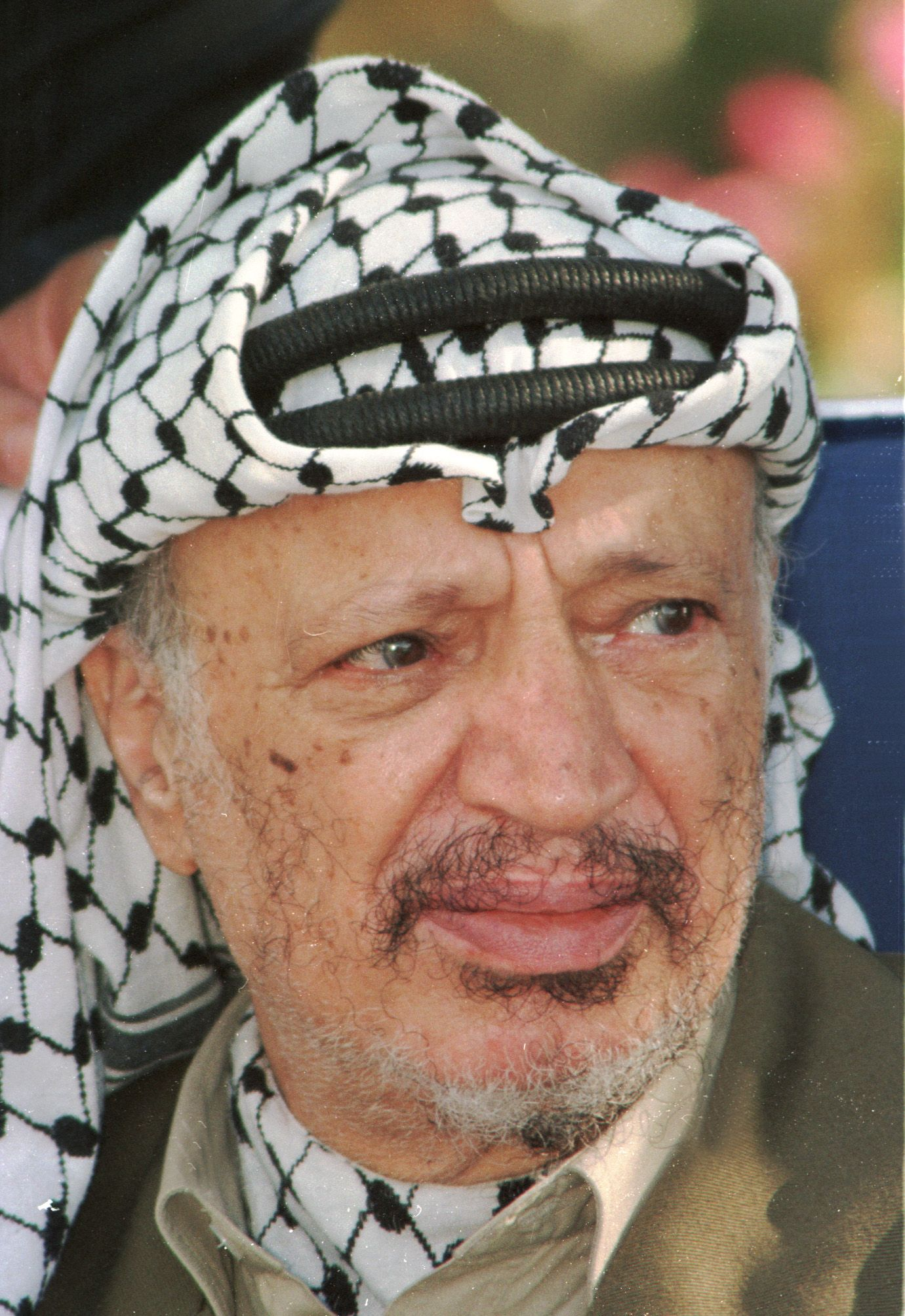
Yāsser ʿArafāt

- 8-9 ottobre: a seguito del dirottamento dell'Achille Lauro scoppia una grossa polemica tra i repubblicani e i socialisti sulla politica medio-orientale dell'esecutivo, che non tiene conto del ruolo effettivo degli arabi nel terrorismo anti-israeliano e anti-americano. Nel riferire alla camera sull'accaduto e sull'operato del governo Craxi parla di atteggiamenti poco amichevoli di Israele ed esalta il ruolo di Arafat nella mediazione che ha portato alla liberazione degli ostaggi. Repubblicani, socialdemocratici e liberali annunciano una contestazione ufficiale al governo nel dibattito parlamentare ancora non fissato.[250]
- 11 ottobre: Craxi rifiuta di consegnare i terroristi palestinesi agli americani. Esplode la Crisi di Sigonella; essendo l'Achille Lauro una nave italiana il governo rivendica la giurisdizione.
- 14 ottobre: il governo rischia di cadere a seguito dall'acutizzarsi delle polemiche sulla vicenda dell'Achille Lauro e sul rilascio del terrorista Abu Abbas, lasciato partire perché protetto dall'immunità diplomatica dell'aereo egiziano utilizzato per raggiungere l'Italia. Spadolini diserta il consiglio di gabinetto e annuncia che il PRI voterà contro le conclusioni del governo consegnate al parlamento. A seguito di un incontro con Craxi il PRI decide di uscire dalla maggioranza. L'esigua maggioranza del pentapartito, ridotta al 51,3%, porta all'apertura della crisi di governo.[251]
- 15-28 ottobre: Craxi si reca al Quirinale e rassegna le dimissioni. Il capo dello stato comincia le consultazioni nello stesso giorno. Tra le soluzioni si fa strada il rinvio del governo alle camere per un nuovo voto di fiducia. Democristiani, socialisti, socialdemocratici e liberali si schierano per un reincarico. I repubblicani pongono riserve sul mantenimento di Giulio Andreotti nella carica di ministro degli esteri. Cossiga affida a Craxi l'incarico di formare un nuovo governo e gli conferisce un mandato ampio. Il presidente incaricato non esclude un esecutivo a quattro, senza i repubblicani. Dopo un giro di consultazioni anche informali si trova l'accordo per rinviare il governo alle camere e per la richiesta di un nuovo voto di fiducia.[252]
- 31 ottobre: Cossiga rinvia il governo alle camere. Viene posticipato il rimpasto nella composizione ministeriale per dare la precedenza all'iter della legge finanziaria, che non potrà però essere approvata entro il 31 dicembre. Il ricorso all'esercizio provvisorio costerà tra i 10 e i 12 mila miliardi.[253]

#### Novembre
- 4-9 novembre: Craxi prende la parola alla camera per il voto di fiducia. Chiede alle opposizioni di collaborare all'approvazione della legge di bilancio e si appella al PCI affinché concorra in modo attivo in tutte le questioni economiche, sociali e politiche cui si deve mettere mano. Il presidente del consiglio difende il suo operato e la linea di apertura verso il mondo arabo prendendo ad esempio lo stesso atteggiamento a suo tempo assunto da Aldo Moro. La fiducia passa con 347 voti a favore e 239 contrari ma socialdemocratici, repubblicani e liberali si dissociano ufficialmente dalle dichiarazioni aperturistiche verso la lotta palestinese, che il capo del governo giustifica anche col 14% delle esportazioni italiane in medio-oriente.[254]

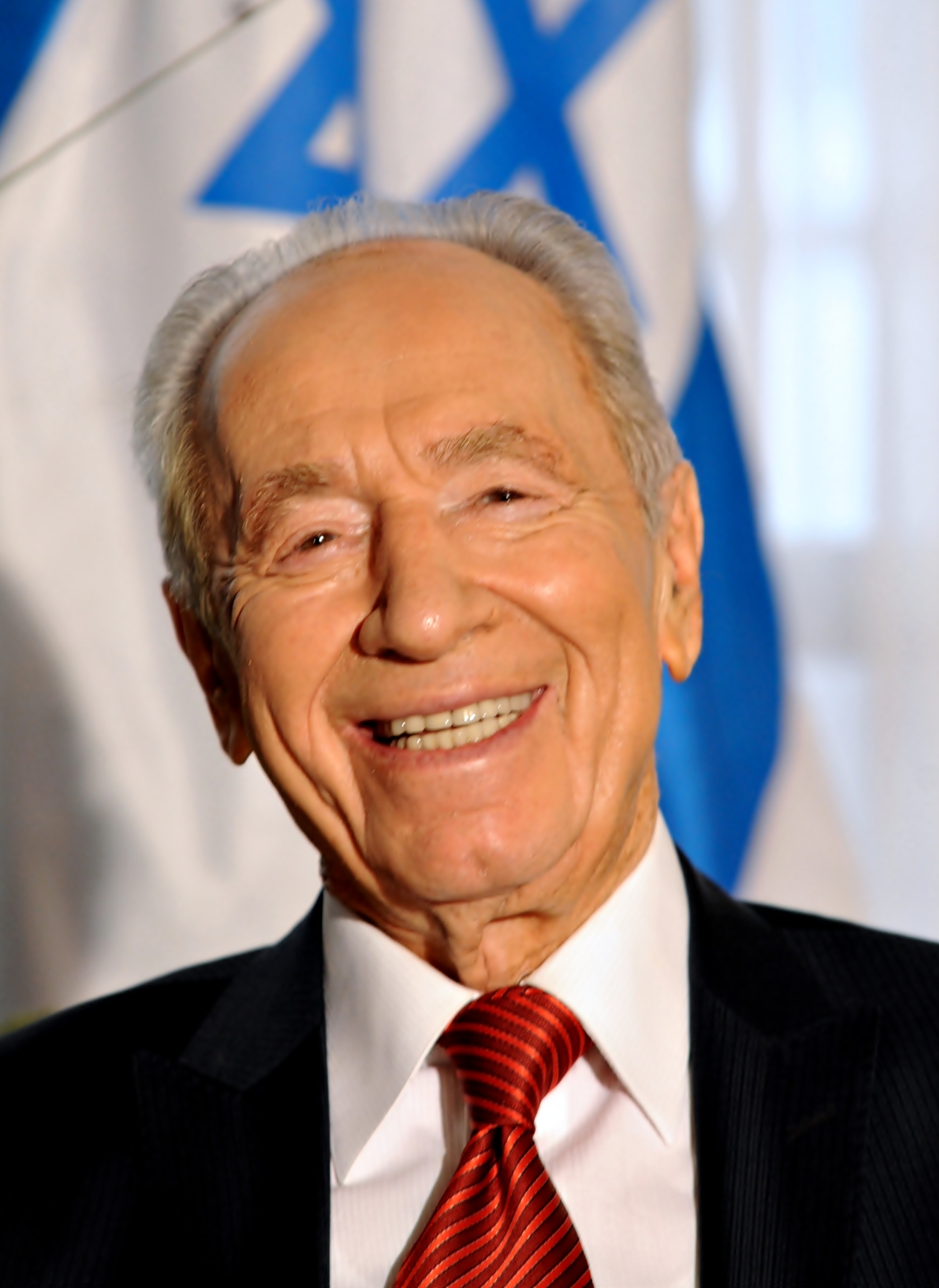
Shimon Peres

- 5 novembre: la DC chiede a Craxi una ritrattazione ufficiale sulla legittimità della lotta armata da parte dell'OLP. Intanto si apre una crisi diplomatica tra Italia e Israele, dove l'ambasciatore italiano è convocato dal ministro degli esteri Shimon Peres per chiarimenti e per l'inoltro della nota. De Mita arriva a proporre un nuovo governo, stessa maggioranza ma presidente diverso. Il presidente del consiglio rifiuta di ritrattare le proprie dichiarazioni ma accetta l'approvazione di un documento che pur riconoscendo la lotta palestinese si esprime in toni più mitigati, tollerati dagli alleati di governo. La fiducia, votata con 180 voti a favore e 102 contrari, chiude la crisi di governo ma non risolve le divisioni nella maggioranza. L'esecutivo rimarrà in carica almeno fino ai congressi dei partiti previsti in primavera.[255]
- 12 novembre: entrano in vigore gli annunciati aumenti delle tariffe postali. + 100 lire per le lettere e le stampe periodiche, +50 lire per le cartoline, +500 lire per le raccomandate.
Il ministro dei lavori pubblici, Franco Nicolazzi, propone una proroga al 30 settembre 1986 per le domande di condono edilizio. Per le pratiche successive alla prima scadenza del 30 novembre si pagherà una penale del 2% per ogni mese di ritardo.
- 14 novembre: il governo viene messo in minoranza quattro volte di seguito alla camera sul disegno di legge per l'assestamento del bilancio 1985. Passano quattro emendamenti del PCI che aumentano di circa 2.000 miliardi alcuni capitoli delle entrate.
- 15 novembre: secondo dati forniti dall'ISTAT il saldo della bilancia commerciale di settembre si è chiuso con un deficit di 705 miliardi, con un ammontare complessivo da gennaio di 17.489 miliardi. Le importazioni ammontano a 13.335 miliardi, le esportazioni a 12.650 miliardi. Il ministro per il commercio con l'estero, Nicola Capria, ritiene che l'ultimo periodo dell'anno avrà un'incidenza favorevole.[256]
- 19-20 novembre; l'iter della legge finanziaria si arresta sulla pretesa della maggioranza di votare per primo l'articolo 1, che stabilisce il limite cui lo stato può giungere per coprire il suo disavanzo, fissato ad un totale di 188,64 miliardi, ridotto a 139,277 come saldo netto. Normalmente approvato alla fine, quando le eventuali modifiche hanno stabilito le cifre esatte della manovra, la sua discussione preliminare è contestata dalle opposizioni e da settori della maggioranza. Fissare in via preliminare tali cifre precluderebbe le proposte di modifica al testo approvato dal consiglio dei ministri. La situazione è risolta con una mossa a sorpresa del presidente del senato Amintore Fanfani che, contro il parere del ministro del tesoro e di gran parte della maggioranza, impone la prassi consolidata di fissare il tetto definitivo della manovra quando tutti gli articoli sono stati discussi e approvati.[257]
- 23 novembre: il quotidiano socialista Avanti! pubblica delle insinuazioni su una trattativa tra i repubblicani e i comunisti in preparazione di nuove formule di governo col silenzio assenso di Ciriaco De Mita. I socialisti si chiedono come mai quest'ultimo, sempre pronto a stigmatizzare il dialogo PSI-PCI, non trovi nulla da eccepire. Il segretario democristiano smentisce che esistano piani per nuove maggioranze senza i socialisti.
- 25 settembre: mentre la legge finanziaria passa all'esame del senato si apre una polemica tra i socialisti e il ministro del tesoro sul gettito del condono edilizio. Per il PSI il ministro preferisci esebirsi negli esercizi contabili trascurando l'effettiva gestione della contabilità pubblica. Dei 3.000 miliardi previsti dalla sanatoria Nicolazzi si sono al momento incassati solo pochi spiccioli anche a causa della superficialità del ministero nella parte di sua competenza.[245]
- 29 novembre: nel corso della discussione al senato sul tema sanità e previdenza della legge finanziaria il PCI chiede le dimissioni del ministro Costante Degan, del quale contesta alcuni atti amministrativi: l'aggiunta di 560 farmaci al prontuario, che di nuovo hanno solo il prezzo e aggraverà la spesa di almeno 509 miliardi; il rinnovo della convenzione con le cliniche private e relativo rialzo delle rette: l'introduzione del day hospital e di nuovi pagamenti per le piccole patologie, per un esborso superiore ai 500 miliardi. Secondo i comunisti gli oltre 1000 miliardi sono più di quanto la finanziaria prevede di incamerare con l'aumento dei ticket.[258]

#### Dicembre

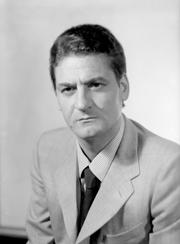
Mino Martinazzoli

- 4-6 dicembre: i venti membri togati del Consiglio superiore della magistratura rassegnano le dimissioni nelle mani del capo dello stato, che è anche il presidente dell'organo di autogoverno dei giudici. La decisione giunge dopo che Francesco Cossiga ha sostenuto che l'assise dei magistrati non può discutere e decidere sulle polemiche sorte tra il presidente del consiglio e i magistrati che hanno condannato il direttore dell'Avanti! per critiche al PM Armando Spataro e all'inchiesta sull'omicidio di Walter Tobagi. Mentre i partiti, seppure con sfumature diverse, danno ragione al capo dello stato; il ministro di grazia e giustizia, Mino Martinazzoli, respinge le accuse di politicizzazione del CSM. Con la mediazione di Giancarlo De Carolis, vice-presidente dell'assemblea, si giunge a un chiarimento che porta al ritiro delle dimissioni e alla rinuncia di Cossiga di sciogliere anticipatamente il consesso. Dal momento che oggetto del contendere sono dichiarazioni del presidente del consiglio sarà il parlamento a discutere e decidere sullo scontro istituzionale.[259]
- 10 dicembre: il senato approva la legge finanziaria, che deve ora superare l'esame della camera. Il tetto del disavanzo pubblico è fissato esattamente a 110.207 miliardi
- 12-14 dicembre: assemblea nazionale PSI: il vice-segretario Claudio Martelli sostiene che la guida del governo socialista, la presidenza della repubblica democristiana e il pentapartito nelle giunte locali abbiamo stabilito un buon equilibrio politico, e che eventuali cambiamenti devono essere solo migliorativi. Craxi, a sua volta, lancia una sfida a democristiani e comunisti, dichiara di non voler aspettare i congressi dei partiti e chiede un chiarimento subito dopo il varo della finanziaria. Il riequilibrio evocato da Martelli, aggiunge, ha portato ad una maggioranza critica e rissosa, con la DC che introduce spesso motivi di instabilità.[260]
- 14-17 dicembre: consiglio nazionale DC: De Mita risponde indirettamente a Craxi, non mostra timore di una eventuale crisi di governo e sostiene che l'esigenza della governabilità passa attraverso alleanze affidabili, anche se al momento non esiste un'alternativa al pentapartito. Nelle more della discussione sul regolamento per il congresso di maggio il segretario incassa moderate contestazioni da Virginio Rognoni (il governo deve cercare elementi di solidarietà e non assestare colpi a danno di chi deve sostenere l'alleanza) e Carlo Donat Cattin (la DC da troppo tempo tace ed acconsente, e ha perso il ruolo di guida del sistema politico italiano). Ogni decisione è comunque rinviata al congresso nazionale di primavera.[261]
- 14 dicembre: Consiglio dei ministri: preso atto che la finanziaria non potrà essere approvata entro il 31 dicembre il governo decide il ricorso all'esercizio provvisorio, al momento con una scadenza non prefissata rispetto al limite di legge dei quattro mesi. Il ministro del tesoro, intanto, annuncia la riproposizione alla camera del voto preliminare all'articolo 1 del provvedimento e alcuni decreti da approvare qualora si riesca a formare il bilancio entro il 31 dicembre.[262]

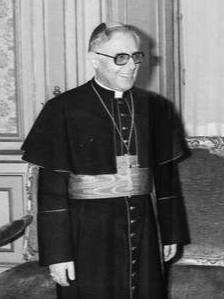
Ugo Poletti

- 15 dicembre: con un documento ufficiale di protesta l'Unione delle comunità ebraiche italiane, sostenuta anche dalla Federazione delle Chiese evangeliche in Italia, contesta le intese firmate dal ministro della pubblica istruzione, Franca Falcucci, con la CEI e con l'Unione delle Chiese metodiste e valdesi. Secondo i contestatori l'intesa frmata col cardinale Ugo Poletti assegna un ruolo di privilegio alla chiesa cattolica, i cui insegnanti siedono nei consigli di classe e possono stabilire le reali motivazioni di chi chiede di prendere parte all'insegnamento alternativo. La protesta è appoggiata dai radicali, che in parlamento si appellano ai partiti laici e socialisti per combattere la clericalizzazione della scuola.[263]
- 16-18 dicembre: alla vigilia del dibattito parlamentare sul caso P2 Licio Gelli invia al capo dello stato e ai capigruppo parlamentari un dossier dove contesta il carattere di segretezza della loggia ormai disciolta e contesta la legittimità del provvedimento del governo Spadolini che l'ha messa fuori legge.
All'avvio del dibattito parlamentare la presidente della camera, Nilde Jotti, ordina un'inchiesta sulle modalità di inoltro del dossier di Gelli, trovato dagli interessati sulla propria scrivania. Gli incartamenti sono stati consegnati da uno degli avvocati di Gelli ai commessi della camera che, violando il regolamento, li hanno consegnati senza verificare che il plico recasse il mittente. Dopo l'illustrazione delle mozioni dei partiti e delle relazioni di maggioranza e minoranza il dibattito viene rinviato al 7 gennaio.[264]
- 19 dicembre: su iniziativa di Franco Bassanini, della sinistra indipendente, alla camera viene presentata una mozione di sfiducia individuale nei confronti del ministro della pubblica istruzione. Il documento, che ottiene 94 firme in prima battuta, contesta l'intesa tra il governo italiano e la CEI sull'insegnamento della religione cattolica nelle scuole. Craxi ne prende le difese, sostenendo che la Falcucci ha agito secondo le disposizioni decise dal consiglio dei ministri, e lo stesso ministro sostiene a sua volta di aver seguito le norme del nuovo concordato. Il cardinale Ugo Poletti, presidente della CEI, fa sapere che la chiesa non ha cercato e non ha ottenuto privilegi, che tutto rientra nel rispetto dei valori costituzionali e che la polemica è originata da frange laiche e religiose insoddisfatte.[265]
- 21 dicembre; conferenza stampa di fine anno del governo: Craxi dichiara che la prima necessità del momento è approvare la legge finanziaria, e solo dopo ci sarà una verifica o un vertice della maggioranza. Per il presidente del consiglio è indispensabile chiarire quello che i partiti intendono fare per utilizzare al meglio quanto resta della legislatura, e non esclude possa esserci una collaborazione col PCI su alcuni punti di convergenza. Il governo, aggiunge, ha risolto molti problemi ma tanti ne restano per il 1986, a partire dai nodi irrisolti dell'economia.[266]
- 27 dicembre: consiglio dei ministri: l'ultima riunione dell'anno si apre con uno stanziamento per la ricostruzione degli edifici distrutti a Napoli dall'incendio del deposito AGIP. Rinviato l'esame sul quarto decreto sulle TV, sui ticket sanitari e gli assegni familiari sono prorogati al 30 giugno 1986 gli sconti fiscali per l'acquisto della prima casa e viene approvato il decreto legge che istituisce la Tassa per i servizi comunali (Ta.S.Co.) che riunisce i precedenti tributi e sarà suddivisa per fasce a seconda dei servizi offerti e della zona della città.
A seguito del rinvio dell'esame del quarto decreto legge sulle TV ci sarà un vuoto legislativo di tre giorni, dal 1º al 3 gennaio, durante il quale il governo auspica che nessun pretore intervenga a bloccare nuovamente i network privati. Il presidente della Fininvest, Silvio Berlusconi, ritiene che un ulteriore intervento censorio sia impossibile in quanto è nel frattempo intervenuta una sentenza di assoluzione: la trasmissione dello stesso programma su venti differite regionali indipendenti, ha deciso il tribunale di Roma, non costituisce reato.[267]

### 1986

#### Gennaio

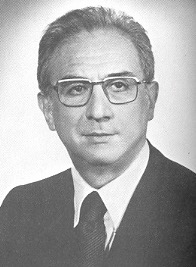
Francesco Cossiga

- 1 gennaio: come deliberato dal governo entrano in vigore nuovi aumenti per i telefoni e le poste. Per i telefoni lo scatto oltre la fascia sociale dei primi 40 aumenta di 5 lire, e con gli scatti aumentano il canone abitazioni (+500 lire) il canone duplex (+250 lire) e l'abbonamento affari (+500 lire). Aumenta a 650 lire la tariffa postale per l'estero per lettere fino a 20 grammi.
Nel suo primo messaggio di fine anno il presidente della repubblica, Francesco Cossiga, tocca i temi del terrorismo, della disoccupazione, dell'inflazione e delle carenze della scuola e della pubblica amministrazione. Cossiga ripete più volte la frase "possiamo farcela" ricordando che i cittadini devono rendersi conto di non avere solo dei diritti ma anche dei doveri.[268]
- 3 gennaio: consiglio dei ministri: viene approvato il decreto legge di riforma dell'Irpef che porterà a gennaio e febbraio 40.000 lire in più nelle buste paga e nelle pensioni, da marzo quote variabili a seconda della fascia di reddito e dei carichi di famiglia. Il ministro delle finanze, Bruno Visentini, dichiara che il governo non accetterà modifiche facciano salire il costo della riforma oltre i 5.250 miliardi previsti per il 1986 e i circa 7.000 degli anni successivi. Viene invece accantonato il quarto decreto sull'emittenza radiotelevisiva: il ministro delle poste, Antonio Gava, dichiara che non ci sono i motivi di urgenza richiesti per la decretazione d'urgenza in quanto è stata nel frattempo pronunciata una sentenza assolutoria nei confronti delle reti Fininvest. Il governo invita il parlamento ad approvare il disegno di legge in materia, giacente presso la camera.[269]

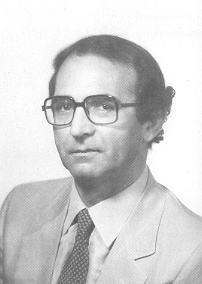
Aldo Rizzo

- 8 gennaio: alla camera riprende la discussione sulle conclusioni della commissione parlamentare sulla P2. Il radicale Francesco Rutelli contesta le assenze nei banchi del pentapartito e dei missini e la presenza di soli 18 deputati (tra i quali Tina Anselmi), che definisce una resa della politica al piduismo. Per Rutelli, Aldo Rizzo e Giuseppe Calderisi non si sono approfonditi alcuni aspetti fondamentali della vicenda come le tentazioni golpiste delle forze armate, il coinvolgimento dei servizi segreti nella strategia della tensione e il vero legame tra loggia massonica e mondo politico. L'ex pdiuppino Famiano Crucianelli, membro della commissione, accusa la relazione di maggioranza di voler ridurre la vicenda ad un episodio tutto italiano quando sono provate le implicazioni internazionali dell'attività di Gelli. La Anselmi, ex presidente della commissione, difende la relazione di maggioranza e fa notare che la P2 non era solo un circolo di buoni affari per banchieri e industriali ma un centro di potere dove agivano alti ufficiali, dirigenti dei servizi segreti e grossi burocrati della macchina statale. Il voto sulle mozioni è rinviato al 16 gennaio.[270]
- 10-11 gennaio: dopo la mancata approvazione del quarto decreto-legge sulle TV il pretore di Torino, Giuseppe Casalbore, minaccia di oscurare i network privati entro il 18 gennaio. Craxi diffida il pretore dal prendere decisioni che spettano unicamente al parlamento attirandosi le critiche dell'Associazione nazionale magistrati. Quest'ultima prende ufficialmente posizione contro una nota di Ugo Intini pubblicata sul quotidiano socialista Avanti!, definita un disconoscimento dell'ordinamento costituzionale e dell'equilibrio dei poteri, dove i magistrati non devono giudicare le leggi ma applicarle come sono scritte.[271]

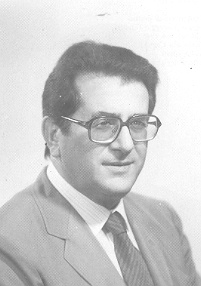
Nicola Capria

- 16 gennaio: il governo pone la fiducia su una risoluzione congiunta di DC, PSI, PSDI e PRI (appoggiata tecnicamente e non nel merito dal PLI) sull'ora di religione nelle scuole. Il documento mira a superare la mozione di sfiducia contro il ministro Franca Falcucci (che non viene infatti messa ai voti) e non esprime giudizi sull'intesa raggiunta col cardinale Ugo Poletti. La risoluzione accoglie alcune richieste di modifica relative alla scelta dell'ora alternativa, l'esclusione della materia religione dalla pagella e la collocazione delle ore all'inizio o alla fine delle lezioni.
Il governatore della Banca d'Italia, Carlo Azeglio Ciampi, di concerto coi ministri del tesoro, Giovanni Goria, e del commercio estero, Nicola Capria, adotta una serie di misure urgenti per arginare un possibile crollo della lira sui mercati valutari, peggiore di quello registrato il 20 luglio 1985, che mette a rischio l'equivalente di sei miliardi di dollari che l'Italia ha sparso in prestiti ed investimenti in tutto il mondo. Tra le misure adottate l'aumento di un punto dei tassi di rendimento dei titoli di stato (allo scopo di favorire investimenti in lire piuttosto che in acquisti di valuta straniera pregiata) e un massimale sull'impiego dei prestiti bancari, ecceduto il quale ogni istituto dovrà versare su un deposito infruttifero della banca centrale una quota sull'ammontare dello sconfinamento.[272]
- 20 gennaio: il presidente della DC, Flaminio Piccoli, chiede che contemporaneamente alla verifica, sulla quale concordano socialdemocratici e liberali e si oppongono socialisti e repubblicani, sia attuato un rimpasto nella squadra di governo. Il ricambio dovrebbe riguardare metà della delegazione DC, anche se il leader doroteo non fa nomi, e rafforzare l'immagine e l'azione del partito rimasto isolato ed attaccato per la questione dell'ora di religione.[273]
- 22-24 gennaio: il governo è costretto a ricorrere al voto di fiducia dopo una doppia sconfitta sull'articolo 4 della legge finanziaria: un emendamento dei comunisti, sostenuto da indipendenti di sinistra e missini rafforzati da almeno 40 franchi tiratori, riduce l'aumento delle tasse scolastiche ed universitarie e toglie 200 miliardi dalla manovra. Il voto, sostengono i comunisti, è la sfiducia che non si è potuta esprimere nei confronti del ministro Falcucci. Craxi fa sapere che è pronto a ricorrere alla fiducia ogni qual volta la manovra sarà a rischio e già 24 ore dopo l'esecutivo affronta tre sconfitte che stravolgono l'articolo 9: un emendamento comunista cancella i pre-pensionamenti nella scuola, modifica i criteri di razionalizzazione degli uffici postali inutili e ripristina gli sconti ferroviari per i parlamentari.[274]
- 27 gennaio: consiglio dei ministri: dopo due ulteriori sconfitte in aula sulla finanziaria e diverse concessioni alle opposizioni viene deliberata la proroga dal 31 gennaio al 28 febbraio dell'esercizio provvisorio, che comporterà una spesa complessiva straordinaria per due mesi di 400 miliardi. A questo esborso si deve aggiungere uno sforamento del tetto nel disavanzo pubblico, fissato a 110.000 miliardi, che potrà essere quantificato solo dopo l'approvazione definitiva. Comunque andranno le cose il governo dovrà mettere mano ad una manovra correttiva per coprire una maggiore spesa di almeno 900 miliardi.[275]

#### Febbraio
- 5 febbraio: dopo 506 votazioni la camera approva la legge finanziaria. Il tetto del disavanzo è fissato a 116.688 miliardi ma il provvedimento deve tornare all'esame del senato, dove eventuali modifiche lo riporteranno nuovamente alla camera.
- 6 febbraio: alla camera un'alleanza tra le opposizioni e una corposa pattuglia di franchi tiratori boccia il bilancio di previsione dei ministeri della pubblica istruzione e della difesa. L'episodio è valutato come l'ennesima sfiducia nei confronti del ministro Franca Falcucci e una spada di Damocle sulla maggioranza, che appare sempre più a rischio.[276]
- 10 febbraio: a Firenze le Brigate Rosse uccidono l'ex sindaco Lando Conti.
- 13 febbraio: la rivista dei gesuiti La civiltà cattolica, notoriamente portavoce del pensiero del papa, esprime una critica al governo per la questione dell'insegnamento religioso nelle scuole. Secondo don Giuseppe De Rosa si cerca di marginalizzare l'ora di religione perché il Concordato non permette di abolirla e si sta procedendo con una irragionevole parificazione tra la religione cattolica e gli altri culti escludendo la materia dalla pagella. L'atteggiamento della DC in questo frangente è definito poco esemplare, essendo scesa a compromessi con i laici che hanno sminuito il ruolo della religione nella società.[277]
- 15 febbraio: parlando ad una commemorazione di Ezio Vanoni il ministro delle finanze, Bruno Visentini, addita la sua figura ad esempio per le forze di governo, ed in particolare alla DC, chiedendosi se i partiti sarebbero in grado di rinunciare ai privilegi. Visentini chiede, e si chiede, se i partiti degli anni '80 riuscirebbero ad assumere le stesse gravi decisioni assunte dai governi di Alcide De Gasperi nella delicata fase della ricostruzione post bellica.[278]
- 20 febbraio: il governo subisce una pesante sconfitta alla camera sul decreto di riforma dellIrpef. Grazie ad una pattuglia di almeno 30 franchi tiratori passano due emendamenti comunisti che fanno crescere gli sgravi da 7.000 a 12.000 miliardi e comportano un aggravio sul bilancio dello stato per non meno di 6.000 miliardi. Il ministro delle finanze sbotta in aula che ormai non si sa più chi sono i sostenitori e gli oppositori dell'esecutivo. Circolano voci di sue dimissioni, rinviate per la trasferta di Spadolini a Bruxelles. Il decreto modificato resterà in vigore fino alla naturale scadenza del 5 marzo, quando verrà ripresentato depurato dagli emendamenti.[279]

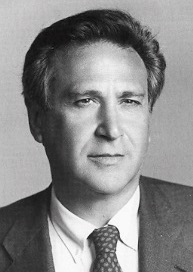
Claudio Signorile

- 22 febbraio: Claudio Signorile, leader della sinistra interna del PSI, sostiene che i trenta mesi restanti della legislatura dovrebbero essere impiegati dall'intera sinistra per accreditarsi come forza di governo. La proposta mira ad un programma negoziato all'interno del pentapartito su cui possa convergere anche il PCI, garante la presidenza di Craxi, per superare la concezione egemonica del ruolo della DC e creare una vera alternativa di governo.[280]
- 26 febbraio: con 283 voti a favore, 200 contrari e un'astensione la camera approva in via definitiva la legge finanziaria.
A 37 anni dalla prima proposta del 1948 la commissione affari costituzionali della camera approva la legge di riforma della presidenza del consiglio sulle norme stabilite dall'articolo 95 della Costituzione. Il presidente Silvano Labriola sottolinea che il testo ha avuto il costruttivo contributo di tutti i partiti, al punto che non è possibile riconoscervi posizioni particolari. Il nuovo ordinamento pone precisi limiti alla decretazione d'urgenza (il governo non può attribuirsi deleghe legislative o intervenire autonomamente in materia elettorale, costituzionale, di bilancio e di amnistia), suddivide le competenze del consiglio dei ministri e del suo presidente e istituzionalizza il consiglio di gabinetto. Sono ridotti alla sola necessità i comitati interministeriali, allo scopo di evitare sovrapposizione di competenze. Il sottosegretario alla presidenza viene messo a capo di un segretariato permanente suddiviso in dipartimenti ed uffici.
Socialisti, comunisti e repubblicani promuovono un'iniziativa congiunta nella commissione pubblica istruzione del senato per rivedere il problema dell'ora di religione. La proposta è mirata a superare le inadempienze del ministro Franca Falcucci, che secondo i promotori ha prospettato solo ipotesi vaghe, e chiede prioritariamente di considerare diritto e non dovere la scelta di avvalersi o meno dell'insegnamento religioso. Viene anche chiesto di abbassare a 14 anni l'età minima richiesta per la scelta autonoma degli studenti.[281]

#### Marzo
- 1-2 marzo: si svolge a Camogli il convegno "Le libertà economiche", organizzato dal PLI, cui prendono parte il segretario del partito, Alfredo Biondi, e vari economisti liberali come Salvatore Valitutti, Giovanni Malagodi e Raffaele Costa. L'assise mette sotto accusa lo stato che vuole provvedere a tutto e lascia larghi vuoti nelle esigenze del paese e dei cittadini. Il segretario Biondi risponde in una intervista di essere contrario a far cadere il governo ma che lo stesso non deve sopravvivere alle sue inadempienze, e che in vista del congresso del partito si sta predisponendo la proposta di un liberalismo popolare, ugualmente vicino alla libera iniziativa economica e alle esigenze sociali.[282]
- 5 marzo: consiglio dei ministri: viene varato un nuovo decreto sull'Irpef che attenua leggermente gli sgravi per i redditi da 11 a 16 milioni di lire, mirato a favorire i lavoratori di fascia media. Viene inoltre fiscalizzata una diminuzione di 20 lire del prezzo della benzina, per un gettito di circa 250 miliardi.[283]

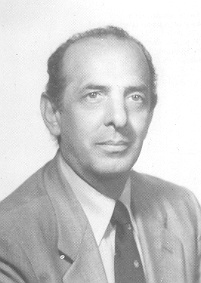
Raffaele Valensise

- 6-9 marzo: chiudendo la conferenza programmatica "Italia domani, nuova società per nuova repubblica", Giorgio Almirante si dichiara disponibile a ricandidarsi alla guida di un MSI dove preme dall'interno la generazione dei quarantenni. Con un documento predisposto per l'imminente congresso Guido Lo Porto, Ugo Martinat, Nino Sospiri, Altero Matteoli e Franco Petronio chiedono l'azzeramento delle cariche e un rinnovamento del partito che lo allontani dai miti e dale liturgie del neofascismo. Per Almirante, sostenuto da Raffaele Valensise, Gianfranco Fini e Franco Servello, rimane tuttavia valido il moto "non rinnegare e non restaurare" per una linea politica che proponga un rinnovo delle istituzioni anche riprendendo idee e proposte formulate ai tempi del regime.[284]
- 13 marzo: PSI, PLI e radicali, con l'appoggio a titolo personale dei socialdemocratici Graziano Ciocia e Giovanni Manzolini, depositano la richiesta per tre referendum popolari che, attraverso altrettanti articoli del codice di procedura civile da abrogare, chiedono la soppressione della commissione parlamentare inquirente, l'estensione della responsabilità civile dei magistrati e la modifica del sistema elettorale del CSM.
In vista della verifica di maggioranza il segretario della DC, Ciriaco De Mita, viene pressato affinché un democristiano torni alla guida del governo entro la fine della legislatura. La richiesta di Virginio Rognoni e Benigno Zaccagnini viene tuttavia rifiutata dalla direzione del partito.[285]
- 17 marzo: Craxi fissa il calendario degli incontri per la verifica di maggioranza. Tra i temi che saranno affrontati viene escluso il problema della sostituzione del presidente del consiglio e più in generale il tema dell'alternanza alla guida del governo. Si cercherà un accordo sul programma per la parte rimanente della legislatura e per un rimpasto che dovrà sostituire diversi ministri, ciò che porta la DC a contestare le scelte di Ciriaco De Mita. Per le sinistre interne democristiane il ritorno alla guida del governo è fondamentale, anche se riconoscono che fino alla celebrazione del congresso si dovranno accettare le condizioni del leader socialista. Dai primi incontri emerge una DC isolata nella richiesta dell'alternanza e l'intenzione di Craxi di non lasciare prima della fine della legislatura.[286]

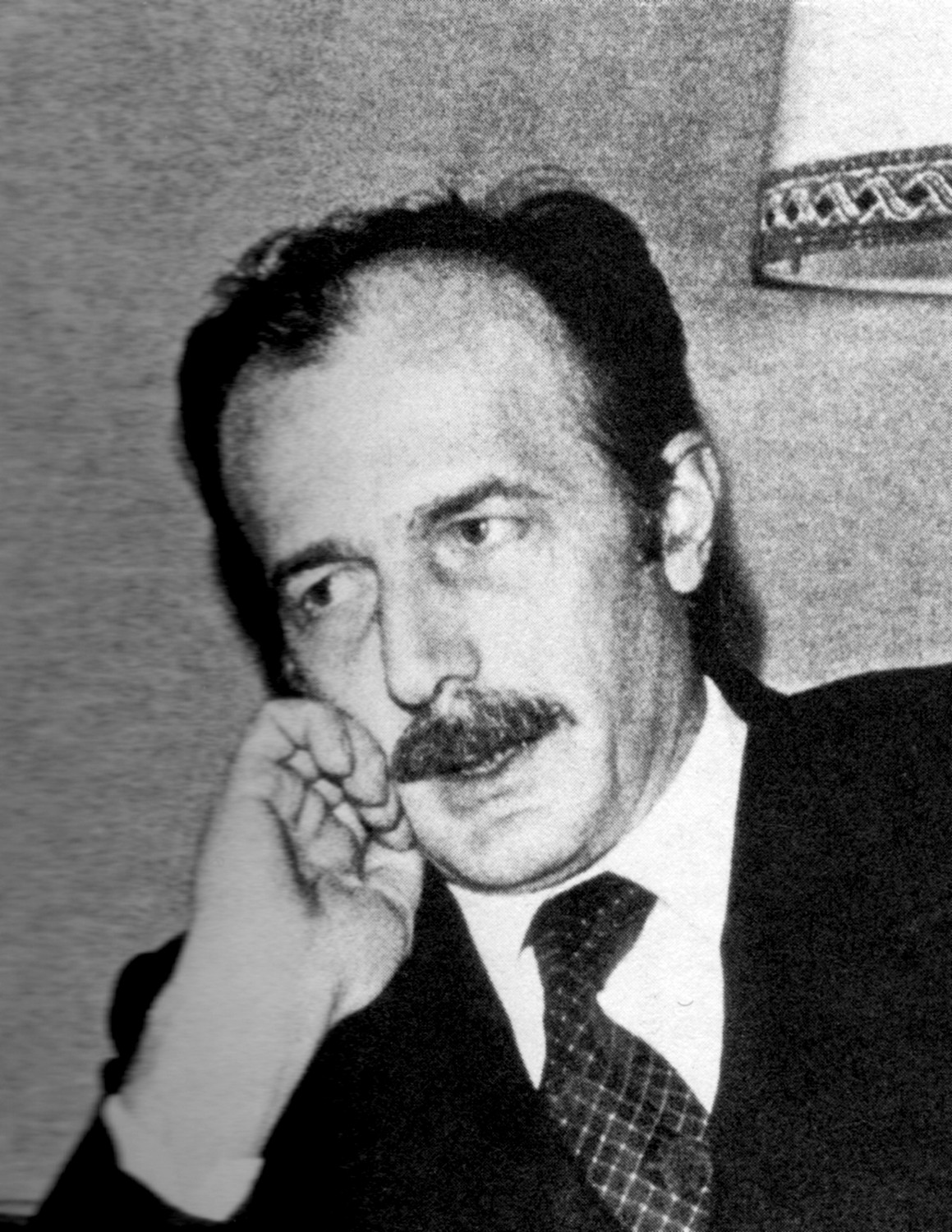
Giorgio Ambrosoli

- 20-22 marzo: a due giorni dalla condanna all'ergastolo come mandante dell'omicidio di Giorgio Ambrosoli Michele Sindona viene ricoverato in coma dopo aver ingerito un caffè avvelenato. Mentre la politica si interroga se sia stato un tentativo di omicidio o suicidio nel giro di poche ore vengono presentate decine di interrogazioni, al punto che il presidente della camera, Nilde Jotti, dopo aver ascoltato i capigruppo fissa per l'indomani le comunicazioni del governo e il relativo dibattito. Il ministro di Grazia e giustizia, Mino Martinazzoli, si assume la responsabilità dell'accaduto e si dichiara pronto alle dimissioni, ma precisa anche che tutte le misure di sicurezza previste dalla circolare del ministero emessa in merito sono state rispettate.[287]
- 22 marzo: Sindona muore dopo due giorni di coma. Secondo i suoi avvocati e la famiglia si tratta di omicidio; il bancarottiere siciliano aveva intenzione di difendersi e far valere la sua innocenza al processo di appello e c'era sicuramente chi temeva le sue rivelazioni. Francesco De Martino, che ha presieduto la commissione d'inchiesta sul crack delle sue banche, ha ricordato la lista dei 500 esportatori di valuta sempre citata e mai ritrovata.
La misteriosa scomparsa del finanziere siciliano si inserisce tra i temi della verifica. I repubblicani chiedono che sia inserita nell'accordo una rinnovata questione morale.[288]
- 26 marzo: il governo esamina ed approva la relazione generale sulla situazione economica del paese nel 1985, presentato dal ministro del bilancio, Pier Luigi Romita. Per la prima volta dal 1972 il tasso d'inflazione è sceso sotto il 10%, e ci sono buone possibilità che scenda ancora dall'8,6 al 5%; il prodotto interno lordo è cresciuto del 2,3% (da 615.119 a 684.843 miliardi), il disavanzo della bilancia commerciale si è fermato a 23.115 miliardi, le importazioni sono cresciute da 777.331 a 874.929 miliardi., le esportazioni da 148.823 a 174.212 miliardi.[289]

Controlli dei carabinieri del NAS sui vini in vendita in un supermercato.

- 31 marzo: a circa due settimane dai primi tre morti il ministro della sanità, Costante Degan, viene chiamato in causa per lo scandalo del vino al metanolo. L'adulterazione di vino da tavola con l'alcol metilico porta alla morte di 19 persone e all'intossicazione di altre 168, alcune con danni neurologici permanenti. Il dicastero viene accusato di sottovalutare la gravità della situazione ma il ministro oppone che i prodotti da controllare sono tanti e che la prevenzione spetta anzitutto ai consumatori, mostrando prudenza negli acquisti.[290]

#### Aprile
- 2 aprile: radicali, demoproletari e missini chiedono le dimissioni dei ministri della sanità e dell'agricoltura, Costante Degan e Filippo Maria Pandolfi per lo scandalo del vino al metanolo. Alla base della richiesta la rivelazione che già il 12 novembre 1985 il servizio repressione frodi del ministro dell'agricoltura ha chiesto al comune di Narzole il ritiro della licenza alla ditta Ciravegna, la principale tra i sofisticatori, e i due dicasteri, ognuno per le proprie competenze, non hanno proceduto ai necessari accertamenti.[291]
- 5 aprile: Ciriaco De Mita viene contestato nell'ambito del dibattito interno alla DC in vista del congresso. Il presidente Flaminio Piccoli torna a rivendicare la guida democristiana del governo e sostiene che era meglio una crisi di governo ad una verifica ambigua e poco costruttiva; Carlo Donat Cattin protesta per l'autoritarismo del segretario nazionale, che a suo dire sta frapponendo i suoi interessi personali nell'elaborazione delle tesi congressuali.
- 9-13 aprile: congresso del PCI: Alessandro Natta guarda all’alternativa col PSI, ma senza illusioni. Ribadisce la proposta di un “governo di programma" e muove dure critiche alla DC. L'assise appare divisa tra chi vuole una sinistra nuova e chi ha nostalgia del partito della classe operaia. L'unica voce critica al segretario è quella di Pietro Ingrao, che si oppone alla deberlinguerizzazione del partito. Natta viene rieletto per acclamazione.[292]
- 9 aprile: la procura di Treviso apre un'inchiesta sulle possibili conseguenze negative di un decreto del ministro dell'agricoltura che il 28 novembre 1985 ha autorizzato i vinificatori di Emilia-Romagna e Trentino-Alto Adige a detenere e trattare vini rossi con metanolo entro i limiti stabiliti dalla legge. Emesso per fronteggiare una pessima vendemmia nelle due regioni il decreto non prevede la distinzione tra metanolo naturalmente contenuto nel vino e acquistato, e si vuole ora stabilire se la lacuna è colposa o dolosa.[293]
- 11 aprile: l'ufficio alcolici, tabacchi e armi da fuoco del ministero del tesoro degli Stati Uniti fa rimuovere dagli scaffali d'oltreoceano tutti i vini di produzione italiana e ne vieta la distribuzione all'ingrosso e al dettaglio prima di esami a campione sui lotti di produzione. I produttori italiani si rivolgono intanto al governo lamentando oltre dieci miliardi di lire di danni per mancata produzione e vendita. Il ministero della sanità emette un'ordinanza che vieta la vendita dei vini prodotti da ditte i cui campioni sono risultati positivi al metanolo ma dimentica di allegare le relative tabelle.[294]

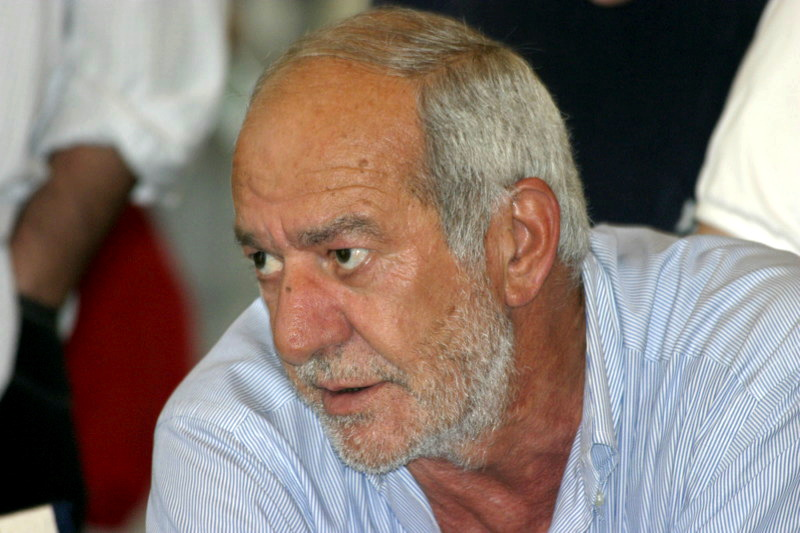
Mario Capanna

- 23-28 aprile: congresso DP: nella sua relazione introduttiva Mario Capanna illustra le linee dell'azione politica, basate sull'alternativa di sinistra e per l'uscita dell'Italia dalla Nato. L'ex leader sessantottino accusa il PCI di riformismo moderato, subalterno agli interessi dell'esecutivo, e il PSI l'avanguardia di una svolta autoritaria. Il craxismo, secondo Capanna, è una variante del regime di potere democristiano. Edo Ronchi e Franco Russo invocano la rifondazione della sinistra su base popolare dopo una fase di opposizione. Capanna è rieletto segretario senza opposizioni interne. La mozione finale basa il futuro di Democrazia proletaria sulla non violenza come orientamento culturale e iniziativa politica contro la prepotenza e la violenza del capitalismo.[295]
- 28 aprile: consiglio dei ministri: viene approvato un nuovo disegno di legge per regolamentare l'ora di religione nelle scuole. Per gli studenti tra i 14 e 18 anni l'insegnamento della religione cattolica o di altre religioni (ove previsto dalle relative intese) dovrà essere controfirmato da un genitore o da chi ne fa le veci. La norma rispetta il diritto-dovere dei genitori di istruire ed educare la prole ma è contestata dai liberali perché non tiene conto del principio che l'educazione deve rispettare le attitudini e le preferenze del minore. Cosa succede, si chiede Alfredo Biondi, se le scelte dello studente e di chi lo rappresenta divergono?[296]

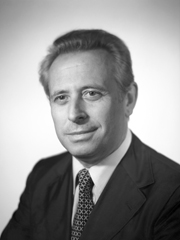
Luigi Granelli

- 29 aprile: a seguito delle conseguenze del Disastro di Černobyl' il ministro della ricerca scientifica, Luigi Granelli, mette le mani avanti sulle richieste di modificare la politica energetica italiana sostenendo che non si può dipendere solo dal petrolio.[297]

#### Maggio
- 2-3 maggio: dopo un rincorrersi incontrollabile di voci sulle conseguenze dell'incidente nucleare il ministro della sanità, Costante Degan, firma un'ordinanza che vieta per quindici giorni la vendita al pubblico e il consumo di verdure a foglia e la somministrazione di latte fresco ai bambini sotto i 10 anni e alle donne in stato di gravidanza. La disposizione provoca una corsa all'accaparramento di acqua minerale, scatolame e latte a lunga conservazioni ma anche di iodio, indicato a torto come un rimedio alla radioattività. A seguito delle accuse di allarmismo e sottovalutazione dei rischi Craxi scende in campo e dichiara che la nube radioattiva si sta disperdendo e che le misure non sono da considerarsi vincolanti. Gli agricoltori chiedono lo stato di calamità per le verdure che restano invendute (permesse o meno che siano). Ai posti di frontiera i TIR che trasportano derrate alimentari sono bloccati. Le centrali non ritirano il latte appena munto. Messe insieme le cifre si parla di danni per oltre 200 miliardi di lire. Il governo è invitato a predisporre una rigida sorveglianza sui prezzi in costante ed ingiustificato aumento.[298]
- 8 maggio: le procure di Roma e Milano aprono due distinte inchieste sugli aumenti dei prezzi e su formaggi confezionati con latte utilizzato senza preventivi esami. 
Comunisti, socialisti, radicali, demoproletari e diversi movimenti ambientalisti depositano presso la corte di Cassazione alcuni quesiti referendari per bloccare il piano energetico nucleare italiano. I quesiti riguardano la sospensione dei contributi a comuni e regioni sedi di centrali nucleari, il blocco della partecipazione dell'ENEL a società straniere per la realizzazione e l'esercizio di impianti elettronucleari e il divieto di localizzare ubicazioni senza il consenso di regioni e comuni.[299]
- 9 maggio: consiglio dei ministri: dopo un secondo scandalo legato al calcioscommesse viene approvato un disegno di legge presentato dal ministro di grazia e giustizia, Mino Martinazzoli, che trasforma da illecito amministrativo a illecito penale il totonero e tutte le attività connesse al suo esercizio.[300]
- 14-18 maggio: congresso PLI: il partito si presenta diviso nelle correnti Democrazia liberale (Valerio Zanone-Renato Altissimo), Nuova democrazia liberale (Antonio Patuelli-Vincenzo Palumbo) e Nuove iniziative (Alfredo Biondfi-Raffaele Costa). Il segretario uscente sostiene che il liberalismo è oggi vincente in Europa e che il PLI non ha saputo concretizzare questa scelta ideale; ribadisce la linea dell'Europa unita politicamente, il sostegno al pentapartito (che non è una formula eterna) e ricorda i risultati della commissione presieduta da Aldo Bozzi per le riforme istituzionali. L'assise appare da subito divisa tra i sostenitori di Biondi e di Altissimo; quest'ultimo viene eletto segretario col sostegno di Sterpa e con un partito irrimediabilmente spaccato in due.[301]
- 15 maggio: il presidente del consiglio annuncia per la prima metà del 1987 l'introduzione della lira pesante, che sarà chiamata lira nuova. Il processo richiederà dai 9 ai 18 mesi ma non sarà imposto alcun cambio forzoso della moneta. Le vecchie monete e banconote continueranno a circolare fino alla completa sostituzione. Il relativo disegno di legge non viene tuttavia discusso per l'obiezione dei repubblicani. La nuova lira, secondo Bruno Visentini, va introdotta a risanamento economico attuato, e su un testo preventivamente concordato.[302]
- 20 maggio: alla camera il governo viene messo in minoranza per otto volte consecutive sul disegno di legge di repressione delle sofisticazioni alimentari. Passano altrettanti emendamenti comunisti che stravolgono completamente le misure adottate dall'esecutivo. Tra le misure modificate la reintroduzione della tassa sul metanolo, il processo per direttissima in tutti i casi di sofisticazione, la confisca dei mezzi di produzione in tutti i casi accertati (e non soltanto in caso di morte o lesioni dei consumatori) ed un aggravamento delle pene accessorie (chiusura dell'impresa, ritiro delle licenze, etc).
- 21 maggio: consiglio di gabinetto: con la sola opposizione di Renato Altissimo viene approvato il disegno di legge sull'amnistia per i 40 anni della repubblica italiana. L'accordo è però sulle sole linee generali, tanto che il consiglio dei ministri viene rinviato nell'attesa di definire modalità e limiti del provvedimento di clemenza.[303]

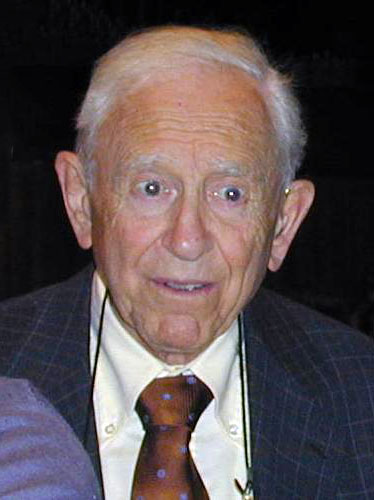
Franco Modigliani

- 23 maggio: consiglio dei ministri: viene approvato il disegno di legge sulla tutela delle acque e l'inquinamento ambientale delle risorse idriche che aggiorna la legge Merli del 1976, che contiene le direttive per un impiego razionale delle acque e regola lo scarico delle acque reflue imponendo che rientri, per determinate sostanze, in precisi valori-limite. La principale innovazione è l'istituzione dei consorzi obbligatori per la gestione delle acque (acquedotti, fognature, depuratori). Alle regioni è demandata l'esazione di opportuni canoni che assicurino l'autofinanziamento dei servizi.
Il premio Nobel per l'economia Franco Modigliani boccia il progetto del governo per la lira pesante, definito un'operazione cosmetica che a fronte dei costi di roduzione di monete e banconote (oltre che di adattamento di apparecchiature, modulistica, etc) non produce benefici reali all'economia.
A tre giorni dall'inizio del congresso della DC Craxi avverte De Mita che l'elaborazione di un nuovo programma per un nuovo governo comporterà il ricorso alle elezioni anticipate.[304]
- 26-30 maggio: congresso DC: Ciriaco De Mita sostiene nella sua relazione che la guida socialista del governo è un'eccezione e che il ritorno di un democristiano a palazzo Chigi può avvenire entro la fine dell'anno. Candidato unico alla segreteria (con la sola opposizione di Carlo Donat Cattin) sostiene la necessità di riunire le correnti in una lista unica, ciò che non avviene per le prese di posizione autonome di Giovanni Galloni, Giulio Andreotti e Benigno Zaccagnini. De Mita viene rieletto dal 74,5% dei voti congressuali con la prospettiva di continuare l'esperienza del pentapartito senza fretta sul cambio della guardia alla guida dell'esecutivo.[305]

#### Giugno
- 3 giugno: consiglio dei ministri: la riunione, vista come una verifica dei rapporti tra DC e PSI, approva il disegno di legge per l'istituzione della lira pesante, prevista per il 1987, e l'amnistia per i 40 anni della repubblica. Circa quest'ultima viene precisato che sarà applicata per le condanne fino a tre anni (quattro per minorenni e ultrasettantenni), escluderà i reati di terrorismo e corruzione e alleggerirà la macchina della giustizia di almeno tre milioni di processi. Rinviata la decisione su un nuovo decreto per il condono edilizio.[306]
- 5 giugno: Craxi torna a minacciare le elezioni anticipate se la DC chiederà la guida del governo prima del congresso socialista previsto per la primavera del 1987. Alle parole di De Mita pronunciate al congresso democristiano risponde che non c'è mai stato un patto per l'alternanza e che il governo durerà finché avrà la fiducia delle camere o il partito deciderà collegialmente di abbandonarlo.[307]
- 13 giugno: l'Osservatore Romano, organo ufficiale della santa Sede, prende posizione sullo scontro che oppone Ciriaco De Mita a Bettino Craxi. Dopo aver riconosciuto pari dignità a tutti i partiti della coalizione di governo sostiene che la DC è la forza politica centrale del governo e del paese, e nessuno può arrogarsi il ruolo di ago della bilancia. Il PSI risponde con una nota sull'Avanti! in cui si insinua che l'articolo sia stato sollecitato da De Mita al nuovo direttore del quotidiano, Mario Agnes, fratello di Biagio e compaesano del segretario democristiano. PRI e PLI esprimono preoccupazione per il livello sempre più alto dello scontro.[308]

Milano, marzo 1986: analisi di laboratorio su alcune bottiglie sequestrate

- 14 giugno: parlando ad un convegno il dirigente del settore agro-alimentare dell'Agenzia per la promozione all'estero e l'internazionalizzazione delle imprese italiane, Gabriele Gasparro, rende noto che l'esportazione dei vini italiani è crollata quasi della metà, perdendo il 42% in termini di quantità (-2,3 milioni di ettolitri) e il 19% in termini di valore (-200 miliardi). Se la tendenza rimarrà costante la perdita di fine anno sarà di 500 miliardi per una voce da sempre attiva nella bilancia commerciale.
Il ministro della sanità, Costante Degan, viene contestato al convegno "Professionisti e spesa sanitaria", organizzato a Milano dalle organizzazioni di categoria dei liberi professionisti. Oggetto del contendere la cosiddetta "tassa sulla salute" introdotta dalla legge finanziaria, un prelievo finalizzato a far contribuire i lavoratori autonomi e i percettori di reddito di impresa alla spesa sanitaria. La nuova tassa, definita un taglieggiamento, è considerata anticostituzionale perché il governo ne utilizzerebbe il gettito anche per altri scopi, venendo meno al principio dell'uguaglianza contributiva dei cittadini.[309]
- 16 giugno: consiglio dei ministri: viene approvato il disegno di legge detto "antifumo", di riforma alla legge già in vigore dal 1975. Il provvedimento prevede alcuni divieti rigidi per ospedali e scuole, dove sarà possibile fumare solo se esistono locali appositi, e per i minori di 16 anni, che non potranno più acquistare e consumare tabacco. All'opposto, libertà di fumo è garantita in bar e ristoranti, dove si possono prevedere locali per non fumatori. Al già vigente divieto di pubblicità è aggiunto quello che mette al bando prodotti di ogni genere che recano lo stesso logo dei pacchetti. Nel giro di poche ore in parlamento si organizza quello che i giornali chiamano subito "il partito del fumo"., animato dai "franchi fumatori", a difesa di 350.000 produttori, 61.000 rivenditori e 15.000 dipendenti dei Monopoli.[310]
- 22 giugno: elezioni regionali siciliane: tutti i partiti, di maggioranza e opposizione, rimangono sostanzialmente stabili, con variazioni che non incidono sui rapporti di forza. La DC perde due seggi ma si rafforza sul territorio. Guadagnano due seggi PSDI e MSI. Restano stabili socialisti, repubblicani e liberali. Con 36.365 voti entra per la prima volta DP con un seggio. Ciriaco De Mita invita Craxi ad abbandonare una pretesa di potere non suffragata da un adeguato sostegno elettorale.[311]
- 25-26 giugno: con 197 contrari e 188 favorevoli il governo viene battuto alla camera su un decreto per la difesa del suolo. Subito dopo viene deciso di porre la fiducia su un disegno di legge sulla finanza locale che distribuisce ai comuni 800 miliardi. Dopo l'esito scontato dell'approvazione viene respinta la conversione in legge con la partecipazione di almeno 75 franchi tiratori. Nonostante gli alleati chiedano la convocazione di un consiglio dei ministri straordinario il presidente del consiglio, di ritorno dai Paesi Bassi, sale al Quirinale e rassegna le dimissioni.[312]